# Chêne
Quercus
Pour les articles homonymes, voir Chêne (homonymie) et Cheneau.
Genre
Classification APG III (2009)
Synonymes
- Balanaulax Raf.[1]
- Cerris Raf.[1]
- Cyclobalanopsis Oerst.[1]
- Dryopsila Raf.[1]
- Eriodrys Raf.[1]
- Erythrobalanus (Oerst.) O. Schwarz[1]
- Ilex Mill.[1]
- Macrobalanus (Oerst.) O. Schwarz[1]
- Perytis Raf.[1]
- genre Quercus L. (préféré par BioLib)[1]
- Scolodrys Raf.[1]

Chêne est le nom vernaculaire de nombreuses espèces d'arbres et d'arbustes appartenant au genre Quercus, et à certains genres apparentés de la famille des fagacées, notamment Cyclobalanopsis et Lithocarpus.

Ce genre, présent dans tout l'hémisphère nord et dont l'aire de répartition s'étend depuis les froides latitudes jusqu'aux zones tropicales de l'Asie et de l'Amérique, comprend à la fois des espèces à feuilles caduques et d'autres à feuilles persistantes.

Là où il est naturellement présent dans son aire de répartition, le chêne abrite des centaines d'autres espèces (notamment après sa vie dans son bois mort), de sorte que certains écologues le qualifient de point chaud de biodiversité.

## Étymologie et différentes appellations

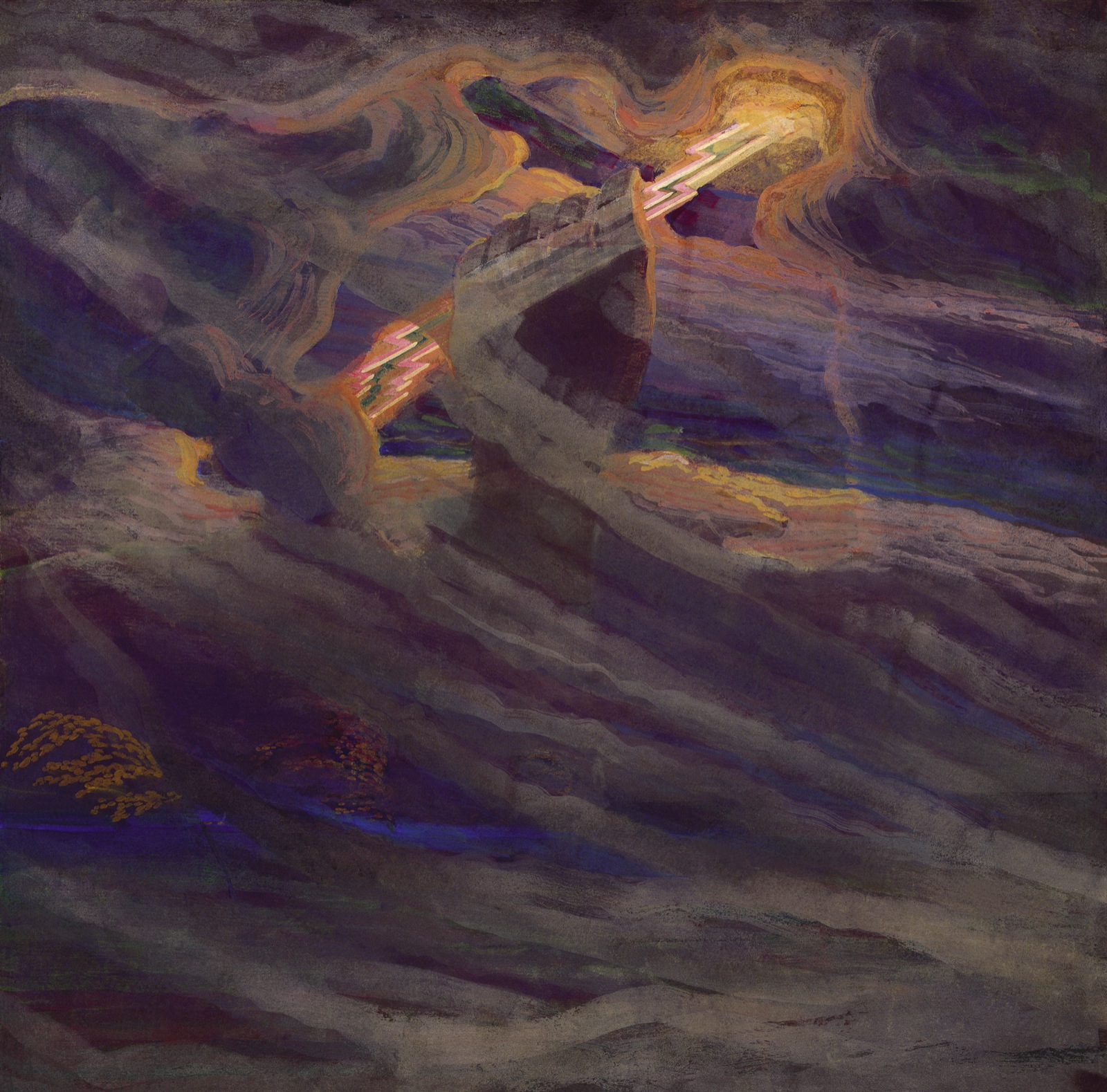
La main de Perkūnas, œuvre de Mikalojus Konstantinas Čiurlionis, 1909.

Il n'y a pas de mot indo-européen spécifique au chêne, un arbre qui puise ses noms dans des couches linguistiques plus anciennes. Le nom de chêne renvoie ainsi à quatre étymons différents : l'indo-européen *dreu-, *perkʷus et heyǵ-, et le gaulois *cassanos.
Les étymons indo-européens *dreu-, *deru-, *doru- (avec le sens polysémique de solide, ferme comme un arbre) se retrouvent dans le sens de chêne, l'arbre par excellence, dans différentes langues : le breton derv, le gallois derw, le gaélique dair, qui signifient tous « chêne ». Les langues slaves connaissent des formes comme le russe, le tchèque dub et le polonais dąb. Le grec druas, dérivé de ces étymons, a donné les termes de dryades, de dendrochronologie et de philodendron. Le derby est peut-être issu de cette racine. La racine *dreu- est à l'origine du pré-germanique *dréu̯om qui  a donné l'anglais tree, « arbre ». 
 
L'étymologie du mot « druide » (latin druidæ, protoceltique *dru-wid-s) est souvent reliée à cette racine indo-européenne. Si tous les spécialistes s'accordent pour reconnaître dans le second terme de ce composé la racine *weid- (« savoir, voir »), le premier terme est souvent interprété comme le préfixe intensif indo-européen dru- (grec ancien δρῦς / drûs, « chêne »), d'où la traduction courante : « les très savants ». Cette explication a été critiquée, notamment par le linguiste Émile Benveniste.
Le mot attribué au genre scientifique, le latin quercus (qui se perpétue dans l'italien quercia, le sarde kerku et le corse querciu) remonte à l'indo-européen *perkʷus (par l'intermédiaire d’une forme altérée *kʷerkʷus par le phénomène d'assimilation entre les deux consonnes initiales). *perkʷus est probablement lié mythologiquement au nom de l'orage (Perkwunos (en) ou Perkūnas, « dieu de l'orage », la relation entre l'orage et l'arbre étant peut-être due à l'impact des impacts de la foudre sur leurs hautes cimes), la désignation métonymique d'un dieu du ciel se faisant par la figure de style d'hypallage.
Le proto-germanique *aik, *aig, issu du proto-indoeuropéen heyǵ- explique les termes dans les langues germaniques modernes : l'allemand Eiche, l'anglais oak , le néerlandais eik, le danois eg et le suédois ek qui désignent le chêne, et les mots grecs aigilops (mot bisémique désignant soit le chêne rouvre, soit une céréale), krataigos (nom désignant l'Azérolier).
Le mot chêne (d'abord chasne en ancien français, v. 1100) est issu du gaulois *cassanos, par l'intermédiaire d'une forme gallo-romane *CASSANU. Ce mot, attesté par le bas latin cassinus et le latin médiéval casnus (886), est à l'origine de l'ancien français chasne, dont les formes chaisne, chesne ainsi que les variantes dialectales caisne, quesne, etc., représentent des altérations précoces, d'après le mot fresne « frêne » . Le mot latin cassinus est probablement d'origine gauloise ou prégauloise. L'étymologie du gaulois *cassanos (autrement noté *cassăno-, éventuellement *cassĭno) est incertaine, car il ne possède aucun équivalent direct dans les langues celtiques, et les divers rapprochements proposés pour en rendre compte restent peu probants; son origine est peut-être préceltique.

Le terme indigène casnus n'a pas été supplanté par le latin quercus, sans doute du fait de l'importance qu'avait cet arbre pour les constructions et surtout comme arbre saint du druidisme. On distingue des formes régionales : aire normande et picarde : quesne, queyne, francoprovençal et nord-occitan : chasne, quart nord-est chesne, chêne, sud-ouest cassou, casse (la cassagne). En Gascogne, ce nom s'applique aux grands chênes à feuilles caduques qu'on distingue du tauzin (Quercus pyrenaica), exactement comme les Basques distinguent l'haritz pédonculé de l'ametz (tauzin) et de l'arte (yeuse).

### Différentes appellations selon les pays
L'étymon indo-européen *perkʷus est à l'origine des termes germaniques : vieux haut allemand forha > allemand Föhre, sorte de sapin, anglo-saxon furh « sapin » (l'anglais moderne fir « sapin » est un emprunt au vieux scandinave fyra) et gothique fairɧus « monde » (c'est-à-dire « arbre du monde » dans la mythologie germanique cf. Yggdrasil). Le même indo-européen explique aussi le nom des monts Erzgerbirge et de la forêt hercynienne (Hercynia silva) par dérivation lexicale *perkʷu-nia > *perkunia > hercunia. La chute de [p] initial de *perkunia > [h]ercunia est propre au celtique (la lettre h est une prothèse) et la lettre y est un emprunt au grec : le radical erc- « chêne » étant d'ailleurs attesté en gaulois en toponymie et en anthroponymie, ex : Erco-lana « plaine des chênes » et Argonne de *Arcuna, variante de *Ercuna.
Le latin robur (attribué en taxinomie au chêne pédonculé Quercus robur), donne en français (chêne) rouvre (rivoire) et explique aussi les termes italien rovere, catalan roure et espagnol roble (noms génériques des chênes à feuilles caduques).
La racine *karr est à l'origine de mots latin cerrus, ibériques arte, karraska, carballo, occitan languedocien garric, garrolha, occitan limousin jarric, berbère akarruš, slovène hrast.
Le chêne vert, le plus répandu en pays méditerranéens, est appelé en catalan alzina, occitan ausina, espagnol encina, d'un dérivé *ilicina du latin ilex. Le terme « yeuse » ([jø:z] est issu de l'occitan euse « chêne vert », lui-même issu d’elex, variante d’ilex,. Ce dernier mot donne également l’italien leccio, corse leccia, par métathèse de [l].
Les chênes-lièges s'appelaient en latin suber, à rapprocher du basque zuhar « orme », de zu(r)- « bois ». On le retrouve dans les termes corses suvera, catalan alzina surera, portugais sobreiro et français sûrier.

### Toponymes et patronymes en France
Il existe au moins 221 toponymes en France faisant référence au chêne ou à une chênaie.
Les formes anciennes ou dialectales du mot chêne, à savoir chesne, chaine/chayne et quesne, issues du gaulois cassanos, ont donné les toponymes (et patronymes dérivés) de Chesnay, Duchesne, Duquesne, Quesnel, Quesné, etc. ; la même racine se retrouve dans Cassou, Lacassagne, Chassagne, Chassignol, Casseneuil, etc. Le latin robur se retrouve dans l'adjectif qualificatif robuste, les toponymes et patronymes Rouvre, Rouvière, Roure, Royer et le héros de Jules Verne Robur le Conquérant, et le latin ilex (chêne vert) dans yeuse, euze, elze.
En revanche, l'arbre ne suscite que peu d'hydronymes. On trouve une rivière Chassaigne en Bourbonnais et une Rouvre en Normandie, mais guère plus.
Le breton distingue le tann (au sens de chêne rouvre), du taouz (tauzin). Le mot tan est d'origine celtique *tanno-. Comme le breton, il a survécu assez longtemps au sens de « chêne ». Cette racine celtique se retrouve dans des toponymes qui évoquent la présence de tanneries ou de chênes : Tanis, Thennes, Thenney, Tannay, Tanay, Theneuil, Theneuille, Thénioux, Tannerre-en-Puisaye, Thenailles et Thenelles mais des confusions sont possibles avec la tanière (tanne) et le mot latin thannus qui désigne un buisson, un tronc d’arbre.

## Généralités

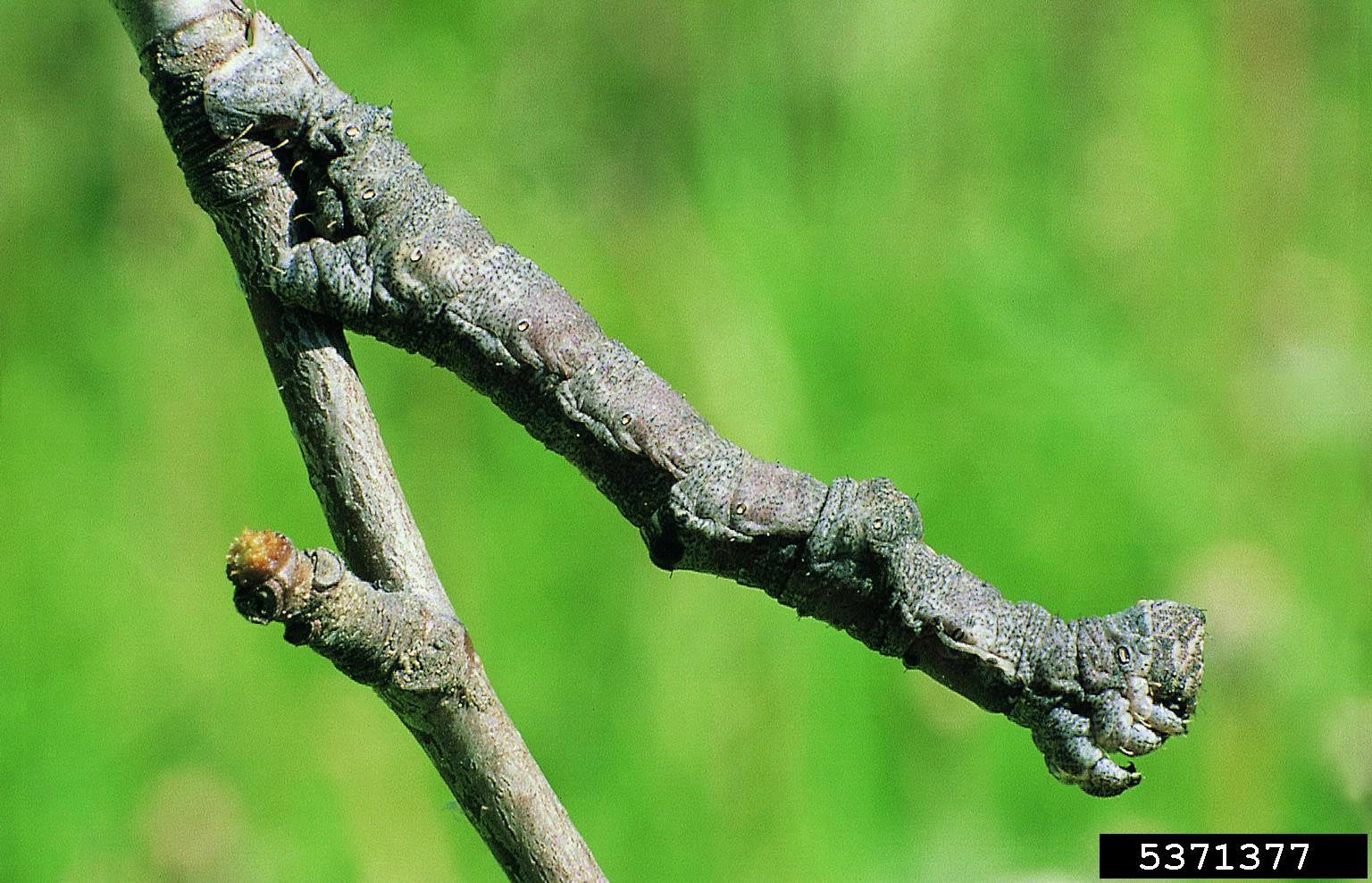
Maître du mimétisme homotypique, la chenille de la Boarmie du chêne imite une brindille mais le camouflage de cette arpenteuse ne l'empêche pas d'être prédatée par des insectivores du feuillage (mésanges, fauvettes, pouillots, roitelets).

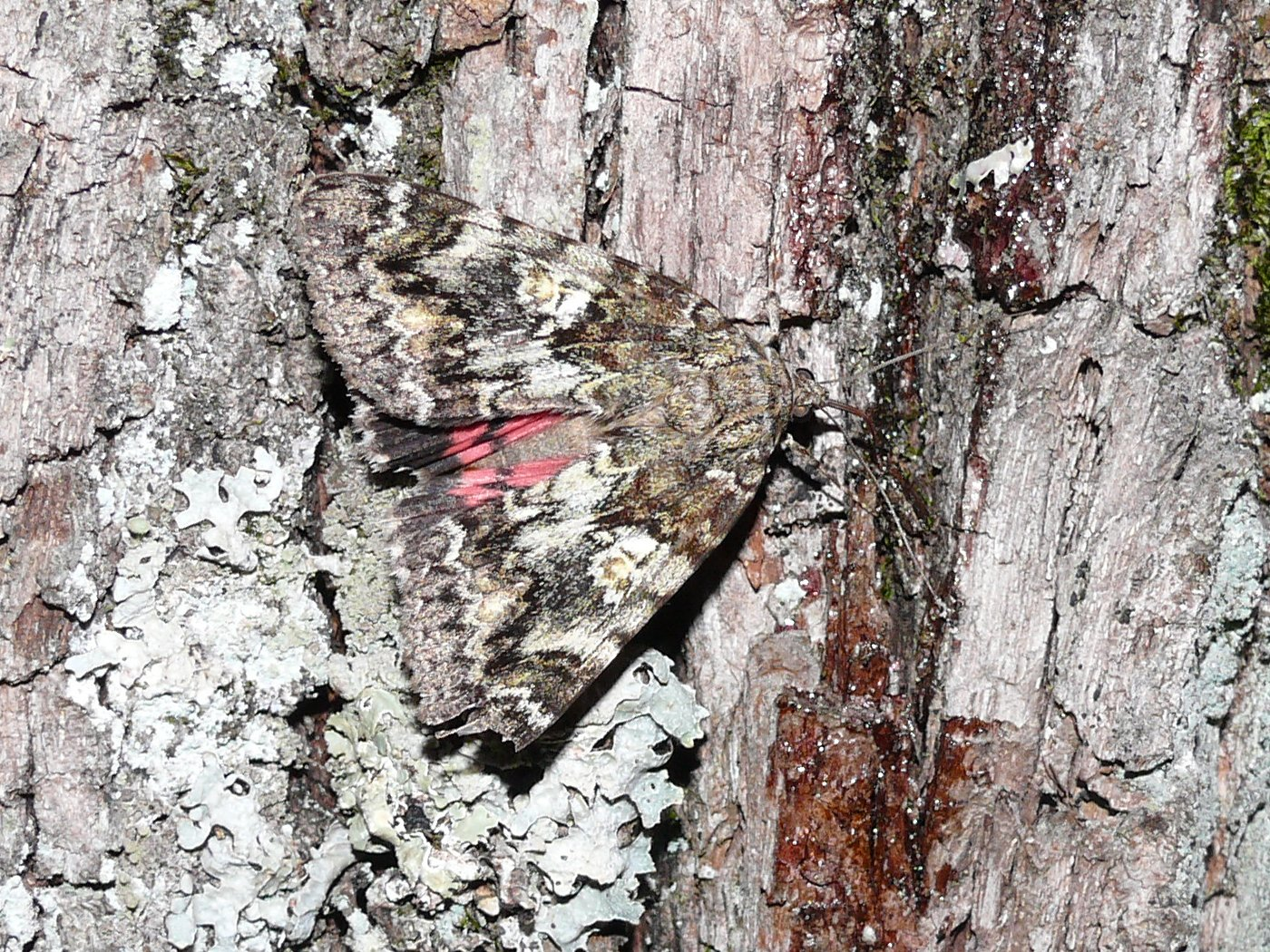
Le chêne est la plante hôte de 17 espèces de Catocales, dont la Fiancée aux ailes supérieures de couleur cryptique ressemblant au lichen sur l'écorce.

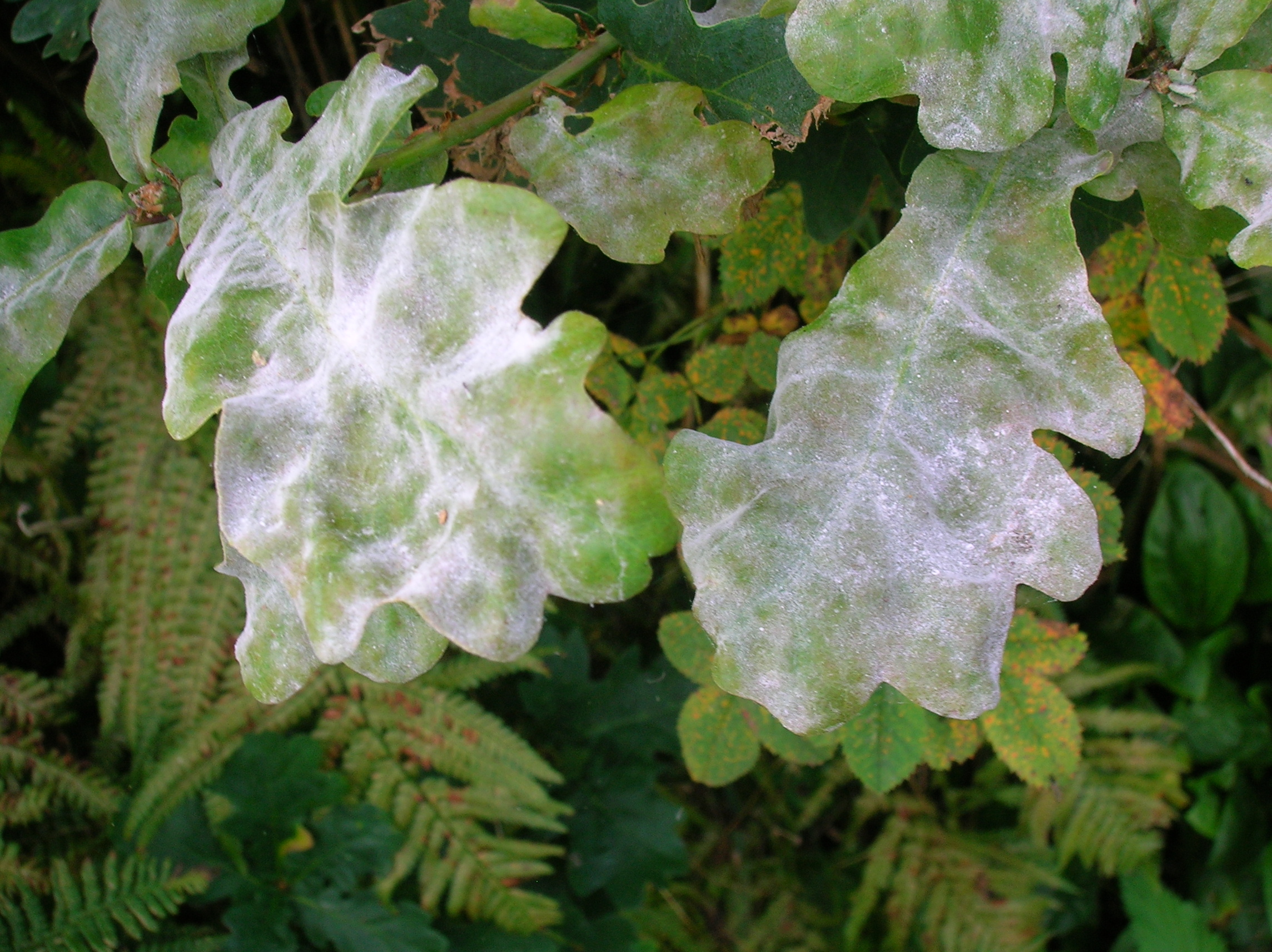
Feuilles couvertes d'un parasite biotrophe, Erysiphe alphitoides, champignon phytopathogène responsable de l'oïdium du chêne.

Le genre Quercus comprend entre 200 et 600 espèces (chiffre variable selon les auteurs, vu le nombre important d'hybrides) situées majoritairement dans l'hémisphère Nord, dont une vingtaine d’espèces poussent spontanément en Europe et 8 en France (les chênes vert, liège, kermès, tauzin, sessile, pédonculé, pubescent et chevelu). Rustiques à semi-rustiques, appréciant une place en plein soleil dans un endroit dégagé, ils colonisent des milieux extrêmement diversifiés, allant des zones arides (Afrique du Nord, Californie) aux zones tropicales humides (Colombie, Amérique centrale), en passant par les régions tempérées (Europe, Amérique du Nord, Asie centrale). En règle générale, c’est dans les régions tempérées que les aires de distribution occupent les plus vastes surfaces, à l’échelle des continents. Le chêne est l'arbre le plus répandu en France, avant le pin où il représente 40 % des essences, feuillus et conifères confondus.
Les chênes font partie des espèces forestières les plus polymorphes au plan génétique, d'où leur forte capacité d’adaptation.
Espèces porteuses et ingénieurs, elles abritent une biodiversité importante (épiphytes, oiseaux, insectes, parasites et autres symbiotes)  et fournissent un humus doux peu acide, à minéralisation rapide, qui engendre la formation de sols bruns forestiers, neutres ou même légèrement alcalins.
|                                                     |
| Nombreuses mines-taches de Cameraria hamadryadella. |

|                                                                             |
| Mine-corridor qui s'élargit en mine-plaque chez Acrocercops brongniardella. |

|                                            |
| Cinq mine-taches de Tischeria ekebladella. |

|                                                    |
| Mine-plaque de Phyllonorycter quercifoliella (en). |

Les botanistes distinguent deux grandes catégories de chênes : les chênes caducifoliés dont le feuillage tombe en automne, parfois au printemps (chêne rouge, chêne chevelu, chêne pubescent, chêne tauzin et chêne rouvre) ; les chênes sclérophylles dont les feuilles sont persistantes : arbres poussant surtout sur les rivages méditerranéens (chêne vert, chêne kermès et chêne-liège) ainsi qu'en zones subtropicales et tropicales en Amérique et en Asie. Les premiers, généralement plus grands, ont des feuilles divisées en lobes ou crénelées ; les seconds ont des feuilles coriaces entières ou à dents épineuses. Les espèces tropicales ont des feuilles entières, comparables à la forme de certaines Lauracées (camphrier, etc.). La nervation craspedodrome bien visible est pennée avec des nervures secondaires alternes.
Hormis s'il pousse au milieu d'une clairière, en raison d'une croissance lente, dans une forêt mélangée primaire subnaturelle mixte (feuillus-résineux), il faut 100 à 150 ans pour qu'il atteigne la canopée, mais cette lenteur permet au chêne de produire un bois dense et dur, apprécié pour de nombreux usages, surtout depuis la quasi-disparition des grands ormes, vers le milieu des années 1980, qui produisaient également un bois dur et de grande taille.
Si on le laisse vivre, le chêne dépasse facilement les 500 ans, et jusqu'à plus de 1000 ans, exceptionnellement. De nombreux arbres remarquables pour leur taille et ancienneté étaient (ou sont encore) des chênes, autrefois dits « cassanos » par les Gaulois.
Une forêt de chênes est une chênaie. Le chêne forme souvent des forêts mixtes en association avec d'autres feuillus.
La densité du bois de chêne est comprise entre 0,61 et 0,98 (cœur : 1,17). C'est un bois lourd, dur et résistant. Il est très utilisé en ébénisterie et menuiserie.
Un chêne adulte peut pomper quotidiennement jusqu'à 200 litres d'eau à une hauteur de 30 m.
Des études de séquençage de l'ADN à haut débit utilisé en génétique forestière montrent que le chêne présente un caractère mosaïque génétique : symbole de robustesse et de longévité, il accumule des mutations somatiques au cours de sa croissance (elles se traduisent au niveau des branches d'âge différent qui développent chacune leur propre génome), mutations qui peuvent être transmises à la descendance et jouent probablement un rôle dans l'adaptation de cet arbre aux stress biotiques et abiotiques. Il partage, comme d'autres arbres, un arsenal de gènes de résistance en général dupliqués, particulièrement riche et diversifié, lui permettant de faire face tout au long de sa vie à ses grands prédateurs (champignons pathogènes, oomycètes, insectes, bactéries et virus).

## Description

### Appareil végétatif
Les chênes sont des arbres élevés, plus rarement des arbrisseaux, à enracinement généralement profond. De croissance rapide, certaines espèces atteignent plusieurs dizaines de mètres de haut (chêne sessile), d'autres forment de grands arbustes (chêne vert) ou des arbrisseaux (chêne kermès). Espèces sociales, exigeantes en lumière, elles ont un tronc élevé droit ou tortueux ; généralement crevassé. Quelques espèces comme le chêne tauzin sont drageonnantes.

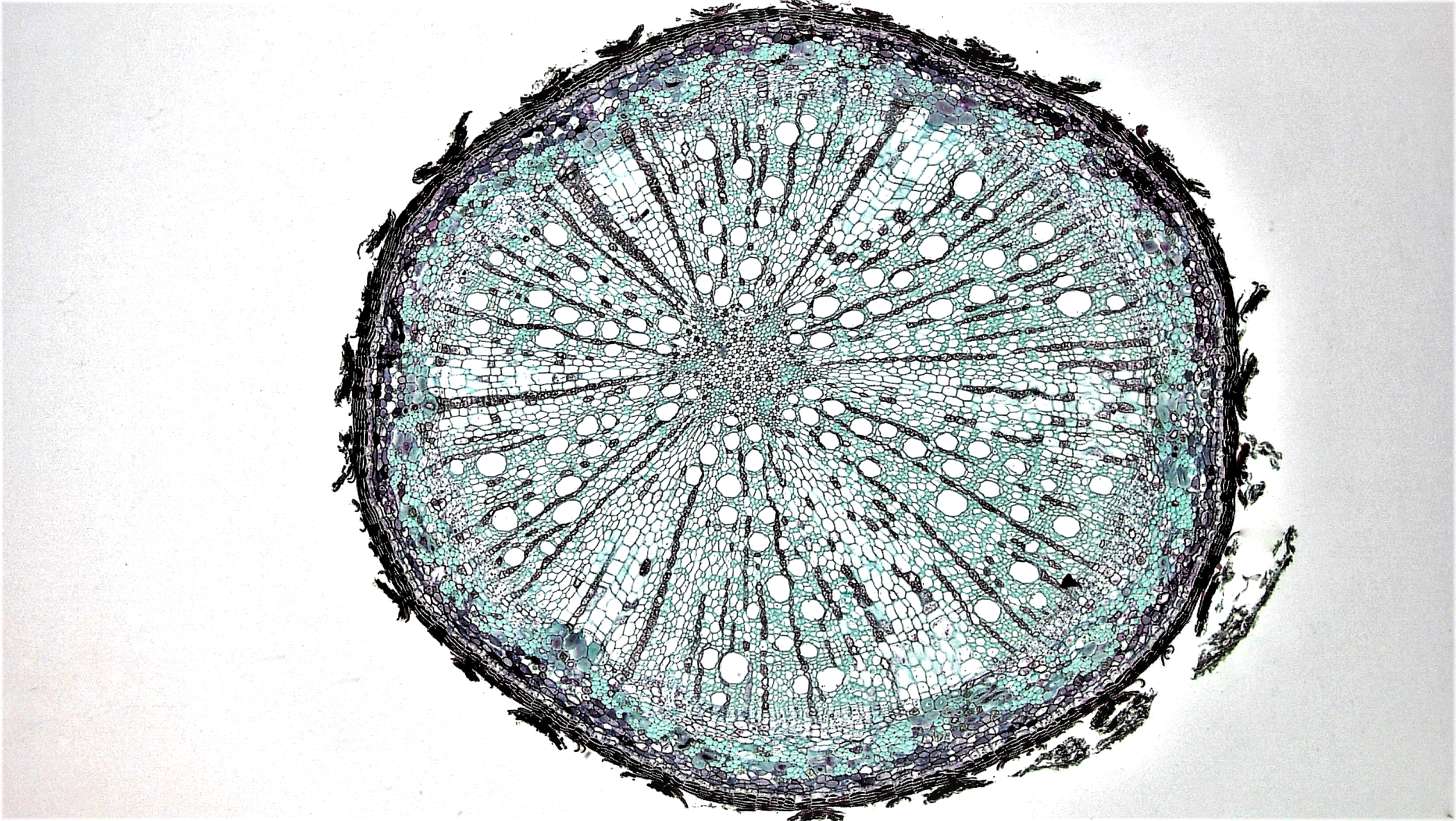
Photomicrographie d'une racine ligneuse après coloration[39].
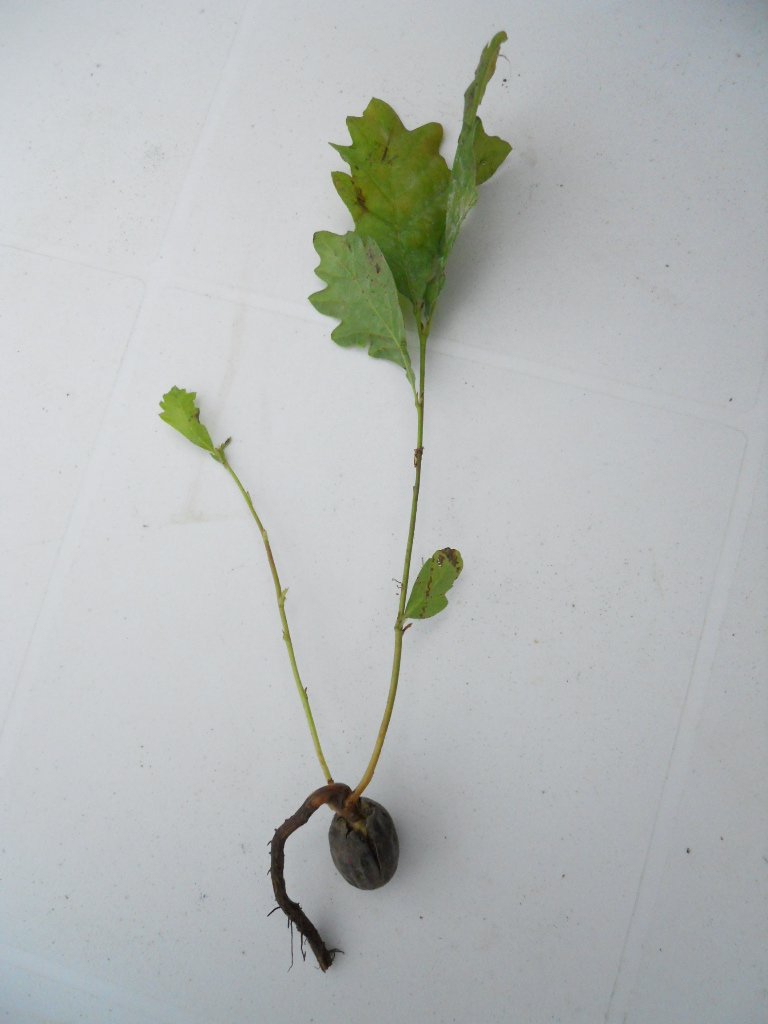
Gland dont est issue une pousse de chêne.
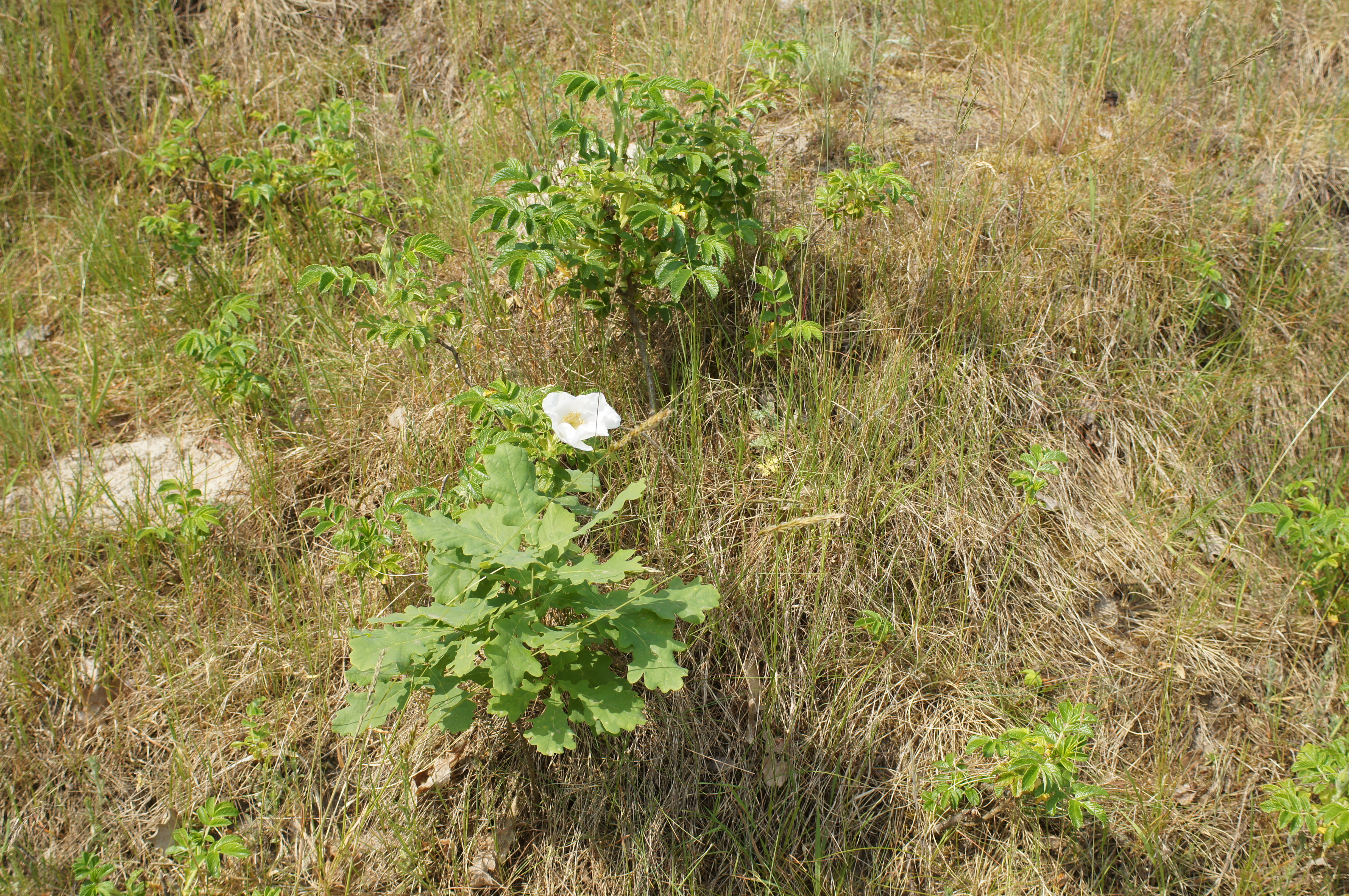
Le plant d’un an montre une croissance lente[40].
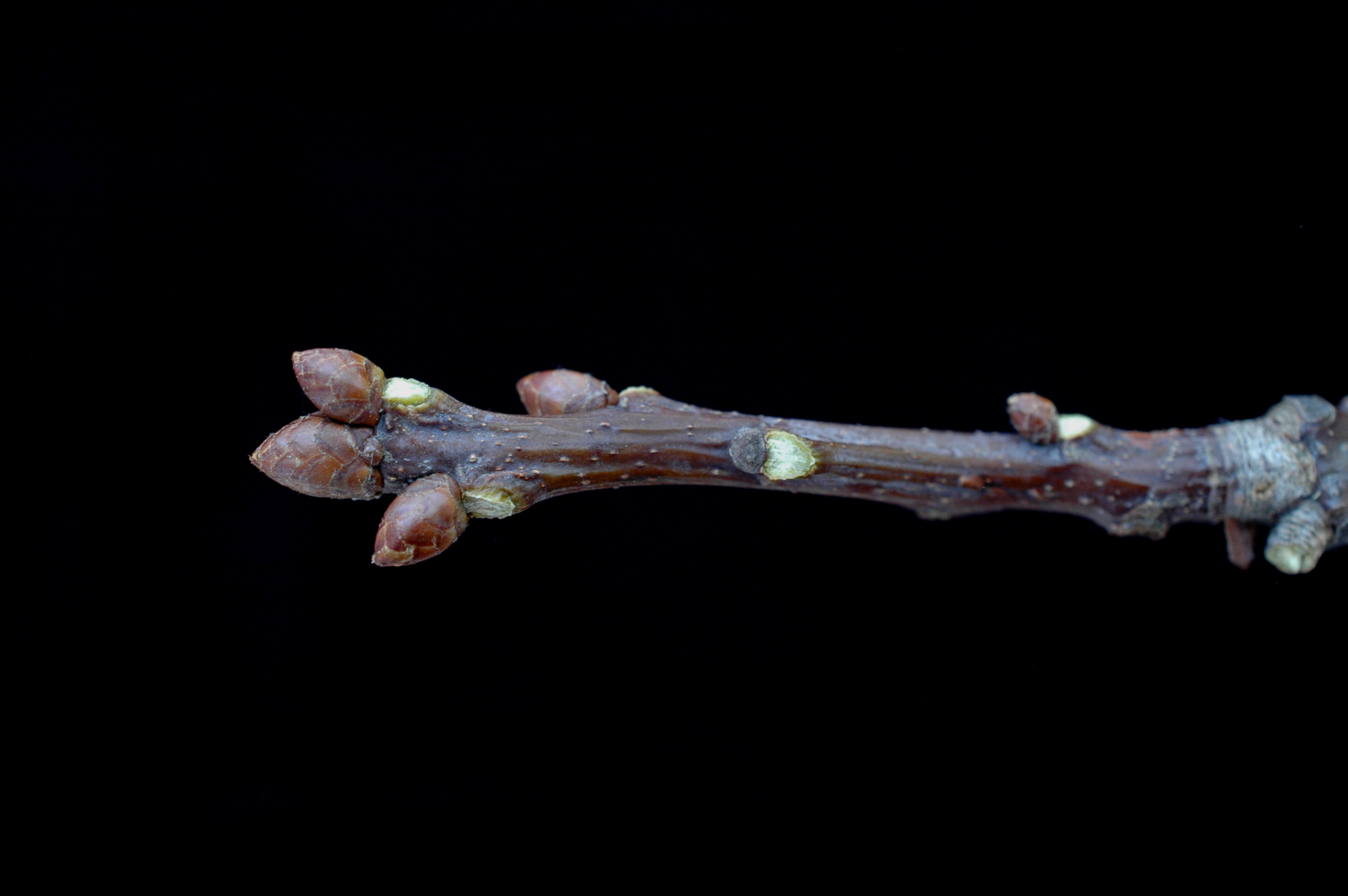
Sur une tige de chêne, l'unité de croissance portant des bourgeons et des cicatrices foliaires, débute par la cicatrice de cataphylles en anneau (à droite).
Phyllotaxie alterne spiralée, avec un angle de divergence proche de 137,5°.
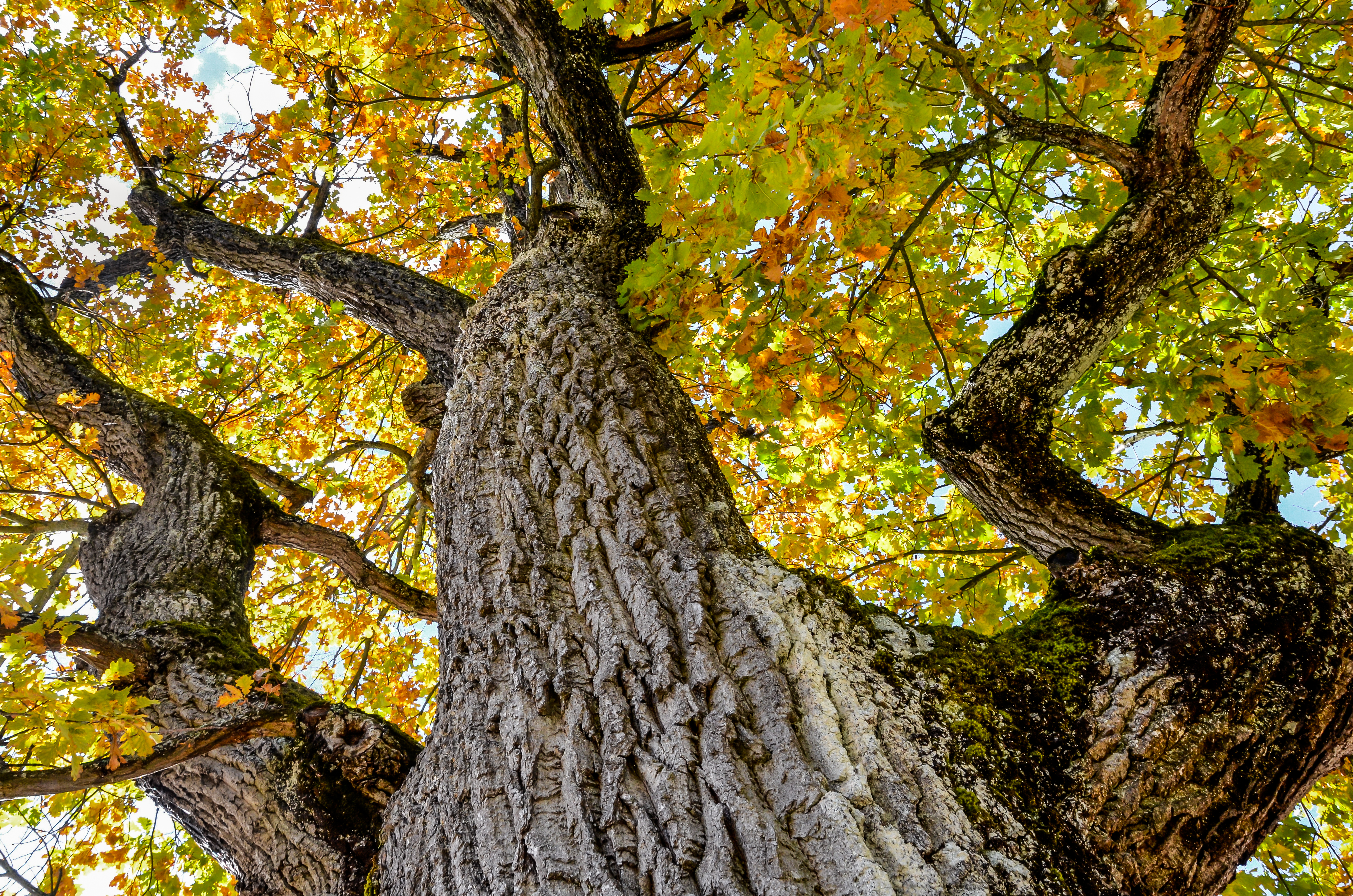
Sous un chêne.
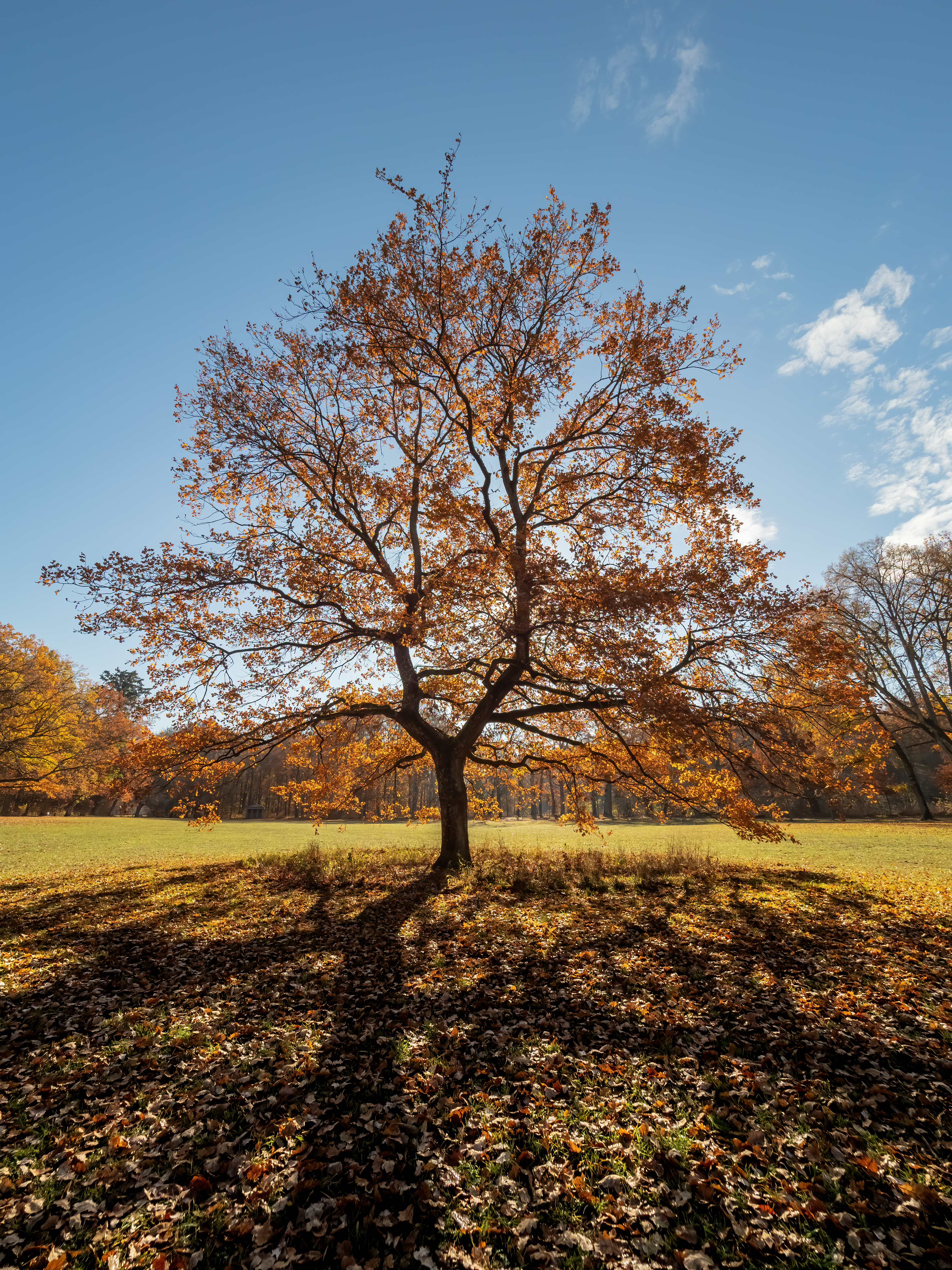
Un chêne dans un parc de Bamberg en Allemagne. Novembre 2018.

Ils possèdent des feuilles simples qui suivent une phyllotaxie alterne spiralée. L'angle de divergence souvent observé est proche de l'angle d'or de 137,5°. De texture ferme et de forme variables selon les espèces (limbe elliptique, oblong, ovale ou obovale, obtus à aigu ou acuminé au sommet), elles peuvent être pennatilobées à lobes arrondis ou entières avec un bord lisse ou denté. Elles sont dotées de stipules fugaces qui tombent peu après la feuillaison. Elle se regroupent généralement à l'extrémité des rameaux. Chez les chênes mais également chez les espèces herbacées, dans le cas d’un développement hétéroblastique typique, on observe le long de la tige trois classes de feuilles (feuilles juvéniles, feuilles de transition et feuilles adultes) dont la formation est probablement liée à la rythmicité de croissance des arbres. En parallèle de cette hétérophyllie classique, on rencontre le développement hétéroblastique inversé qui consiste en une juvénilisation de la croissance (les écailles recouvrant les bourgeons indiquent un passage du végétal vers un état de vie ralentie).
Les rameaux robustes, rigides, rectilignes, souvent à crêtes longitudinales, contiennent une moelle à 5 pointes. Ils portent des cicatrices foliaires semi-ovales à triangulaires, marquées d'au moins 5 cicatrices vasculaires et des cicatrices de cataphylles en anneau.
L'axe terminal des rameaux porte de 2 à 3 bourgeons terminaux d'égale grosseur, sphériques ou ovoïdes, à écailles nombreuses imbriquées, disposées en 5 rangs. Ces bourgeons sont entourés de nombreux bourgeons axillaires plus petits, agglomérés. Les bourgeons sont fermés par des écailles brunes recouvertes d'un enduit cireux, la propolis (matière résineuse qui poisse les doigts) dont le rôle est de limiter la déshydratation du bourgeon. Les bourgeons à bois contiennent une tige embryonnaire et des ébauches foliaires protégées par un abondant duvet blanc, la bourre, qui contribue à leur protection thermique.

### Appareil reproducteur
Les chênes sont, comme la plupart des essences forestières, monoïques diclines, c'est-à-dire qu’ils portent des inflorescences mâles et femelles séparées sur le même individu. La floraison a lieu pendant la feuillaison.
Les fleurs mâles sont jaunâtres, en chatons grêles, filiformes, lâches, à l'aisselle des feuilles de la base du rameau de l'année précédente ou des nouvelles pousses. Ces chatons souples, pendants, ont à leur base des bractées droites, pointues, caduques et très tomenteuses ; les fleurs, en groupes de 3 ou 4, sont protégées par un périanthe à (4-) 6 sépales connés à leur base, pubescents ; L'androcée est constitué de (3-) 6 (-12) étamines, à filet mince, glabres ou tomenteuses à la base, à anthères de 0,5 à 2 mm de long ; le pistillode est habituellement absent, ou rudimentaire (réduit à des touffes de trichomes). Les fleurs femelles, toujours solitaires, sont verdâtres, dans un involucre accrescent formé de petites écailles imbriquées. Les inflorescences femelles à l'aisselle des feuilles de l'extrémité du rameau, apparaissent après les inflorescences mâles. Érigées, pubescentes, à fleurs en nombre variable, elles ont des bractées droites, pointues, pubescentes, caduques ; le périanthe est à (4-) 6 (-9) pièces soudées ; des staminodes sont parfois présents, pouvant atteindre le nombre de 5 à 7 ; l'ovaire infère est surmonté de 3-4 (-6) styles aplatis ou cylindriques, plus ou moins longs, libres et recourbés ou soudés à la base ; les stigmates sont glabres ; le nombre de carpelles est égal à celui des styles.
Plantes à syndrome anémophile associé à une germination hypogée, elles ont un fruit de type akène, appelé gland, de forme ovoïde ou oblongue, vert puis jaunâtre ou brunâtre. Fixé dans une structure appelée cupule, chaque gland contient une graine (rarement deux ou trois) et met pour mûrir 6 à 18 mois selon l'espèce.

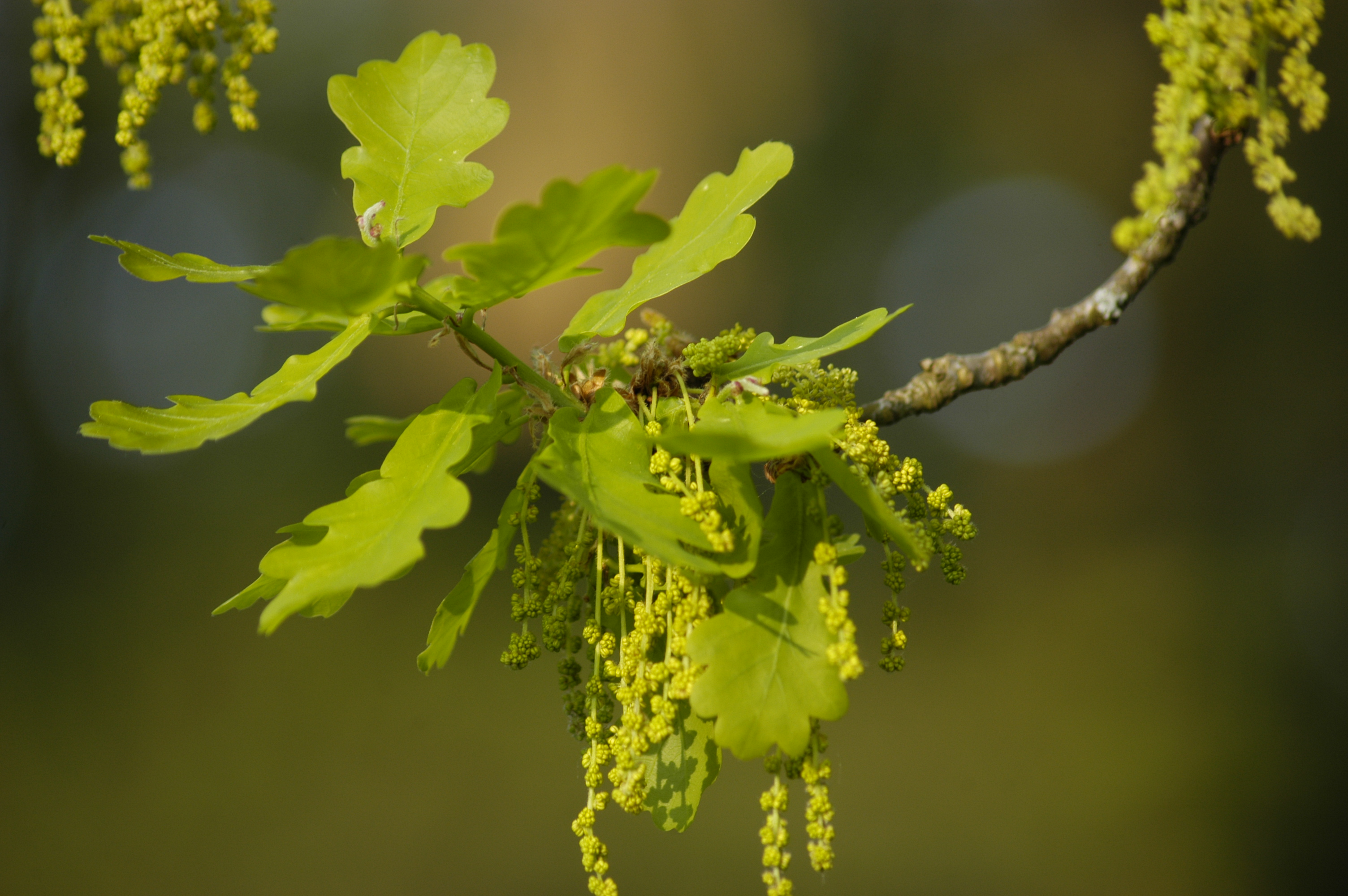
Châton mâle.
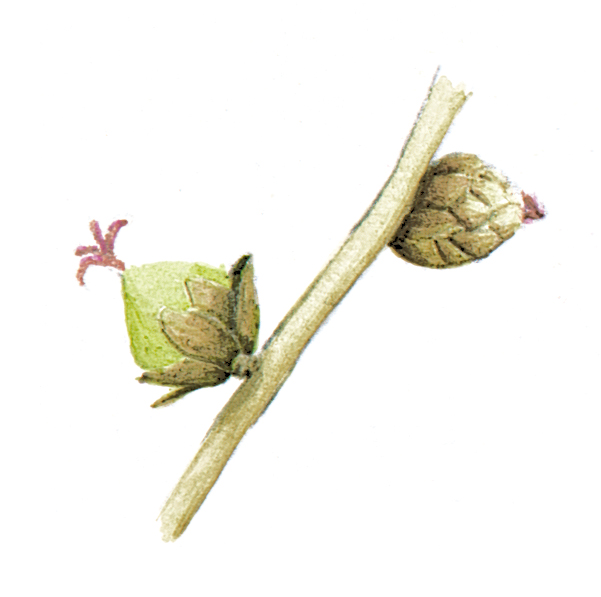
Illustration de fleurs femelles.
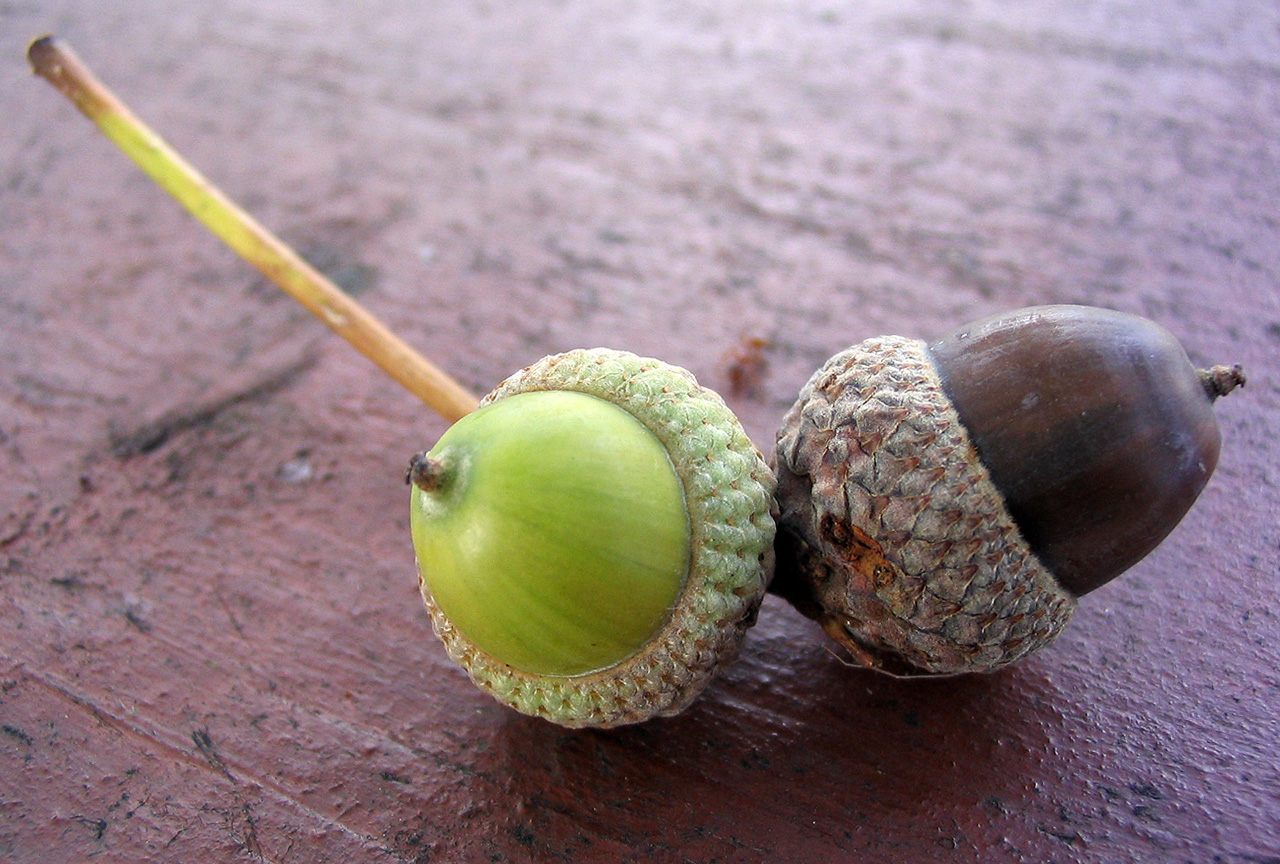
Deux glands mucronés  portant un stylopode.

## Classification

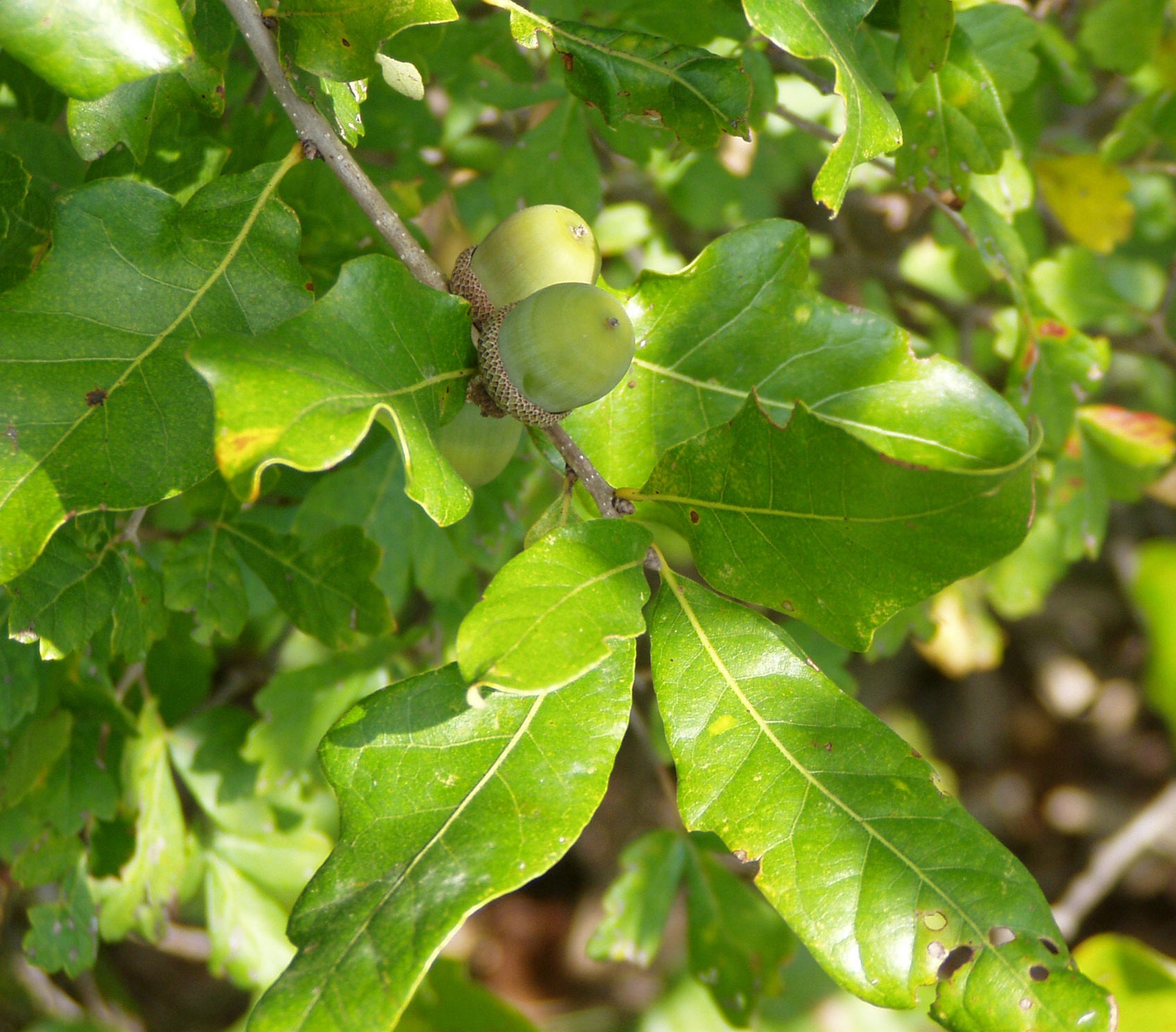
Feuilles, branchages et glands d'un chêne blanc hybride, probablement Quercus stellata × Quercus muehlenbergii

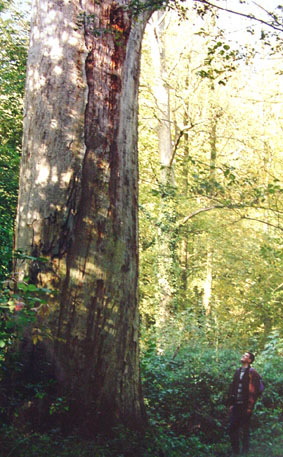
Chêne remarquable (aujourd'hui mort) de Bon-Secours. Son fut est presque parfaitement tubulaire et rectiligne. Il pourrait être âgé de 700 à 800 ans

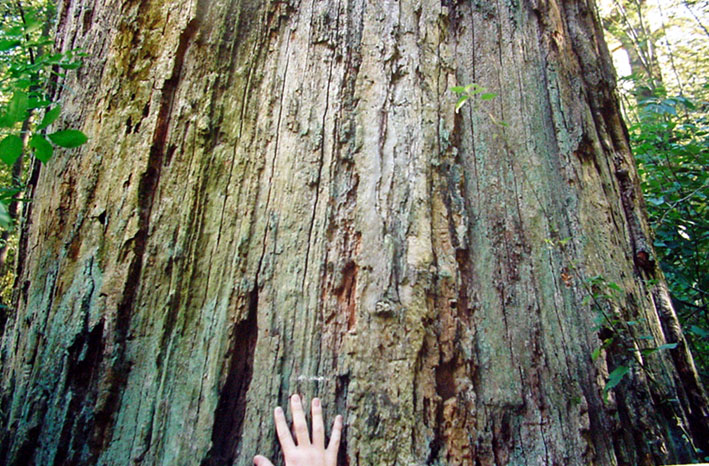
Tronc du vieux-chêne de Bon-Secours (la main qui donne l'échelle est celle d'une personne adulte)

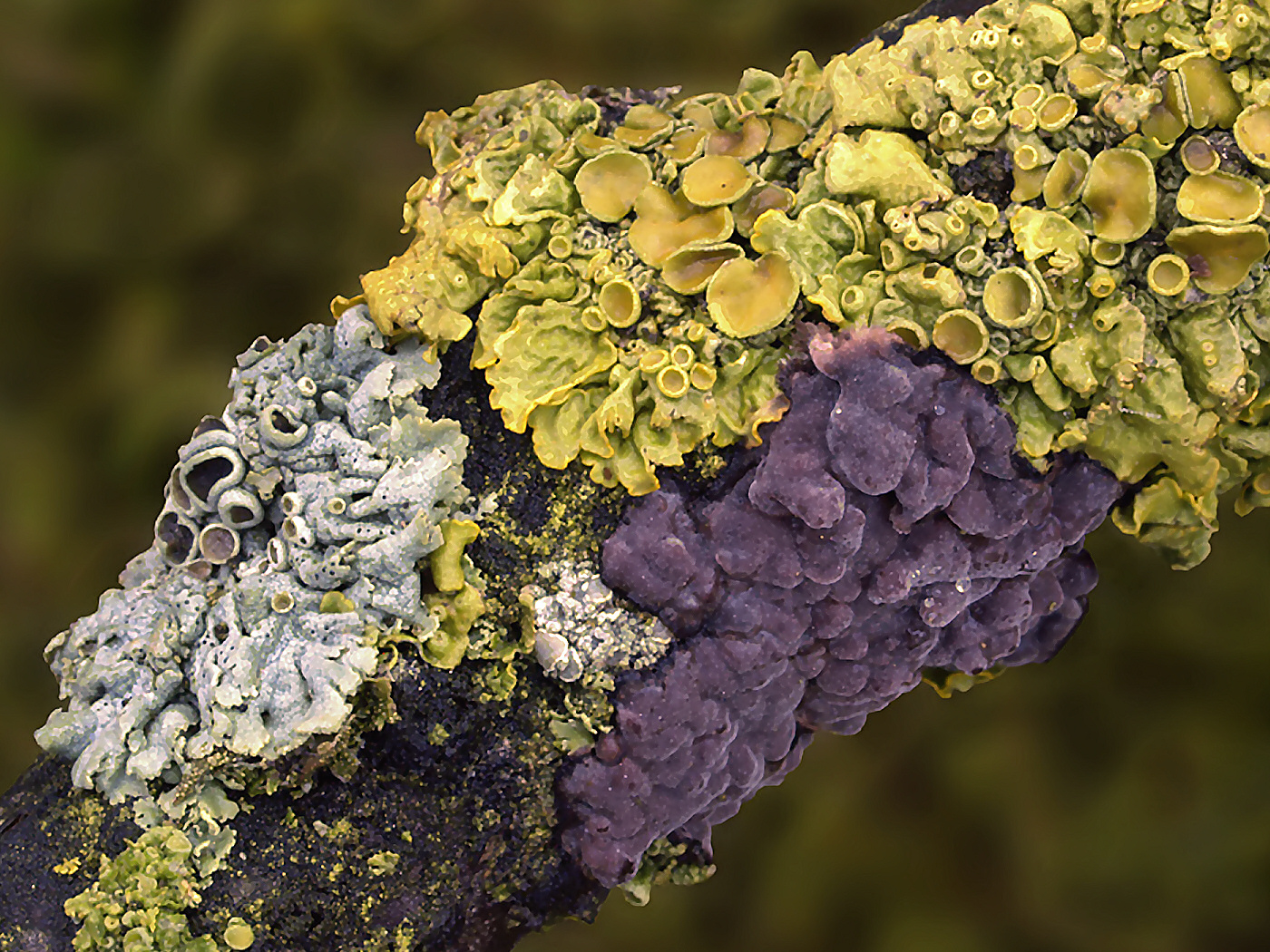
Le chêne (vivant ou mort) est l'arbre qui abrite le plus grand nombre d'espèces d'insectes. Il accueille aussi de nombreux organismes épiphytes dont bryophytes et lichens (ici Peniophora quercina et Xanthoria parietina accompagnés d'un champignon (violet)

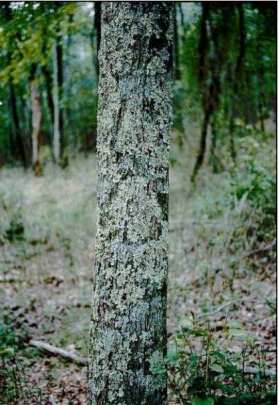
L'écorce plutôt acide du chêne favorise l'implantation d'une communauté corticole dite acidiphile comme ' et Punctelia rudecta.

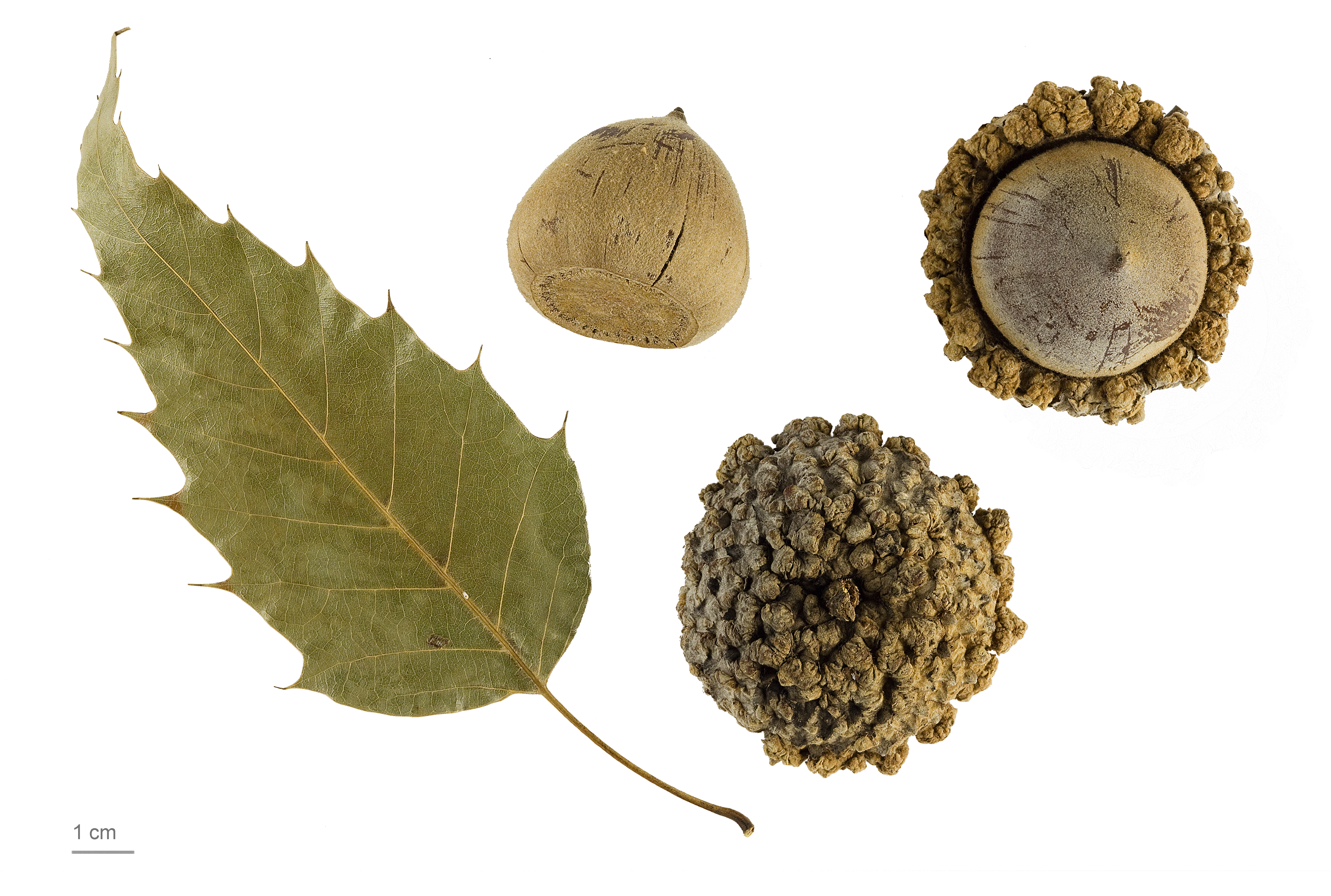
Quercus skinneri - Muséum d'histoire naturelle de Toulouse

Le genre est divisé en deux sous-genres (Cerris et Quercus) et huit sections (3 Cerris et 5 Quercus).
On dénombre quelque 435 espèces différentes dont une trentaine en Europe, plus de 200 en Amérique et plus de 150 en Asie.
Le genre est divisé en huit sections :
- sous-genre Cerris :
  - Section Cyclobalanopsis, les chênes à anneaux, exclusivement asiatiques ; considérée comme un genre distinct par Flora of China ;
  - Section Cerris, les chênes de Turquie et apparentés d'Europe et d'Asie ; styles longs, les glands mûrissent en 18 mois, très amers, endocarpe glabre ou légèrement duveteux ; distribution Asie et Méditerranée ;
  - Section Ilex, à feuilles persistantes ; distribution Asie et Méditerranée ;
- sous-genre Quercus :
  - Section Lobatae (synonymes Erythrobalanus), les chênes rouges ou noirs d'Amérique du Nord et d'Amérique centrale et de Colombie. Style long, les glands longs mûrissent en 18 mois, très amers, endocarpes duveteux. Les lobes des feuilles ont des extrémités pointues ; distribution : Amériques ;
  - Section Protobalanus, les « chênes dorés » ou « intermédiaires » entre les chênes rouges et les chênes blancs, originaires du Sud-Est des États-Unis et du Nord-Ouest du Mexique. Styles courts, les glands mûrissent en 18 mois, très amers, endocarpe duveteux. Toutes les espèces de ce groupe sont sempervirentes, avec une persistance des feuilles supérieure à 1 an, et souvent 3 ans ; distribution : côte ouest nord-américaine ;
  - Section Ponticae distribution côte ouest des USA et mer Noire ;
  - Section Virentes, à feuilles persistantes ; distribution sud-est des USA et Amérique centrale ;
  - Section Quercus (synonymes Lepidobalanus et Leucobalanus), les chênes blancs d'Europe, d'Asie et d'Amérique. Styles courts, les glands mûrissent en 6 mois, doux ou légèrement amers, endocarpe glabre. Les chênes blancs se défendent mieux contre le champignon Ceratocystis fagacearum en produisant des thylles capables d'obstruer les canaux infectés[49].

NB. l'ancienne section Mesobalanus, les chênes de Hongrie et apparentés d'Europe et d'Asie (styles longs, glands mûrissant en 6 mois, amers, endocarpe glabre) est incluse dans la section Quercus.
Phylogénie des espèces actuelles de chênes :
|  | Cyclobalanopsis (section) ou « chênes à anneaux »                   |
|  |                                                                     |
|  | \| \| Cerris (section) \| \| \| \| \| \| Ilex (section) \| \| \| \| |
|  |                                                                     |
|  | Cerris (section)                                                    |
|  |                                                                     |
|  | Ilex (section)                                                      |
|  |                                                                     |

|  | Cerris (section) |
|  |                  |
|  | Ilex (section)   |
|  |                  |

|  | Ponticae (section)                                                                            |
|  |                                                                                               |
|  | \| \| Virentes (section) \| \| \| \| \| \| Quercus (section) ou « chênes blancs » \| \| \| \| |
|  |                                                                                               |
|  | Virentes (section)                                                                            |
|  |                                                                                               |
|  | Quercus (section) ou « chênes blancs »                                                        |
|  |                                                                                               |

|  | Virentes (section)                     |
|  |                                        |
|  | Quercus (section) ou « chênes blancs » |
|  |                                        |

|  | Ponticae (section)                                                                            |
|  |                                                                                               |
|  | \| \| Virentes (section) \| \| \| \| \| \| Quercus (section) ou « chênes blancs » \| \| \| \| |
|  |                                                                                               |
|  | Virentes (section)                                                                            |
|  |                                                                                               |
|  | Quercus (section) ou « chênes blancs »                                                        |
|  |                                                                                               |

|  | Virentes (section)                     |
|  |                                        |
|  | Quercus (section) ou « chênes blancs » |
|  |                                        |

|  | Ponticae (section)                                                                            |
|  |                                                                                               |
|  | \| \| Virentes (section) \| \| \| \| \| \| Quercus (section) ou « chênes blancs » \| \| \| \| |
|  |                                                                                               |
|  | Virentes (section)                                                                            |
|  |                                                                                               |
|  | Quercus (section) ou « chênes blancs »                                                        |
|  |                                                                                               |

|  | Virentes (section)                     |
|  |                                        |
|  | Quercus (section) ou « chênes blancs » |
|  |                                        |

|  | Ponticae (section)                                                                            |
|  |                                                                                               |
|  | \| \| Virentes (section) \| \| \| \| \| \| Quercus (section) ou « chênes blancs » \| \| \| \| |
|  |                                                                                               |
|  | Virentes (section)                                                                            |
|  |                                                                                               |
|  | Quercus (section) ou « chênes blancs »                                                        |
|  |                                                                                               |

|  | Virentes (section)                     |
|  |                                        |
|  | Quercus (section) ou « chênes blancs » |
|  |                                        |

|  | Cyclobalanopsis (section) ou « chênes à anneaux »                   |
|  |                                                                     |
|  | \| \| Cerris (section) \| \| \| \| \| \| Ilex (section) \| \| \| \| |
|  |                                                                     |
|  | Cerris (section)                                                    |
|  |                                                                     |
|  | Ilex (section)                                                      |
|  |                                                                     |

|  | Cerris (section) |
|  |                  |
|  | Ilex (section)   |
|  |                  |

|  | Ponticae (section)                                                                            |
|  |                                                                                               |
|  | \| \| Virentes (section) \| \| \| \| \| \| Quercus (section) ou « chênes blancs » \| \| \| \| |
|  |                                                                                               |
|  | Virentes (section)                                                                            |
|  |                                                                                               |
|  | Quercus (section) ou « chênes blancs »                                                        |
|  |                                                                                               |

|  | Virentes (section)                     |
|  |                                        |
|  | Quercus (section) ou « chênes blancs » |
|  |                                        |

|  | Ponticae (section)                                                                            |
|  |                                                                                               |
|  | \| \| Virentes (section) \| \| \| \| \| \| Quercus (section) ou « chênes blancs » \| \| \| \| |
|  |                                                                                               |
|  | Virentes (section)                                                                            |
|  |                                                                                               |
|  | Quercus (section) ou « chênes blancs »                                                        |
|  |                                                                                               |

|  | Virentes (section)                     |
|  |                                        |
|  | Quercus (section) ou « chênes blancs » |
|  |                                        |

|  | Ponticae (section)                                                                            |
|  |                                                                                               |
|  | \| \| Virentes (section) \| \| \| \| \| \| Quercus (section) ou « chênes blancs » \| \| \| \| |
|  |                                                                                               |
|  | Virentes (section)                                                                            |
|  |                                                                                               |
|  | Quercus (section) ou « chênes blancs »                                                        |
|  |                                                                                               |

|  | Virentes (section)                     |
|  |                                        |
|  | Quercus (section) ou « chênes blancs » |
|  |                                        |

|  | Ponticae (section)                                                                            |
|  |                                                                                               |
|  | \| \| Virentes (section) \| \| \| \| \| \| Quercus (section) ou « chênes blancs » \| \| \| \| |
|  |                                                                                               |
|  | Virentes (section)                                                                            |
|  |                                                                                               |
|  | Quercus (section) ou « chênes blancs »                                                        |
|  |                                                                                               |

|  | Virentes (section)                     |
|  |                                        |
|  | Quercus (section) ou « chênes blancs » |
|  |                                        |

L'hybridation est courante entre espèces au sein d'une même section (constitution de syngaméons) ; aucune hybridation  entre espèces de différentes sections n'est identifiée.

## Sylviculture du chêne
Le cycle sylvigénétique moyen et naturel (de la naissance à la mort naturelle) du chêne est d'environ 600 ans
, mais son cycle sylvicole (durée de révolution) est nettement plus court.
À l'époque de Colbert les chênes étaient coupés à l'âge de 250 à 300 ans[Information douteuse], en Forêt de Tronçais par exemple, considérée aujourd'hui comme l'une des plus belles chênaies d'Europe.
Pour des raisons économiques (pour en faciliter l'abattage et le sciage industriel, avec un retour sur investissement moindre mais plus rapide), le chêne est abattu bien plus jeune : dans les années 1980 en France, la durée de renouvellement (révolution) d'un peuplement de chênes n'était plus que de 160 à 200 ans et tend à se réduire avec la sylviculture dite « dynamique » ; Pour plus de profits à court ou moyen terme, le sylviculteur traite souvent la chênaie en « futaie équienne » (arbres de même classe d'âge), éventuellement monospécifique, en augmentant l'ensoleillement par des éclaircies régulières favorisant des « arbres d'avenir » choisis par lui avec un intervalle de temps entre les éclaircies (appelé rotation) de 9 à 12 ans (3 à 5 m3 de bois d'œuvre par ha et par an en Poitou-Charentes), voire moins. En taillis les chênes sessile et pédonculé sont coupés vers 25 à 45 ans (3 à 6 stères/ha/an).
Trente à quarante pour cent des chênes sessiles et pédonculés européens poussent aujourd'hui en France, ce qui en fait le second producteur mondial, après les États-Unis, et devant l’Ukraine qui pourrait bientôt dominer la filière bois de chêne. En 2004, la chênaie (pédonculé et sessile, souvent mélangés à d'autres essences) y couvrait en 2005 environ 5,1 millions d’hectares, pour un volume estimé de 750 millions de mètres cubes de bois, avec une récolte qui a été en 2004, de 2,6 millions de mètres cubes (90 % de sciage, 8 % de merrain, 2 % de tranchage, le tranchage étant en diminution régulière depuis 20 ans). En 2004, la France a aussi exporté quelque 130 000 m3 de grumes et 150 000 m3 de chêne de trituration (tout en important 93 000 m3 de grumes en 2005). 850 000 m3 ont été sciés, mais le sciage est en recul depuis les années 1970.

## Utilisations
| Agents agressifs ou conditions d'utilisation ?[pas clair] | Durabilité naturelle                                 |
| --------------------------------------------------------- | ---------------------------------------------------- |
| Champignons                                               | Classe 2 – durable                                   |
| Insectes de bois sec                                      | Durable – aubier distinct (risque limité à l'aubier) |
| Termites                                                  | Classe M – moyennement durable                       |
| Imprégnabilité                                            | Classe 4 – non imprégnable                           |
| Classe d'emploi                                           | Classe 3 – hors contact du sol, à l'extérieur        |

Note : la durabilité est liée à la présence de tanins solubles dans l'eau, elle diminue donc avec le lessivage en cas d'exposition sévère

### Utilisation du bois
En Europe, le chêne est très utilisé, et cultivé, pour son bois, son liège, son écorce et ses glands (dont on faisait autrefois de la farine, mais qui ont surtout servi à alimenter des porcs). On trouve parfois des chênes têtard dans les haies bocagères ou des chênes isolés dans une prairie ou un champ.
Les chênes sont des arbres à bois dur. Le bois de chêne a une masse volumique comprise entre 0,75 et 0,85 g/cm3. C'est un matériau très résistant et très dur. Sa résistance aux insectes et aux champignons (durabilité naturelle, voir Durabilité du bois) est très importante grâce à sa forte teneur en tanin. Les grandes planches radiales de chêne sont prisées depuis le Moyen Âge et servent à réaliser des boiseries d'intérieur de bâtiments prestigieux comme la Chambre des communes en Angleterre à Londres, et dans la construction de menuiserie fine ainsi que comme support de peinture car la qualité de ce bois est une garantie de pérennité de son œuvre pour l’artiste. Le bois du chêne pédonculé et du chêne rouvre (Quercus petraea) était utilisé en Europe pour la construction navale jusqu'au XIXe siècle et étaient les principales essences de bois utilisées dans la construction des charpentes en bois des bâtiments en Europe. Aujourd'hui le bois de chêne reste couramment utilisé dans la menuiserie, la parqueterie, et la production de plaquage. Les tonneaux dans lesquels les vins rouges, xérès et d'autres spiritueux tels que le cognac, le scotch ou le bourbon sont vieillis, sont des fûts de chêne. Les tonneaux de chêne contribuent à la saveur vanillée de ces boissons. Les copeaux de bois de chêne sont utilisés pour le fumage du poisson, de la viande, du fromage et d'autres produits alimentaires.
Parmi les chênes nord-américains, le chêne rouge d'Amérique Quercus rubra est le plus prisé pour son bois au sein du groupe Lobatae. Toutes les espèces de ce groupe sont commercialisées en tant que « chêne rouge ». Le bois standard des chênes du groupe Quercus, lesquels sont tous commercialisés en tant que « chêne blanc », est le chêne blanc Quercus alba. Le bois du chêne rouvre et du chêne pédonculé Quercus petraea et Quercus robur, tous deux à feuilles caduques, représente la plus grande partie de la production de chêne en Europe, mais les espèces persistantes, tel que le chêne vert Quercus ilex, et le chêne-liège Quercus suber produisent aussi un bois de valeur. Plus spécialement le chêne vert prend un beau poli, est bien maillé, et utilisé en ébénisterie et tabletterie.
- Quercus coccifera est parasité par le kermes, ou cochenille, un insecte dont les œufs séchés et traités servaient à confectionner une teinture de couleur écarlate ;
- Quercus pubescens (Chêne pubescent) est quant à lui le meilleur chêne truffier, le mycélium de la truffe vivant en association avec ses racines.

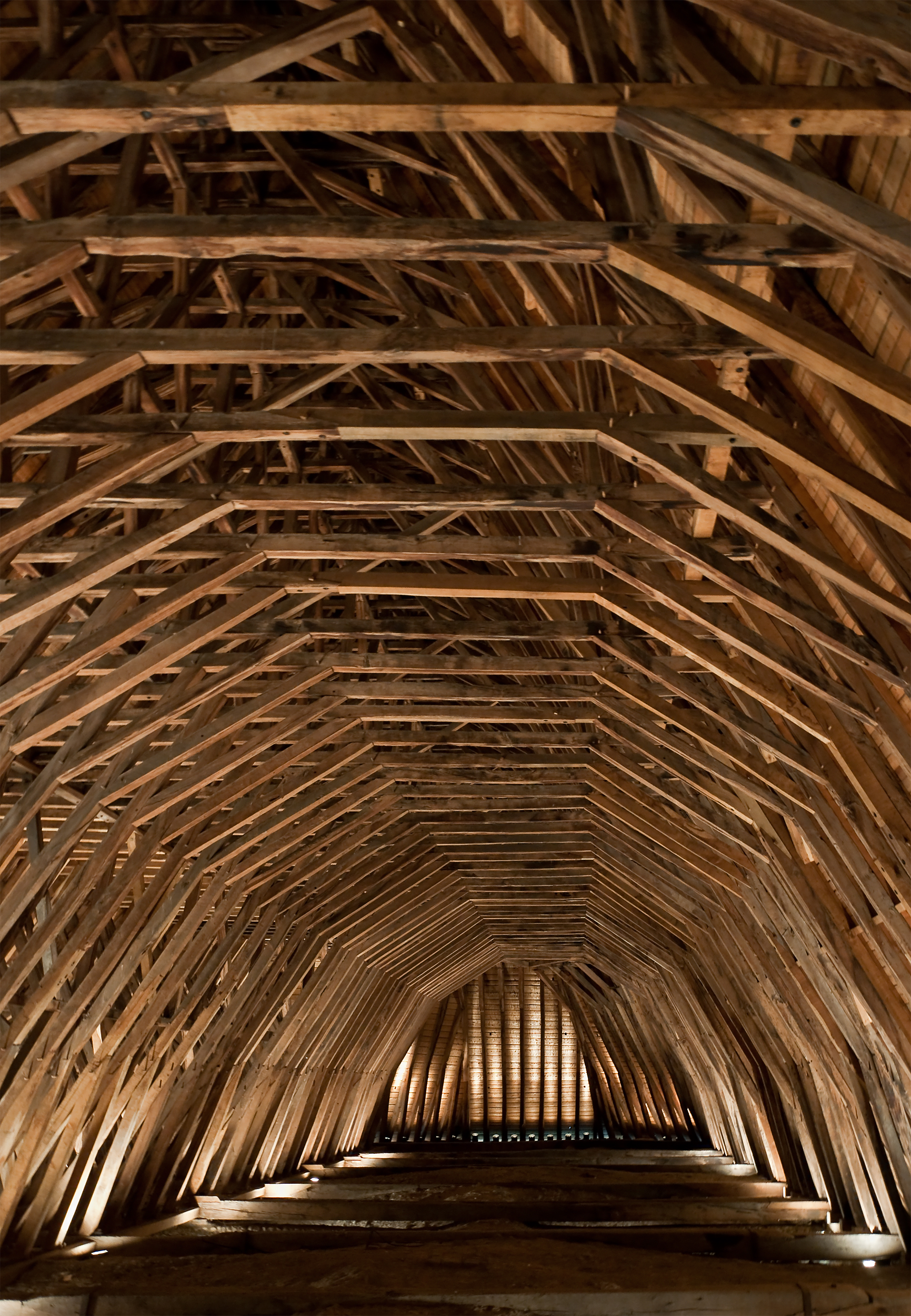
La charpente en bois de cœur de chêne de l'église Saint-Girons, à Monein
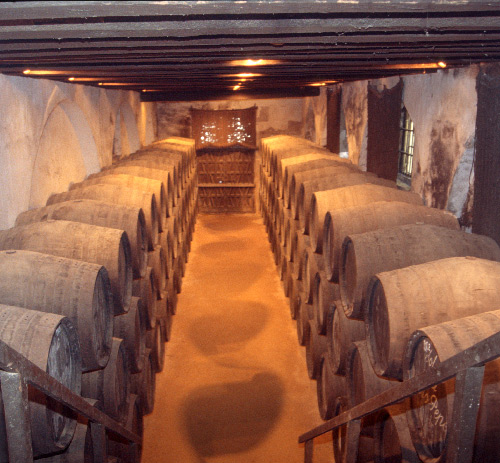
Xérès s'affinant dans des tonneaux de bois de chêne
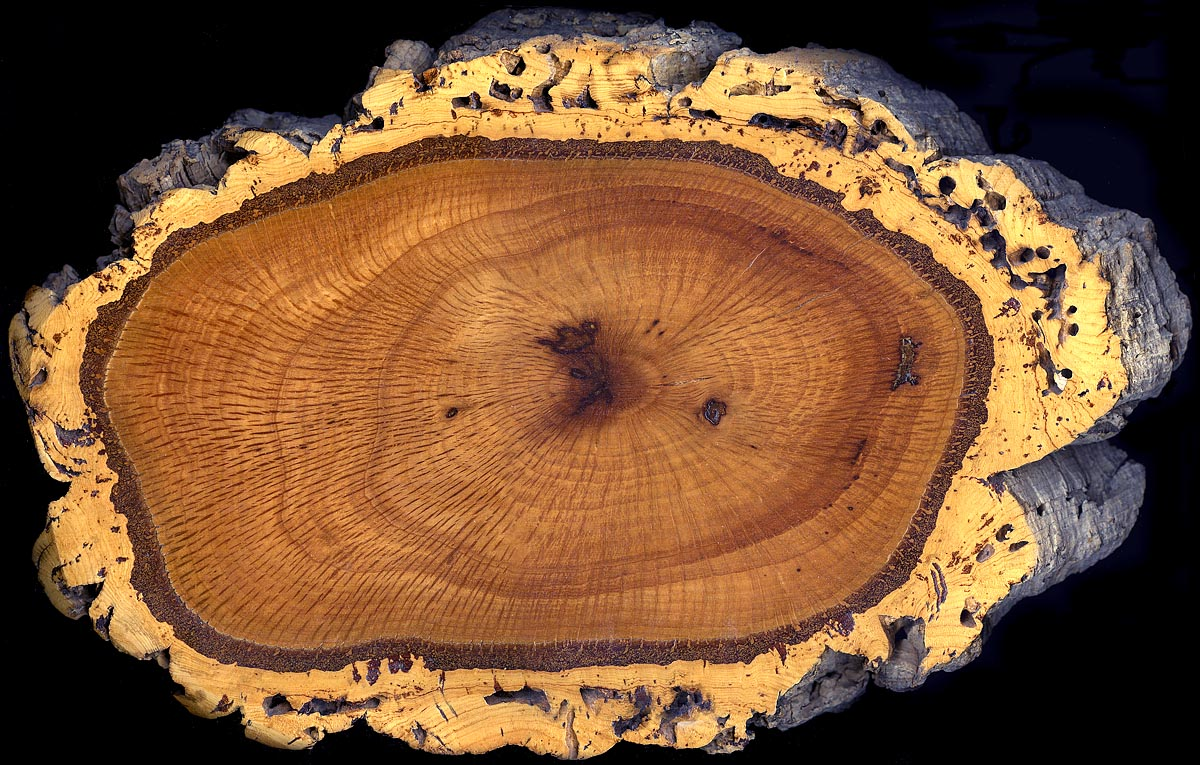
Section du tronc d'un chêne-liège, Quercus suber
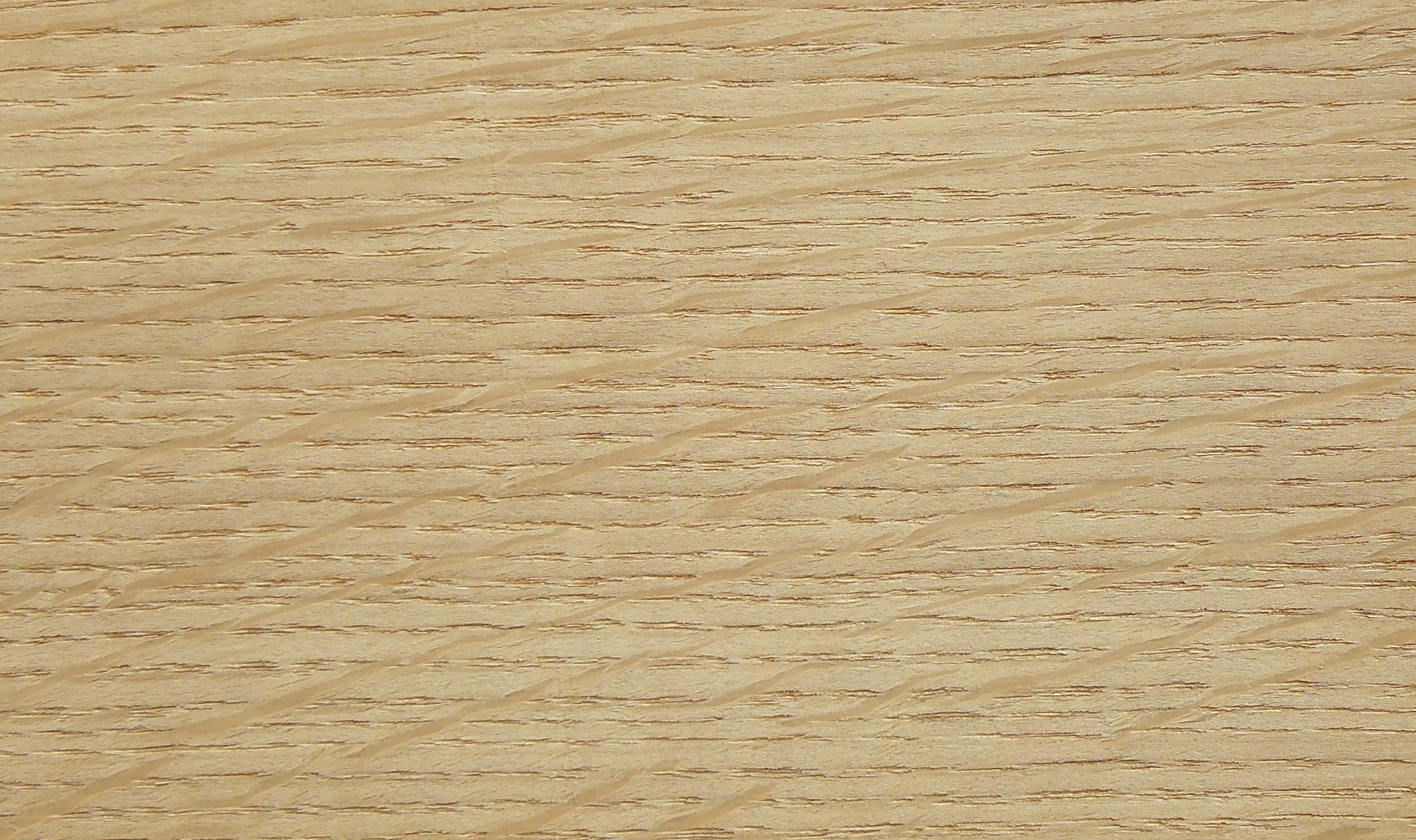
Texture du bois de chêne

### Utilisations de l'écorce
L'écorce de Quercus suber, ou chêne-liège, donne le liège qui sert traditionnellement à fabriquer les bouchons en liège. Cette espèce pousse sur le pourtour méditerranéen, ainsi qu'au Portugal. L'Espagne, l'Algérie et le Maroc sont les plus gros producteurs mondiaux.
L'écorce de chêne est riche en tanin. Pulvérisée, elle donne le tan utilisé pour le tannage des cuirs par les tanneurs.
L'écorce du chêne blanc est séchée et utilisée dans certaines préparations médicales.
En Algérie, l'écorce du chêne-liège découpée en forme de cylindre de 70 à 80 cm est utilisée en apiculture pour élever des essaims d'abeilles.

### Utilisations des fruits

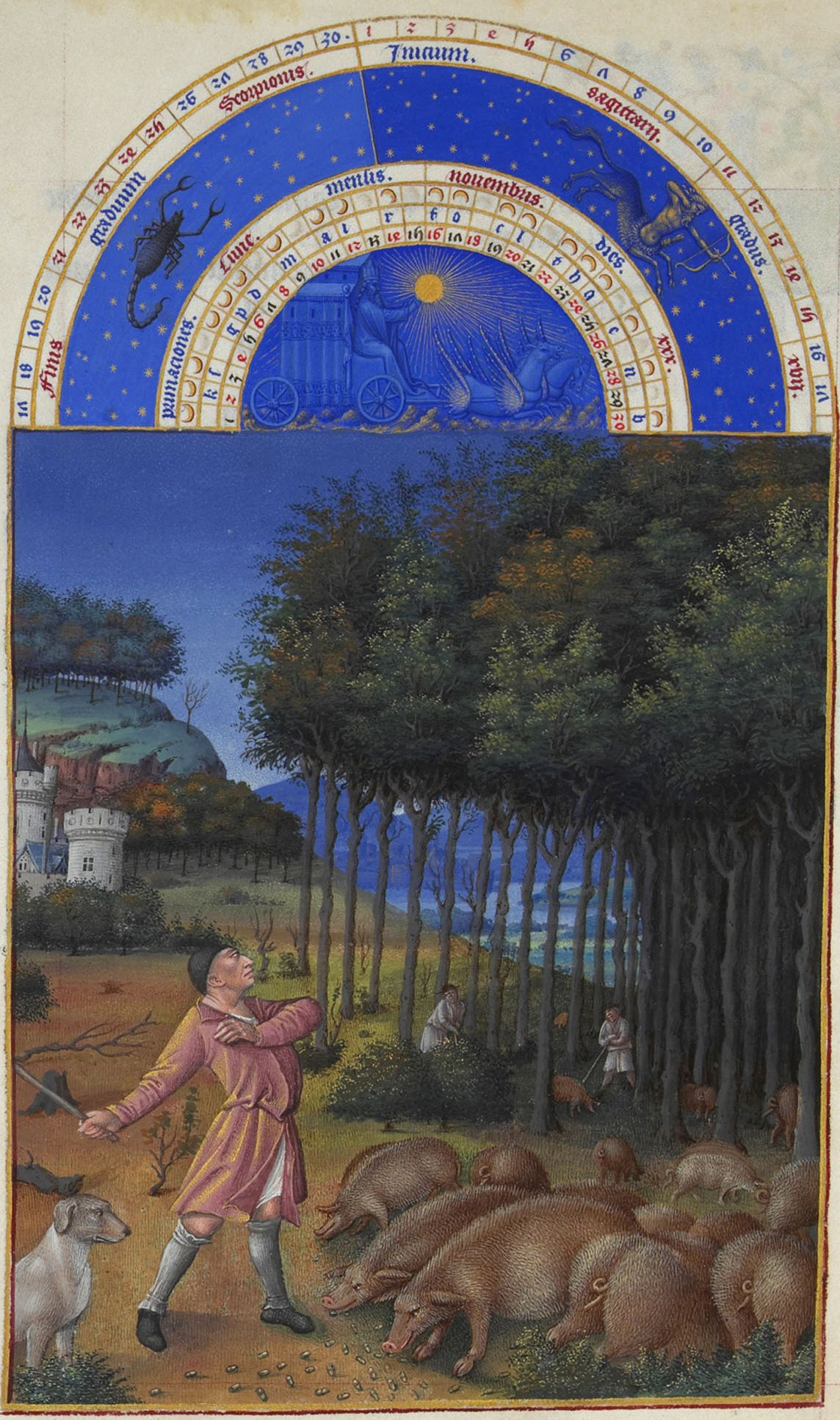
Le pratique de la glandée a longtemps organisé la transhumance forestière des porcs lors des années de fructification massive, phénomène appelé le masting (miniature extraite du mois de novembre des Très Riches Heures du duc de Berry, XVe siècle).

Les chênes donnent des glands, fruits de loin les plus abondants des forêts de basse altitude en Europe occidentale.
Ces fruits peuvent être consommés par les humains (voir purée de glands). Les glands peuvent être amers, c'est toujours le cas pour le chêne pédonculé (Q. robur), le chêne chevelu (Q. cerris), le chêne kermès (Q. coccifera), Q. frainetto, Q. fruticosa, Q. infectoria et Q. petraea ; certaines espèces ils sont parfois doux, parfois amers : chêne vert (Q. ilex), pubescent (Q. pubescens), angoumois (Q. pyrenaica), le chêne-liège (Q. suber) et le chêne blanc de Californie (Q. lobata) ; les glands de Q. macrolepis, Q. rotundifolia, Q. trojana et la variété virgiliana du chêne pubescent d'Italie du Sud et le chêne blanc (Q. alba) sont souvent doux, c'est plus souvent le cas dans la région méditerranéenne et dans l'Est et le centre de l'Amérique du Nord; les glands de Q. michauxii sont très doux. Les glands doux peuvent être mangés crus ou rôtis, ceux qui sont amers doivent être bouillis à plusieurs eaux. Les glands servent pour faire une farine, grillés comme substitut de grains de café ou fermentés pour donner une boisson pétillante (piquette de glands).
Les glands sont aussi mangés par les animaux sauvages ou domestiques : les écureuils, les cerfs, les sangliers qui en sont très friands. Toutefois, ils sont nocifs pour les équidés. Au Moyen Âge, dans presque toute l'Europe, en octobre, la glandée consistait à emmener les cochons en forêt pour qu'ils se nourrissent des glands tombés à terre. Les glands sont utilisés en Corse et en Espagne pour l'alimentation de cochons élevés en semi-liberté (qui vont en Espagne servir à confectionner le jambon ibérique de bellota).

### Utilisations des galles

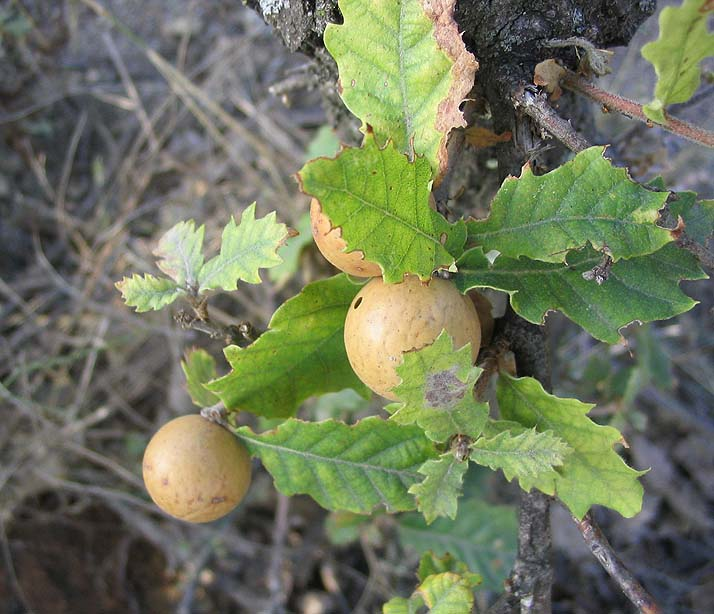
Galle dAndricus kollari.

Les botanistes ont répertorié plus de 250 types de galles sur les feuilles, les fleurs et les racines du chêne, dont 200 sont produites par les « guêpes à galles ».
On appelle noix de galle (ou galle ronde du chêne) l'excroissance provoquée sur les feuilles de certains chênes par des piqûres d'un insecte, le cynips Andricus kollari. La noix de galle est utilisée pour la confection de teintures.
La galle du chêne a longtemps été utilisée comme ingrédient principal pour fabriquer l'encre (encre métallo-gallique), récoltée à une période précise de l'année.
Dans les campagnes, les enfants transperçaient d'une allumette les galles (appelées "imoines" dans le Poitou), pour en faire de petites toupies.

## Ravageurs et maladies, risques sanitaires
Les chênes de pépinières peuvent avoir des racines endommagées par la taille des racines ou enroulées dans les godets (racine pivot notamment),,. Selon certains auteurs, le rempotage en bac de bois traité au CuCO3 augmenterait la régénération des racines et la prise de greffe.

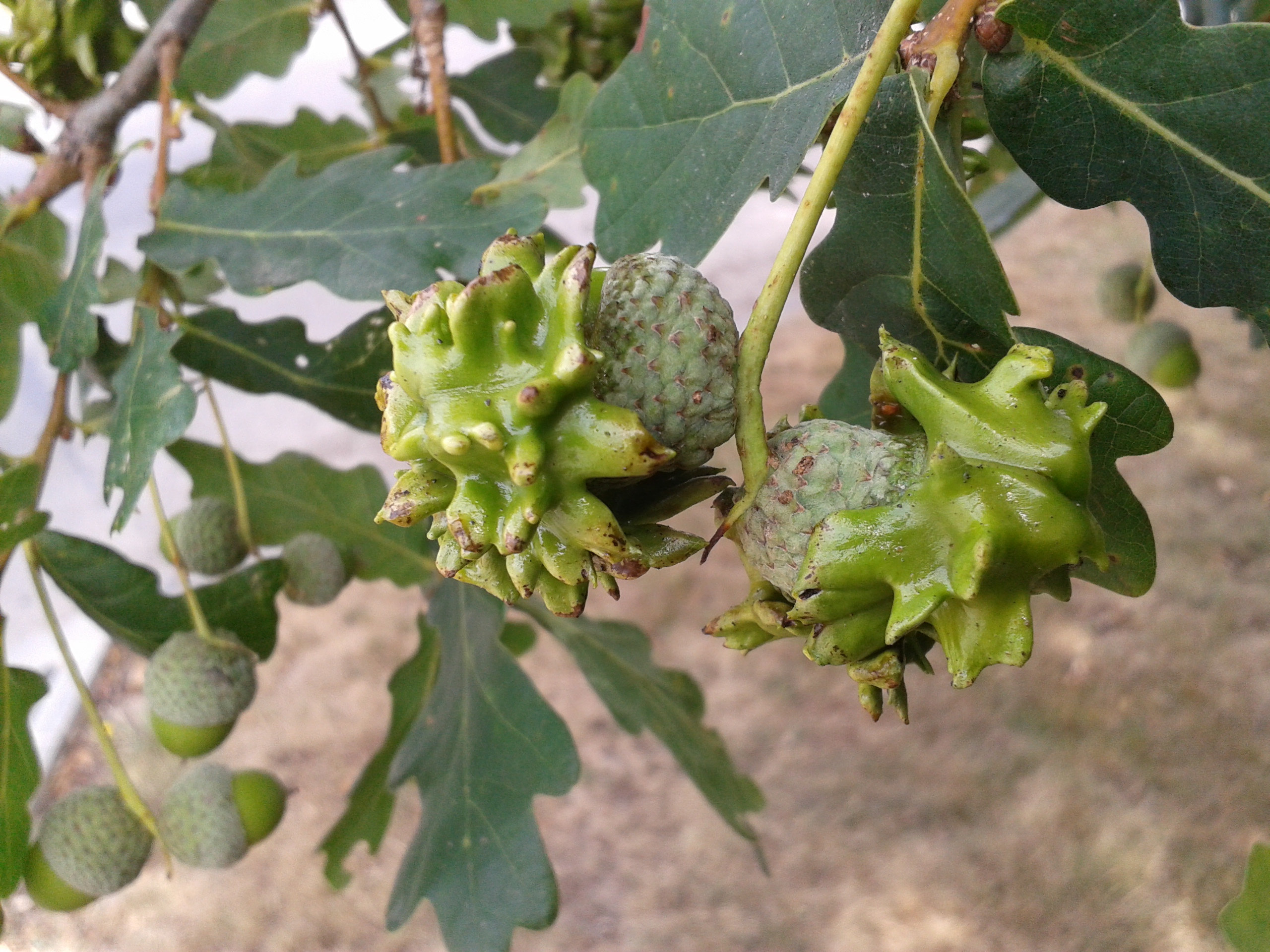
Galle du gland

La « mort subite du chêne » (Phytophthora ramorum) est provoquée par un oomycète, qui peut causer la mort des chênes en quelques semaines.
Le « flétrissement américain du chêne », provoqué par un champignon  Ceratocystis fagacearum (un champignon très proche de la graphiose de l'orme), est aussi une maladie mortelle qui touche tous les chênes dans certains des États des États-Unis, particulièrement les chênes rouges (les chênes blancs peuvent être infectés mais ils survivent généralement plus longtemps).
Parmi les autres risques, on trouve notamment les insectes foreurs ainsi que les insectes fouisseurs, dont la présence pourrait ne pas être évidente à détecter dans le cas des plus vieux arbres. Ces insectes sont alors souvent découverts lorsque les arbres tombent pendant de fortes rafales.
Les pommes de chêne sont des galles qui se développent sur les chênes et sont causées par une espèce d'hyménoptère gallicole (famille des guêpes à galles) le Biorhiza pallida. La femelle des cochenilles du genre kermes est responsable de la formation de galles sur le chêne kermès. Les chênes servent de plantes nourricières pour les larves de nombreuses espèces de lépidoptères.
Le cynips Andricus quercuscalicis provoque des excroissances appelées galle des glands.
Lorsqu'il est en trop grand nombre, le tigre du Chêne, une punaise invasive, peut provoquer le jaunissement puis la chute prématurée des feuilles[réf. souhaitée].

## Histoire évolutive des chênes

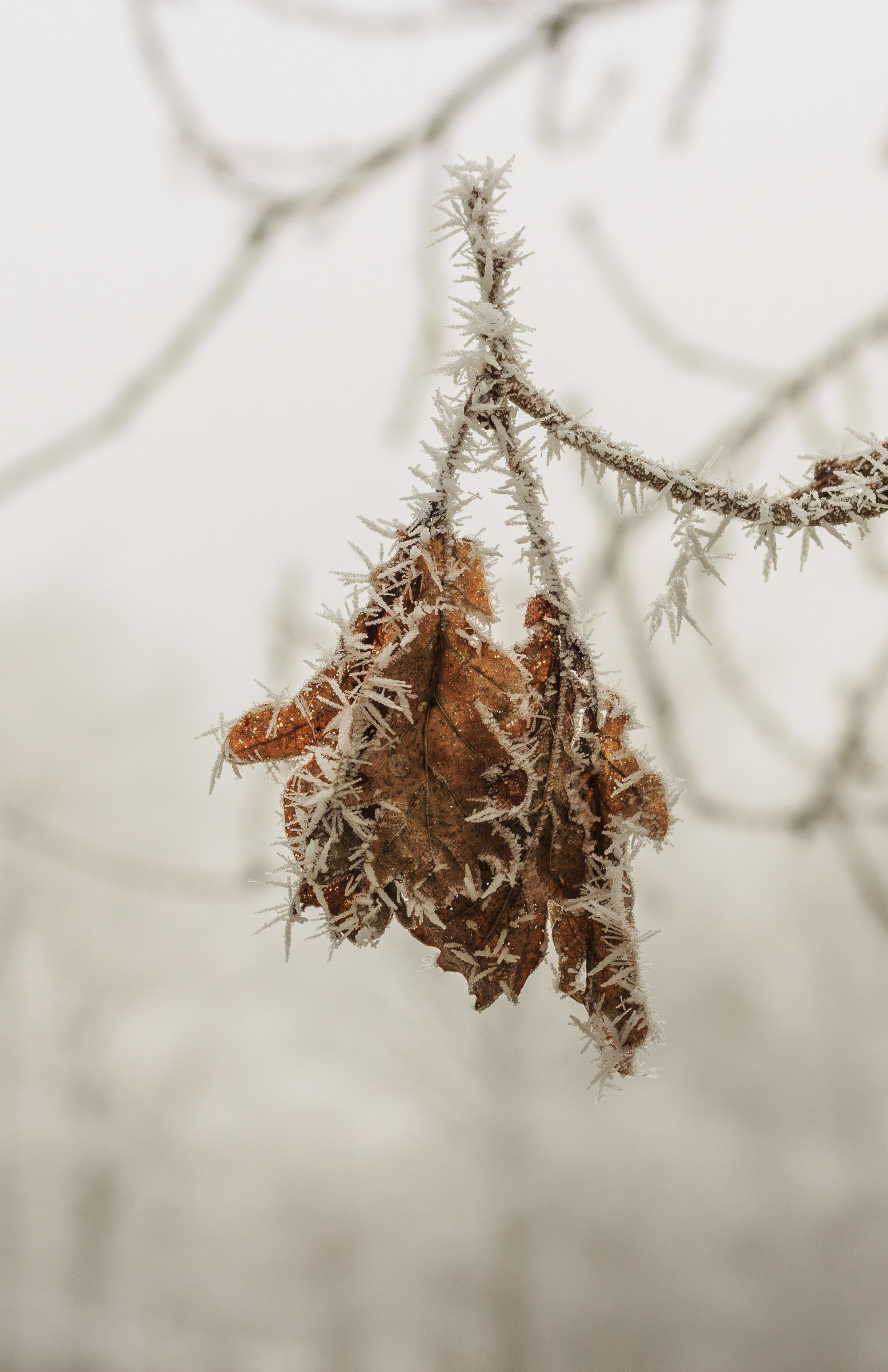
Feuille de chêne couverte de gelée blanche.

L'apparition des Fagaceae date du Paléogène. Ceci explique la persistance dans cette famille de traits archaïques (fleurs de type 2 ou 3, fécondation du tube pollinique par le côté ou la base, bois à perforations scalariformes). Les chênes sont originaires de l'hémisphère nord à une époque où Amérique du Nord et Eurasie étaient reliées (tant côté atlantique que pacifique).
Les chênes se sont vite diversifiés pour aboutir dès l'Éocène aux deux sous-groupes de chênes actuels : Cerris et Quercus. Si l'extension du sous-genre Cerris est aujourd'hui exclusivement eurasiatique et nord-africaine, un fossile de gland datant de 48 Ma en Orégon prouve qu'il a aussi peuplé l’Amérique avant d'y disparaitre. La diversification des chênes s'est accélérée avec le début du refroidissement, qui a débuté il y a environ 52 Ma et a poussé les chênes à se déplacer vers le sud et ainsi à se différencier entre Amériques et Eurasie.
Le plus ancien fossile non équivoque de chêne (du pollen retrouvé près de Salzbourg) remonte à 56 millions d'années. Des restes fossiles de feuilles remontant à l’Oligocène, il y a environ 35 millions d’années, ressemblant fortement aux espèces actuelles, indiquent que de nouvelles espèces sont apparues à l’occasion de changements climatiques entre −34 et −23 millions d’années, la diversification infragénérique (les 8 sections) sont déjà établies au début de l'Oligocène.
À l'occasion de leur déplacement vers le sud, les chênes rouges et les chênes blancs (les deux grandes sections américaines) ont colonisé conjointement de nouveaux milieux. Ces deux lignées distinctes se sont réciproquement facilité leur implantation en se créant des environnements pédologiques favorables à la mycorhization. La nécessité de s'adapter à de nouveaux environnement explique qu'à eux seuls, le Mexique et l'Amérique centrale abritent 40 % des espèces de chênes actuelles.
Si la section Quercus des chênes blancs s'est développée en Amérique du Nord, des spécimens ont pu atteindre l'Europe au Miocène (il y a environ 20 Ma) par le pont terrestre nord-atlantique alors émietté en un chapelet d'îles. Ils y ont fondé un clade regroupant toutes les espèces eurasiatiques actuelles de chêne blancs mais n'ont pas été suivi par les chênes rouges (de rares fossiles présentant des affinités avec les chênes rouges témoignent de populations locales mais ont été vite supplantées).
L'histoire du chêne au Quaternaire est encore mal connue en raison des avancées et reculs des populations, imposées par les trois dernières glaciations. En Europe, les chênes étaient confinés dans trois zones refuges (péninsule ibérique, le sud de l'Italie et les Balkans) au cours de la dernière période glaciaire. L'hybridation entre espèces d'une même section a favorisé leur dispersion, mais aussi leur adaptation à de nouveaux milieux. Les quatre espèces de chênes blancs (sessile, pubescent, tauzin et pédonculé) se sont formées dans des zones géographiques différentes mais ont maintenu une certaine « perméabilité génétique » : des flux de gènes sont intervenus avec le début du réchauffement il y a 20 000 ans et ont permis notamment l'adaptation du chêne sessile à des climats plus froid par hybridation avec le chêne pédonculé lors de sa migration vers le nord.
En moins de 8 000 ans, les chênes ont colonisé le nord de l'Europe grâce notamment à des dispersions rares mais à longue distance : ils atteignent ainsi le sud de la Scandinavie, en 6000 avant notre ère, ce qui correspond à une progression de 380 m par an. Après cette reconquête, les flux de pollen entre les différentes forêts ont progressivement lissé les différences adaptatives des différentes populations « souches », homogénéisant au plan génétique les massifs forestiers. La sélection naturelle a, depuis, généré de nouveaux caractères adaptatifs (date de débourrement, vigueur…). Ce schéma de colonisation prévaut pour le chêne pédonculé, espèces pionnière, mais aussi pour le chêne sessile dont la dispersion, moins rapide, a été favorisée par sa capacité d'hybridation unidirectionnelle avec le chêne pédonculé, en lui permettant notamment de coloniser des espaces nouveaux par introgression dans les peuplements de chêne pédonculé déjà établis. De même, côté américain, un transfert de gênes du chêne à poteaux (Quercus stellata) a pu faciliter l'adaptation à la sècheresse du chêne à bogue (Quercus macrocarpa).
Cette histoire est un peu moins mal connue pour l'Antiquité.
Depuis le XXe siècle, les forêts de chênes en Europe sont victimes de plusieurs vagues de dépérissements notables et de pathologies : oïdium du chêne depuis 1907, maladie de l'encre dans les années 1950, nécroses cambiales et pourriture noire dans les années 1970.
En Europe, les trois principales espèces de chênes blancs (pubescent, sessile et pédonculé), bien qu’apparemment assez proches, se comportent comme des espèces en voie de spéciation : leur hybridation par croisement artificiel donne de mauvais résultats (ex : moins de 1 % de fécondation réussie pour l'hybride  Quercus robur × petraea et robur × pubescens)  et les hybrides obtenus sont très fragiles ,. L'hybridation semble par ailleurs rare dans la nature en raison d'une phénologie différente (dates de floraison différentes) qui permet aux trois pools génétiques d'évoluer séparément, sans pollution génétique croisée (on parle de « séparation botanique »).

## Liste des espèces
Le genre Quercus comprend entre 200 et 600 espèces (Quercus s.s : 300-450) selon les auteurs. Elles sont principalement présentes dans les régions tempérées à subtropicales de l'hémisphère nord, avec une incursion en Indonésie, mais aussi dans les forêts tropicales d'altitude.
Selon ITIS (23 sept. 2014) :
- Quercus acerifolia [chêne à feuilles d'érable] (E.J. Palmer) Stoynoff & W.J. Hess
- Quercus ×acutidens Torr.
- Quercus acutissima [chêne du Japon] Carruth.
- Quercus agrifolia [chêne de Californie] Née
- Quercus ajoensis C.H. Mull.
- Quercus alba [chêne blanc d'Amérique]  L.
- Quercus ×alvordiana Eastw. (pro sp.)
- Quercus ×anceps E.J. Palmer
- Quercus arizonica Sarg.
- Quercus arkansana Sarg.
- Quercus ×asheana Little
- Quercus ×atlantica Ashe (pro sp.)
- Quercus austrina Small
- Quercus ×beadlei Trel.
- Quercus ×beaumontiana Sarg.
- Quercus ×bebbiana C.K. Schneid.
- Quercus ×beckyae Gaynor
- Quercus ×benderi Baen.
- Quercus berberidifolia Liebm.
- Quercus ×bernardiensis W. Wolf (pro sp.)
- Quercus bicolor Willd.
- Quercus ×bimundorum E.J. Palmer
- Quercus ×blufftonensis Trel.
- Quercus boyntonii Beadle
- Quercus brantii Lindl.
- Quercus ×brittonii W.T. Davis (pro sp.)
- Quercus buckleyi Nixon & Dorr
- Quercus ×burnetensis Little
- Quercus ×bushii Sarg.
- Quercus ×byarsii Sudw. ex Trel.
- Quercus ×caduca Trel.
- Quercus ×caesariensis Moldenke
- Quercus ×capesii W. Wolf
- Quercus carmenensis C.H. Mull.
- Quercus cedrosensis C.H. Mull.
- Quercus cerris     [chêne chevelu] L.
- Quercus chapmanii Sarg.
- Quercus chenii Nakai
- Quercus chihuahuensis Trel.
- Quercus chrysolepis [chêne des canyons] Liebm.
- Quercus coccinea [Chêne écarlate] Münchh.
- Quercus ×cocksii Sarg.
- Quercus ×columnaris Laughlin
- Quercus ×comptoniae Sarg.
- Quercus copeyensis C.H. Mull.
- Quercus cornelius-mulleri [Chêne de Muller] Nixon & K.P. Steele
- Quercus ×cravenensis Little
- Quercus ×deamii Trel.
- Quercus ×demareei Ashe
- Quercus dentata Thunb.
- Quercus depressipes Trel.
- Quercus ×discreta Laughlin
- Quercus ×diversiloba Tharp ex A. Camus
- Quercus douglasii [chêne bleu] Hook. & Arn.
- Quercus dumosa Nutt.
- Quercus durandii Buckley
- Quercus durata Jeps.
- Quercus ×egglestonii Trel.
- Quercus ellipsoidalis E.J. Hill
- Quercus emoryi [chêne d'Emory] Torr.
- Quercus engelmannii [chêne d'Engelmann] Greene
- Quercus ×eplingii C.H. Mull.
- Quercus ×exacta Trel.
- Quercus falcata [chêne rouge] Michx.
- Quercus ×faxonii Trel.
- Quercus ×fernaldii Trel.
- Quercus ×fernowii Trel.
- Quercus ×filialis Little
- Quercus ×fontana Laughlin
- Quercus frainetto Ten.
- Quercus fusiformis Small
- Quercus gambelii Nutt.
- Quercus ×ganderi C.B. Wolf
- Quercus ×garlandensis E.J. Palmer
- Quercus garryana Douglas ex Hook.
- Quercus geminata Small
- Quercus georgiana M.A. Curtis
- Quercus ×giffordii Trel.
- Quercus glauca Thunb.
- Quercus graciliformis C.H. Mull.
- Quercus ×grandidentata Ewan (pro sp.)
- Quercus gravesii Sudw.
- Quercus grisea Liebm.
- Quercus ×guadalupensis Sarg.
- Quercus ×harbisonii Sarg.
- Quercus ×hastingsii Sarg.
- Quercus havardii Rydb.
- Quercus ×hawkinsiae Sudw.
- Quercus hemisphaerica Bartram ex Willd.
- Quercus ×heterophylla F. Michx. (pro sp.)
- Quercus hinckleyi C.H. Mull.
- Quercus ×howellii Tucker
- Quercus ×humidicola E.J. Palmer
- Quercus hypoleucoides A. Camus
- Quercus ilex L.
- Quercus ilicifolia Wangenh.
- Quercus imbricaria Michx.
- Quercus incana W. Bartram
- Quercus ×incomita E.J. Palmer
- Quercus ×inconstans E.J. Palmer
- Quercus infectoria Olivier
- Quercus inopina Ashe
- Quercus intricata Trel.
- Quercus ×introgressa P.M. Thomson
- Quercus ithaburensis Decne.
- Quercus ×jackiana C.K. Schneid.
- Quercus john-tuckeri Nixon & C.H. Mull.
- Quercus ×jolonensis Sarg.
- Quercus ×joorii Trel.
- Quercus kelloggii Newberry
- Quercus laceyi Small
- Quercus laevis Walter
- Quercus laurifolia Michx.
- Quercus ×leana Nutt. (pro sp.)
- Quercus lobata Née
- Quercus ×ludoviciana Sarg.
- Quercus lyrata Walter
- Quercus ×macdonaldii Greene & Kellogg (pro sp.)
- Quercus ×macnabiana Sudw.
- Quercus macrocarpa Michx.
- Quercus margarettae (Ashe) Small
- Quercus marilandica Münchh.
- Quercus ×megaleia Laughlin
- Quercus ×mellichampii Trel. ex Sarg.
- Quercus michauxii Nutt.
- Quercus minima (Sarg.) Small
- Quercus mohriana Buckley ex Rydb.
- Quercus mongolica Fisch. ex Ledeb.
- Quercus montana Willd.
- Quercus ×moreha Kellogg (pro sp.)
- Quercus ×moultonensis Ashe (pro sp.)
- Quercus muehlenbergii Engelm.
- Quercus ×munzii J.M. Tucker
- Quercus ×mutabilis E.J. Palmer & Steyerm.
- Quercus myrtifolia Willd.
- Quercus ×neopalmeri Sudw.
- Quercus ×neotharpii A. Camus
- Quercus ×nessiana E.J. Palmer
- Quercus nigra L.
- Quercus oblongifolia Torr.
- Quercus oglethorpensis W.H. Duncan
- Quercus ×organensis Trel.
- Quercus ×oviedoensis Sarg.
- Quercus pacifica Nixon & C.H. Mull.
- Quercus pagoda Raf.
- Quercus ×palaeolithicola Trel.
- Quercus palmeri Engelm.
- Quercus palustris Münchh.
- Quercus petraea (Matt.) Liebl.
- Quercus phellos L.
- Quercus ×podophylla Trel.
- Quercus polymorpha Schltdl. & Cham.
- Quercus prinoides Willd.
- Quercus ×pseudomargaretta Trel. (pro sp.)
- Quercus pumila Walter
- Quercus pungens Liebm.
- Quercus ×rehderi Trel.
- Quercus ×riparia Laughlin
- Quercus ×robbinsii Trel.
- Quercus robur L.
- Quercus robusta C.H. Mull.
- Quercus ×rolfsii Small (pro sp.)
- Quercus rubra L.
- Quercus ×rudkinii Britton (pro sp.)
- Quercus rugosa Née
- Quercus ×runcinata (A. DC.) Engelm.
- Quercus sadleriana R. Br. ter
- Quercus ×sargentii Rehder
- Quercus ×saulii C.K. Schneid.
- Quercus ×schochiana Dieck ex Palmer
- Quercus ×schuettei Trel.
- Quercus serrata Murray
- Quercus shumardii Buckley
- Quercus similis Ashe
- Quercus ×smallii Trel.
- Quercus stellata Wangenh.
- Quercus ×stelloides E.J. Palmer
- Quercus ×sterilis Trel.
- Quercus ×sterrettii Trel.
- Quercus ×subconvexa Tucker
- Quercus suber L.
- Quercus ×subfalcata Trel.
- Quercus ×subintegra (Engelm.) Trel.
- Quercus ×sublaurifolia Trel.
- Quercus ×substellata Trel.
- Quercus tardifolia C.H. Mull.
- Quercus texana Buckley
- Quercus ×tharpii C.H. Mull. (pro sp.)
- Quercus tomentella Engelm.
- Quercus ×tottenii Melvin
- Quercus toumeyi Sarg.
- Quercus ×townei E.J. Palmer
- Quercus ×tridentata (Engelm. ex A. DC.) Trel. (pro sp.)
- Quercus turbinella Greene
- Quercus ×undulata Torr.
- Quercus vacciniifolia Kellogg
- Quercus ×vaga E.J. Palmer & Steyerm.
- Quercus variabilis Blume
- Quercus vaseyana Buckley
- Quercus velutina Lam.
- Quercus ×venulosa Ashe
- Quercus viminea Trel.
- Quercus virginiana Mill.
- Quercus ×wagneri Gaynor
- Quercus ×walteriana Ashe
- Quercus ×willdenowiana (Dippel) Beissner, Schelle & Zabel (pro sp.)
- Quercus wislizeni A. DC.

Selon NCBI (23 sept. 2014) :
- Quercus acherdophylla

- Quercus acuta
- Quercus acutissima
- Quercus afares
- Quercus affinis
- Quercus agrifolia
- Quercus ajoensis
- Quercus alba
- Quercus aliena
- Quercus alnifolia
- Quercus aquifolioides
- Quercus argentata
- Quercus argyrotricha
- Quercus arizonica
- Quercus aucheri
- Quercus augustinii
- Quercus austrina
- Quercus austroglauca
- Quercus baloot
- Quercus baronii
- Quercus benthamii
- Quercus berberidifolia
- Quercus bicolor
- Quercus brantii
- Quercus buckleyi
- Quercus canariensis
- Quercus candicans
- Quercus castanea
- Quercus castaneifolia
- Quercus cedrosensis
- Quercus cerris
- Quercus chapmanii
- Quercus chenii
- Quercus chrysolepis
- Quercus ciliaris
- Quercus coccifera
- Quercus cocciferoides
- Quercus coccinea
- Quercus conzattii
- Quercus copeyensis
- Quercus cornelius-mulleri
- Quercus corrugata
- Quercus costaricensis
- Quercus crassipes
- Quercus crenata
- Quercus crispipilis
- Quercus cubana
- Quercus dalechampii
- Quercus dalechampii x Quercus robur
- Quercus dentata
- Quercus depressa
- Quercus dolicholepis
- Quercus douglasii
- Quercus dumosa
- Quercus durata
- Quercus dysophylla
- Quercus ellipsoidalis
- Quercus emoryi
- Quercus engelmannii
- Quercus engleriana
- Quercus eugeniifolia
- Quercus excelsa
- Quercus fabri
- Quercus faginea
- Quercus falcata
- Quercus floribunda
- Quercus frainetto
- Quercus franchetii
- Quercus fusiformis
- Quercus gambelii
- Quercus garryana
- Quercus gemelliflora
- Quercus geminata
- Quercus georgiana
- Quercus germana
- Quercus gilva
- Quercus glabrescens
- Quercus glauca
- Quercus gravesii
- Quercus greggii
- Quercus griffithii
- Quercus grisea
- Quercus guajavifolia
- Quercus hartwegii
- Quercus hartwissiana
- Quercus hemisphaerica
- Quercus hirtifolia
- Quercus hondae
- Quercus hypoleucoides
- Quercus ilex
- Quercus ilicifolia
- Quercus imbricaria
- Quercus incana
- Quercus infectoria
- Quercus insignis
- Quercus ithaburensis
- Quercus john-tuckeri
- Quercus kelloggii
- Quercus laeta
- Quercus laevis
- Quercus lamellosa
- Quercus lanata
- Quercus laurifolia
- Quercus laurina
- Quercus leiophylla
- Quercus leucotrichophora
- Quercus libani
- Quercus lobata
- Quercus longispica
- Quercus lusitanica
- Quercus lyrata
- Quercus macranthera
- Quercus macrocarpa
- Quercus malacotricha
- Quercus margarettiae
- Quercus marilandica
- Quercus mas
- Quercus merrillii
- Quercus mexicana
- Quercus michauxii
- Quercus minima
- Quercus miyagii
- Quercus mohriana
- Quercus mongolica
- Quercus monimotricha
- Quercus montana
- Quercus morii
- Quercus muehlenbergii
- Quercus multinervis
- Quercus myrsinifolia
- Quercus myrtifolia
- Quercus nigra
- Quercus oblongifolia
- Quercus oidocarpa
- Quercus oleoides
- Quercus oxyodon
- Quercus pacifica
- Quercus palmeri
- Quercus palustris
- Quercus pannosa
- Quercus patelliformis
- Quercus peduncularis
- Quercus petraea
- Quercus phellos
- Quercus phillyraeoides
- Quercus pinnativenulosa
- Quercus polycarpa
- Quercus pontica
- Quercus prinoides
- Quercus pseudosemecarpifolia
- Quercus pubescens
- Quercus pumila
- Quercus pungens
- Quercus pyrenaica
- Quercus rehderiana
- Quercus robur
- Quercus robur x Quercus robur subsp. pedunculiflora
- Quercus rotundifolia
- Quercus rubra
- Quercus rugosa
- Quercus rysophylla
- Quercus sadleriana
- Quercus salicina
- Quercus sapotifolia
- Quercus sartorii
- Quercus schottkyana
- Quercus sebifera
- Quercus segoviensis
- Quercus semecarpifolia
- Quercus semiserrata
- Quercus senescens
- Quercus serrata
- Quercus sessilifolia
- Quercus shumardii
- Quercus sideroxyla
- Quercus similis
- Quercus sinuata
- Quercus spinosa
- Quercus stellata
- Quercus stenophylloides
- Quercus stewardiana
- Quercus suber
- Quercus suber x Quercus trojana
- Quercus subsericea
- Quercus tomentella
- Quercus toza
- Quercus trojana
- Quercus turbinella
- Quercus vacciinifolia
- Quercus valdinervosa
- Quercus variabilis
- Quercus vaseyana
- Quercus velutina
- Quercus vestita
- Quercus virgiliana
- Quercus virginiana
- Quercus vulcanica
- Quercus wislizeni
- Quercus wutaishanica
- Quercus x acutidens
- Quercus x ambrozyana
- Quercus x deamii
- Quercus x hispanica
- Quercus x morisii
- Quercus xalapensis
- Quercus yunnanensis

Selon Tropicos (23 sept. 2014) :
- Quercus lumbea Blume

- Quercus aaata C.H. Mull.
- Quercus abbreviata Vuk.
- Quercus abelicea Lam.
- Quercus abendanonii Valeton
- Quercus abietum Kotschy ex A. DC.
- Quercus ablongata D. Don
- Quercus acapulcensis Trel.
- Quercus acatenangensis Trel.
- Quercus accessiva Gand.
- Quercus accomodata Gand.
- Quercus acerifolia (E.J. Palmer) Stoynoff & W.J. Hess
- Quercus acherdophylla Trel.
- Quercus achoteana Trel.
- Quercus acrodonta Seemen
- Quercus acroglandis Kellogg
- Quercus aculcingensis Trel.
- Quercus acuminata Roxb.
- Quercus acuminatissima (Blume) A. DC.
- Quercus acuta Buch.-Ham. ex Wall.
- Quercus acutangula Trel.
- Quercus acutidentata (Maxim. ex Franch. & Sav.) Koidz.
- Quercus acutifolia Née
- Quercus acutiglandis Sarg.
- Quercus acutiloba Borbás
- Quercus acutissima Carruth.
- Quercus adjecta Gand.
- Quercus admixta Gand.
- Quercus adriatica Gand.
- Quercus aegilopifolia Boiss. ex A. DC.
- Quercus aegylopifolia Boiss. ex A. DC.
- Quercus aequivenulosa Trel.
- Quercus aerea Trel.
- Quercus aesculus Boiss.
- Quercus aestivalis Steven
- Quercus afares Pomel
- Quercus affinis Scheidw.
- Quercus afghanistanensis K. Koch
- Quercus africana Barrow
- Quercus agnostifolia K. Koch
- Quercus agrifolia Née
- Quercus agriobalanidea Papaioann.
- Quercus aguana Trel.
- Quercus aitchisoniana A. Camus
- Quercus ajoensis C.H. Mull.
- Quercus ajudaghiensis Steven ex Petzh. & G. Kirchn.
- Quercus alamarensis C.H. Mull.
- Quercus alamo Benth.
- Quercus alamosensis Trel.
- Quercus alba L.
- Quercus albicaulis Chun & W.C. Ko
- Quercus albifolia C.H. Mull.
- Quercus albocincta Trel.
- Quercus alexanderi Britton
- Quercus aliena Blume
- Quercus allardii Hy
- Quercus alligata Gand.
- Quercus allorgeana A. Camus
- Quercus almaguerensis Bonpl.
- Quercus alnifolia Poech
- Quercus alpescens Trel.
- Quercus alpestris Boiss.
- Quercus alpina Endl.
- Quercus altissima Petz. & G. Kirchn.
- Quercus alvarezensis Trel.
- Quercus alveolata Trel.
- Quercus amamiana Hatus.
- Quercus ambigens Jord.
- Quercus ambigua Bonpl.
- Quercus ambivenulosa Trel.
- Quercus amblyodes Gand.
- Quercus amblyoprion Woronow ex Maleev
- Quercus amherstiana Wall. ex Hook. f.
- Quercus amissiloba Trel.
- Quercus amoenifolia Gand.
- Quercus amphioxys Trel.
- Quercus amplifolia Guss.
- Quercus amplissima Gand.
- Quercus ampulleana Gand.
- Quercus amygdalifolia Skan
- Quercus anatolica O. Schwarz
- Quercus anceps Korth.
- Quercus andersonii Hook. f. ex C.B. Clarke
- Quercus andromeda Riddell
- Quercus angelica Gand.
- Quercus anglohondurensis C.H. Mull.
- Quercus angulizans Raf.
- Quercus angustata Blume
- Quercus angustifolia Gillot
- Quercus angustissima Makino
- Quercus annenkowii Kauffm. ex Trautv.
- Quercus annexa Gand.
- Quercus annulata Sm.
- Quercus anxiosa Gand.
- Quercus apanecana Trel.
- Quercus apennina Loisel.
- Quercus apiculata Djav.-Khoie
- Quercus apiophylla E.F. Warb.
- Quercus apoensis Elmer
- Quercus appenina Lam.
- Quercus approximata Gand.
- Quercus aprica Raf.
- Quercus apula Gand.
- Quercus aquatica (Lam.) Walter
- Quercus aquifolia Kotschy ex A. DC.
- Quercus aquifolioides Rehder & E.H. Wilson
- Quercus arachnoidea Trel.
- Quercus araxina (Trautv.) Grossh.
- Quercus arbutifolia B. Hickel & A. Camus
- Quercus arcaula Buch.-Ham. ex Spreng.
- Quercus arcola Buch.-Ham. ex Wall.
- Quercus arcuata Kotschy ex A. DC.
- Quercus arenaria Borbás
- Quercus arenicola (Small) Ashe
- Quercus argentata Korth.
- Quercus argentea Morogues
- Quercus argyi H. Lév.
- Quercus argyrophylla Wall.
- Quercus argyrotricha A. Camus
- Quercus ariaefolia Trel.
- Quercus ariifolia Trel.
- Quercus arisanensis Hayata
- Quercus aristata Hook. & Arn.
- Quercus aristigera Trel.
- Quercus arizonica Sarg.
- Quercus arkansana Sarg.
- Quercus armata Roxb.
- Quercus armeniaca Kotschy
- Quercus arnasensis Gand.
- Quercus arrecta Gand.
- Quercus asiatica Borbás
- Quercus aspera Bosc
- Quercus asperata Pers.
- Quercus asplenifolia A. DC.
- Quercus assimilis Gand.
- Quercus asterotricha Borbás & Csató
- Quercus asturica Gand.
- Quercus asymmetrica Hickel & A. Camus
- Quercus atrescentirhachis Trel.
- Quercus atriglans E.F. Warb.
- Quercus atropurpurea K. Koch
- Quercus atrosanguinea K. Koch
- Quercus atrovirens Sm.
- Quercus attenuata Gand.
- Quercus aucheri Jaub. & Spach
- Quercus augustinii Skan
- Quercus aurantiaca Trel.
- Quercus aurea K. Koch
- Quercus auricoma A. Camus
- Quercus aurin Bosc
- Quercus australis A. Kern.
- Quercus austriaca Willd.
- Quercus austrina Small
- Quercus austrocochinchinensis Hickel & A. Camus
- Quercus austroglauca (Y.T. Chang ex Y.C. Hsu & H.Wei Jen) Y.T. Chang
- Quercus authemanii Gand.
- Quercus auzin Secondat ex Bosc
- Quercus avellaniformis Colmeiro & Cout.
- Quercus avellanoides Vuk.
- Quercus axillaris E. Fourn. ex Trel.
- Quercus bacunensis Vuk.
- Quercus baetica (Webb) Villar
- Quercus balansae Drake
- Quercus baldoquinae Trel.
- Quercus ballica Gand.
- Quercus ballota Desf.
- Quercus baloot Griff.
- Quercus balsequillana Trel.
- Quercus bambusifolia Fortune
- Quercus banatica Gand.
- Quercus bancana Kurz
- Quercus baneica Djav.-Khoie
- Quercus banga Buch.-Ham. ex D. Don
- Quercus baniensis A. Camus
- Quercus banisteri Michx.
- Quercus banja Endl.
- Quercus barbanthera Trel.
- Quercus barbeyana Trel.
- Quercus barbinervis Benth.
- Quercus baronii Skan
- Quercus baruensis C.H. Mull.
- Quercus basellata Chun & W.C. Ko
- Quercus batavica Gand.
- Quercus bavarica Gand.
- Quercus baviensis Drake
- Quercus bawanglingensis C.C. Huang
- Quercus beccariana Benth.
- Quercus bedoi Borbás
- Quercus belgica Gand.
- Quercus bella Chun & Tsiang
- Quercus bellogradensis Borbás
- Quercus bellojocensis Gand.
- Quercus bellota Colmeiro & E. Boutelou
- Quercus bennettii Miq.
- Quercus benthamii A. DC.
- Quercus berberidifolia Liebm.
- Quercus bertolonii Gand.
- Quercus bicolor Willd.
- Quercus bicolorata Elmer
- Quercus bipedalis Trel.
- Quercus bivonana Guss.
- Quercus blackei S.C. Lee
- Quercus blakei Skan
- Quercus blancoi A. DC.
- Quercus blaoensis A. Camus
- Quercus blumeana Koord. & Valeton
- Quercus bocoynensis C.H. Mull.
- Quercus boholensis Merr.
- Quercus boissieri Reut.
- Quercus bolanyosensis Trel.
- Quercus bombyx K. Koch
- Quercus bonplandiana Sweet
- Quercus boqueronae Trel.
- Quercus boquetensis Standl.
- Quercus borealis F. Michx.
- Quercus borneensis Merr.
- Quercus bornmuelleriana O. Schwarz
- Quercus borosii Mátyás
- Quercus borucasana Trel.
- Quercus borzii A. Camus
- Quercus botryocarpa Trel.
- Quercus bourgaei Oerst. ex Trel.
- Quercus boyacensis Cuatrec.
- Quercus boyntonii Beadle
- Quercus brachybalanos Kotschy ex A. DC.
- Quercus brachycarpa Guss. ex Parl.
- Quercus brachyclada Seemen
- Quercus brachyloba Jord.
- Quercus brachylobus Gand.
- Quercus brachyphylla Kotschy
- Quercus brachyphylloides Vuk.
- Quercus brachystachys Benth.
- Quercus braianensis Camus
- Quercus brandegeei Goldman
- Quercus brandisiana Kurz
- Quercus brandisii (Vuk.) Vuk.
- Quercus brantii Lindl.
- Quercus brayi Small
- Quercus brenesii Trel.
- Quercus brevicalyx A. Camus
- Quercus brevicaudata Skan
- Quercus brevifolia Kotschy ex A. DC.
- Quercus breviloba (Torr.) Sarg.
- Quercus brevipedunculata Cariot & St.-Lag.
- Quercus brevipes A. Kern.
- Quercus brevipetiolata Scheff.
- Quercus breviradiata (W.C. Cheng ex Y.C. Hsu & H.Wei Jen) C.C. Huang
- Quercus brevistyla A. Camus
- Quercus breweri Engelm.
- Quercus brossa Bosc
- Quercus broteroi (Cout.) Rivas Mart. & Sáenz de Rivas
- Quercus brumalis Gand.
- Quercus brunnea H. Lév.
- Quercus brutia Ten.
- Quercus brutiorum Gand.
- Quercus bruttia Borbás
- Quercus buccarana Vuk.
- Quercus buckleyi Nixon & Dorr
- Quercus budayana Haberle ex Heuff.
- Quercus buddii Merr.
- Quercus budensis Borbás
- Quercus buergeri Blume
- Quercus bulgurluensis A. Camus
- Quercus bullata Seemen
- Quercus bulusanensis Elmer
- Quercus bumeliaefolia Riddell
- Quercus bumelioides Liebm.
- Quercus bungeana F.B. Forbes
- Quercus byzantina Borbás
- Quercus caeruleocarpa Trel.
- Quercus cagayanensis Merr.
- Quercus calabrica Gand.
- Quercus calathiformis Skan
- Quercus calcarea Troitsky
- Quercus calcicola Gand.
- Quercus californica (Torr.) Cooper
- Quercus callicarpifolia Griff.
- Quercus calliprinos Webb
- Quercus callosa Benth.
- Quercus calophylla Schltdl. & Cham.
- Quercus calycina Poir.
- Quercus camata Petz. & G. Kirchn.
- Quercus cambodiensis Hickel & A. Camus
- Quercus campanariensis Trel.
- Quercus camusae Trel. ex Hickel & A. Camus
- Quercus cana Steud.
- Quercus canariensis Willd.
- Quercus canbyi Trel.
- Quercus cancellata Trel.
- Quercus candicans Née
- Quercus candolleana Trel.
- Quercus canescens Blume
- Quercus cantala Roxb.
- Quercus cantleyana King ex Hook. f.
- Quercus caput-rivuli Ashe (pro hybr.)
- Quercus caraballoana Fern.-Vill.
- Quercus carduchorum K. Koch
- Quercus carlesii Hemsl.
- Quercus carmenensis C.H. Mull.
- Quercus carnerosana Trel.
- Quercus carolinae Skan
- Quercus carolineana Dippel
- Quercus carolinensis Münchh.
- Quercus carpatica Kit.
- Quercus carpenterii Riddell
- Quercus carpinea Kotschy ex A. DC.
- Quercus carpinifolia Raf.
- Quercus carpostachys H. Lév. & Vaniot
- Quercus cassura Buch.-Ham. ex D. Don
- Quercus castanea Née
- Quercus castaneifolia C.A. Mey.
- Quercus castanicarpa Roxb.
- Quercus castanoides Vuk.
- Quercus castanopsifolia Hayata
- Quercus castanopsis H. Lév.
- Quercus castellana Bosc ex Pers.
- Quercus castellarnauiana Vidal
- Quercus catahoulaensis Daghlian & Crepet
- Quercus catalaunica Gand.
- Quercus catesbaei Michx.
- Quercus cathayana Seemen
- Quercus catungea Buch.-Ham. ex D. Don
- Quercus caudata Lindl. ex Wall.
- Quercus caudatifolia Merr.
- Quercus caudatilimba Merr.
- Quercus caudicans Née
- Quercus cavaleriei H. Lév. & Vaniot
- Quercus cedrorum Kotschy
- Quercus cedrosensis C.H. Mull.
- Quercus celebica Miq.
- Quercus cenomanensis Desf. ex Endl.
- Quercus centralis Trel.
- Quercus cepifera H. Lév.
- Quercus cerifera Trel.
- Quercus ceripes Trel.
- Quercus cerridolepis O. Schwarz
- Quercus cerrifolia Villar
- Quercus cerris A. DC.
- Quercus chaberti Gand.
- Quercus chainolepis Kotschy ex A. DC.
- Quercus championii Benth.
- Quercus chapensis Hickel & A. Camus
- Quercus chapmanii Sarg.
- Quercus charcasana Trel. ex A. Camus
- Quercus chartacea Trel.
- Quercus chasei McMinn
- Quercus chenii Nakai
- Quercus chesosensis (Sarg.) C.H. Mull.
- Quercus chevalieri Hickel & A. Camus
- Quercus chiantlensis Liebm.
- Quercus chiapasensis Trel.
- Quercus chicamolensis Trel.
- Quercus chichavacana Trel.
- Quercus chihuahuensis Trel.
- Quercus chimaltenangana Trel.
- Quercus chinantlensis Liebm.
- Quercus chincapin (F. Michx.) Raf.
- Quercus chinensis Abel
- Quercus chingii F.P. Metcalf
- Quercus chingsiensis Y.T. Chang
- Quercus chinquapin Pursh
- Quercus chiquihuitillonis Trel.
- Quercus chrysocalyx Hickel & A. Camus
- Quercus chrysolepis Liebm.
- Quercus chrysophylla Bonpl.
- Quercus chrysophyllus Kellogg
- Quercus chrysotricha A. Camus
- Quercus chuhuichupensis C.H. Mull.
- Quercus chungii F.P. Metcalf
- Quercus chymodon Gand.
- Quercus chymophylla Gand.
- Quercus ciliaris C.C. Huang & Y.T. Chang
- Quercus cinerea Michx.
- Quercus cinnamomea Trel.
- Quercus cintrana Welw. ex Nyman
- Quercus circinata Née
- Quercus circummontana Trel.
- Quercus cistetorum Gand.
- Quercus citrifolia Liebm.
- Quercus classinervia A. DC.
- Quercus clathrata Seemen
- Quercus cleistocarpa Seemen
- Quercus clementiana King ex Hook. f.
- Quercus clementis Merr.
- Quercus clivia Dehnh. ex Pasq.
- Quercus clivicola Trel. & C.H. Mull.
- Quercus coahuilensis Nixon & C.H. Mull.
- Quercus coccifera L.
- Quercus cocciferoides Hand.-Mazz.
- Quercus coccinata Trel.
- Quercus coccinea Münchh.
- Quercus coccolobifolia Trel.
- Quercus coffeicolor Trel.
- Quercus colchica Czeczott
- Quercus colimae Trel.
- Quercus collettii King
- Quercus collina Schleich. ex Endl.
- Quercus collivaga Gand.
- Quercus colombiana Cuatrec.
- Quercus columbaria Vuk.
- Quercus comasaguana Trel.
- Quercus comayaguana Trel.
- Quercus commiserata Gand.
- Quercus commutata Liebm.
- Quercus companoana Vidal
- Quercus compta Seemen
- Quercus comptoniifolia K. Koch
- Quercus comusiae Trel. ex Hickel & A. Camus
- Quercus concentrica Blanco
- Quercus concordia K. Koch
- Quercus condensata Schur
- Quercus conduplicans Chun
- Quercus conferta (Kit.) Vuk.
- Quercus confertifolia Bonpl.
- Quercus conformis Gand.
- Quercus confragosa King ex Hook. f.
- Quercus confusa Wooton & Standl.
- Quercus congesta C. Presl
- Quercus conglomerata Pers.
- Quercus conjugens Trel.
- Quercus conobalana Gand.
- Quercus conocarpa Náves ex Fern.-Vill.
- Quercus consobrina Kotschy ex A. DC.
- Quercus consociata Trel.
- Quercus conspersa Benth.
- Quercus convallata Trel.
- Quercus conzattii Trel.
- Quercus cookii Loudon
- Quercus cooperta Blanco
- Quercus copelandii Elmer
- Quercus copeyensis C.H. Mull.
- Quercus cordata M. Martens & Galeotti
- Quercus cordifolia Trel.
- Quercus coreana Nakai
- Quercus coriacea Bechst.
- Quercus coriascens Gand.
- Quercus coriifolia Vuk.
- Quercus cornea Lour.
- Quercus cornelius-mulleri Nixon & K.P. Steele
- Quercus coronensis Schur
- Quercus correpta Trel.
- Quercus corrugata Hook.
- Quercus cortesii Liebm.
- Quercus corticosa Raf.
- Quercus corymbifolia Ehrenb. ex Boiss.
- Quercus costaricensis Liebm.
- Quercus costata Blume
- Quercus crassifolia Benth.
- Quercus crassilamellata A. Camus
- Quercus crassinervia Blume
- Quercus crassipes Bonpl.
- Quercus crassipocula Torr.
- Quercus crassiuscula Gand.
- Quercus crassivenosa Trel.
- Quercus crenata Lam.
- Quercus crenatifolia Trel.
- Quercus crenifolia Gand.
- Quercus cretensis Lam. ex Steud.
- Quercus cretica Bald.
- Quercus crinita Lam.
- Quercus crispa K. Koch
- Quercus crispata Steven
- Quercus crispifolia Trel.
- Quercus crispipilis Trel.
- Quercus crispula Blume
- Quercus crispulimonmgolica Nakai
- Quercus croatica Gand.
- Quercus cryptoneuron H. Lév.
- Quercus cuajimalpana Trel.
- Quercus cualensis L.M. González
- Quercus cubana A. Rich.
- Quercus cuneata Wangenh.
- Quercus cuneifolia Raf.
- Quercus cunisecta Borbás
- Quercus cupaniana Guss.
- Quercus cuprea K. Koch
- Quercus cupreata Trel. & C.H. Mull.
- Quercus cupressoides K. Koch
- Quercus cupulatus Gilib.
- Quercus curranii Merr.
- Quercus curtisii King ex Hook. f.
- Quercus cuspidata Thunb. ex Murray
- Quercus cyclobalanoides Trel.
- Quercus cyclophora Endl.
- Quercus cyclophylla Welw. ex Nyman
- Quercus cylindracea Guss. ex Parl.
- Quercus cypri Kotschy ex A. DC.
- Quercus cypria Jaub. & Spach
- Quercus cyrtocarpa Drake
- Quercus cyrtopoda Miq.
- Quercus cyrtorhyncha Miq.
- Quercus dacica Gand.
- Quercus daichangensis A. Camus
- Quercus daimingshanensis (S. Lee) C.C. Huang
- Quercus daimio K. Koch
- Quercus dalbertisii F. Muell.
- Quercus dalechampii Ten.
- Quercus dankiaensis A. Camus
- Quercus danubialis Gand.
- Quercus daphnoidea Blume
- Quercus dasystachya Miq.
- Quercus davidsoniae Standl.
- Quercus dawsonii Trel.
- Quercus dealbata Hook. f. & Thomson ex Miq.
- Quercus debaryana Warb.
- Quercus decipiens Behlen
- Quercus delavayi Franch.
- Quercus delicatula Chun & Tsiang
- Quercus deliquescens C.H. Mull.
- Quercus densiflora Hook. & Arn.
- Quercus densifolia Gand.
- Quercus dentata S. Watson
- Quercus dentatoides Liou
- Quercus dentosa Lindl. ex Wall.
- Quercus depressa Bonpl.
- Quercus depressipes Trel.
- Quercus derelicta Gand.
- Quercus derrumbaderoensis C.H. Mull.
- Quercus deserticola Trel.
- Quercus desiderabilis Gand.
- Quercus desiderabillis Gand.
- Quercus devia Goldman
- Quercus dielsiana Seemen
- Quercus diepenhorstii Miq.
- Quercus digitata Sudw.
- Quercus dilacerata Hickel & A. Camus
- Quercus dilatata A. Kern.
- Quercus dimidiens Gand.
- Quercus dinghuensis C.C. Huang
- Quercus dipsacina Kotschy ex A. DC.
- Quercus disciformis Chun & Tsiang
- Quercus discocarpa Hance
- Quercus discolor W.T. Aiton
- Quercus discredens Gand.
- Quercus dispar Chun & Tsiang
- Quercus dissecta K. Koch
- Quercus diversicolor Trel.
- Quercus diversifolia Née
- Quercus diversifrons Borbás
- Quercus djiringensis A. Camus
- Quercus dodonaeifolia Hayata
- Quercus doichangensis A. Camus
- Quercus dolichocarpa Seemen
- Quercus dolicholepis A. Camus
- Quercus dolichopus E.F. Warb.
- Quercus dolichostyla A. Camus
- Quercus donarium Nakai
- Quercus dongfangensis C.C. Huang, F.W. Xing & Ze X.Li
- Quercus donnaiensis A. Camus
- Quercus donnell-smithii Trel.
- Quercus douglasii Hook. & Arn.
- Quercus druidica Gand.
- Quercus drumensis Gand.
- Quercus drummondii Liebm.
- Quercus dshorochensis K. Koch
- Quercus dubia Lindl. ex Wall.
- Quercus dugesii A. Nelson
- Quercus dumetorum Gand.
- Quercus dumosa Nutt.
- Quercus dunniana H. Lév.
- Quercus dunnii Kellogg ex Curran
- Quercus durandii Buckley
- Quercus durangensis Trel.
- Quercus durata Jeps.
- Quercus duratifolia C.H. Mull.
- Quercus duraznillo Trel.
- Quercus durifolia Seemen
- Quercus durinus Raf.
- Quercus dussaudii Hickel & A. Camus
- Quercus dysophylla Benth.
- Quercus eastwoodiae Rydb.
- Quercus eboracensis Gand.
- Quercus echinacea Torr.
- Quercus echinata A. DC.
- Quercus echinifera Merr.
- Quercus echinoides R. Br. ter
- Quercus edithiae Skan
- Quercus eduardii Trel.
- Quercus edulis Makino
- Quercus edwardsiae C.H. Mull.
- Quercus ehrenbergii Kotschy
- Quercus eichleri Wenz.
- Quercus elaeagnifolia Seemen
- Quercus elegans Blume
- Quercus elegantula Gand.
- Quercus elephantum Hance
- Quercus elevaticostata (Q.F. Zheng) C.C. Huang
- Quercus elizabethae Tutcher
- Quercus elizabethiae Tutcher
- Quercus elliottii Wilbur
- Quercus ellipsoidalis E.J. Hill
- Quercus ellipsoidea Jord.
- Quercus elliptica Née
- Quercus elmeri Merr.
- Quercus elongata Muhl.
- Quercus emarginulata Gand.
- Quercus eminens Gand.
- Quercus emoryi Porter & J.M. Coult.
- Quercus encleisocarpa Korth.
- Quercus endemica C.H. Mull.
- Quercus endlichiana Trel.
- Quercus endresii Trel.
- Quercus engelmannii Greene
- Quercus engleriana Seemen
- Quercus epileuca Trel.
- Quercus erioclada A. Camus
- Quercus errans Trel.
- Quercus erubescens Trel.
- Quercus erucifolia Steven
- Quercus erythrochlamys Gand.
- Quercus erythrolepis (Vuk.) Vuk.
- Quercus erythroneura Vuk.
- Quercus esculenta K. Koch
- Quercus esculiformis O. Schwarz
- Quercus esculus Pollini
- Quercus esesmilensis Tucker & C.H. Mull.
- Quercus esperanzae Trel.
- Quercus esthonica Gand.
- Quercus estremadurensis O. Schwarz
- Quercus ettingeri Vuk.
- Quercus eubioca Papioann.
- Quercus eugeniifolia Liebm.
- Quercus eumorpha Kurz
- Quercus ewyckii Korth.
- Quercus exaristata Trel.
- Quercus excelsa Liebm.
- Quercus expansa Poir.
- Quercus extensa (Schur) Schur
- Quercus eyrei Champ. ex Benth.
- Quercus faberi Hance
- Quercus fabrei Hance
- Quercus fagifolia K. Koch
- Quercus fagiformis Jungh.
- Quercus faginea Lam.
- Quercus falcata Michx.
- Quercus falconeri Kurz
- Quercus falkenbergensis Booth ex Loudon
- Quercus fallax Gand.
- Quercus fargesii Franch.
- Quercus farinosa Vuk.
- Quercus farinulenta Hance
- Quercus farnetto Ten.
- Quercus fastigiata Lam.
- Quercus felipensis Trel.
- Quercus femina Mill.
- Quercus fenchengensis H.Wei Jen & L.M. Wang
- Quercus fendleri Liebm.
- Quercus fenestrata Roxb.
- Quercus fennessii A. DC.
- Quercus fenzeliana (A. Camus) Merr.
- Quercus fenzlii Kotschy
- Quercus fernandezii Vidal
- Quercus ferox Roxb.
- Quercus ferruginea F. Michx.
- Quercus filicifolia A. DC.
- Quercus filiformis C.H. Mull.
- Quercus filipendula Schloss. & Vuk.
- Quercus fimbriata Chun & C.C. Huang
- Quercus fissa Champ. ex Benth.
- Quercus flagellifera Trel.
- Quercus flava Née ex Spreng.
- Quercus flavescens Hickel & I. Csapody
- Quercus flavida Liebm.
- Quercus fleuryi Hickel & A. Camus
- Quercus floccosa Liebm.
- Quercus flocculenta C.H. Mull.
- Quercus floribunda Lindl. ex A. Camus
- Quercus foemida Mill.
- Quercus fokienensis Nakai
- Quercus fooningensis Hu & W.C. Cheng
- Quercus fordiana Hemsl.
- Quercus fordii (Loudon) Carr
- Quercus formosana Skan
- Quercus fournieri Trel.
- Quercus fragifera Franch.
- Quercus fragnus A. Longo
- Quercus frainetto Ten.
- Quercus franchetiana H. Lév.
- Quercus franchetii Skan
- Quercus frondosa Mill.
- Quercus fructipendula Schrank
- Quercus fructiseptata A. Camus
- Quercus frutetorum Gand.
- Quercus frutex Trel.
- Quercus fruticosa Brot.
- Quercus fuhsingensis Y.T. Chang
- Quercus fuliginosa Chun & W.C. Ko
- Quercus fulva Liebm.
- Quercus fulvescens Kellogg
- Quercus fulviseriacus (Y.C. Hsu & D.M. Wang) Govaerts
- Quercus fulvisericeous (Y.C. Hsu & D.M. Wang) Z.K. Zhou
- Quercus funebris Lév. ex Nakai
- Quercus furfuracea Liebm.
- Quercus fusca Raf.
- Quercus fusiformis Small
- Quercus gaharuensis Soepadmo
- Quercus galeanensis C.H. Mull.
- Quercus galeottii M. Martens
- Quercus gallica Gand.
- Quercus gambelii Liebm.
- Quercus gambellii Liebm.
- Quercus gambleana A. Camus
- Quercus garrettiana Craib
- Quercus garryana Douglas ex Hook.
- Quercus geltowiensis K. Koch
- Quercus gemelliflora Blume
- Quercus geminata Small
- Quercus gemmata Trel.
- Quercus genabii K. Koch
- Quercus gentryi C.H. Mull.
- Quercus georgiana M.A. Curtis
- Quercus germana Schltdl. & Cham.
- Quercus germanica Lasch
- Quercus ghiesbreghtii M. Martens & Galeotti
- Quercus gibraltarica K. Koch
- Quercus gilliana Rehder & E.H. Wilson
- Quercus gilva Blume
- Quercus glaberrima Blume
- Quercus glabra Blanco
- Quercus glabrescens Benth.
- Quercus glabriculupa Barnett
- Quercus glabricupula Barnett
- Quercus glandulifera Blume
- Quercus glareosa Gand.
- Quercus glauca Bosc ex Loisel.
- Quercus glaucescens Bonpl.
- Quercus glaucina Gand.
- Quercus glaucoides M. Martens & Galeotti
- Quercus glaucophylla Seemen
- Quercus globosa (T.P. Lin & T.S. Liu) J.C. Liao
- Quercus globularis Djav.-Khoie
- Quercus glomerata Roxb.
- Quercus glutinosa Blume
- Quercus goedelii Balansa & Kotschy ex A. DC.
- Quercus gomeziana A. Camus
- Quercus gonoloba Raf.
- Quercus gothica Gand.
- Quercus gracilenta Chun
- Quercus graciliformis C.H. Mull.
- Quercus gracilior C.H. Mull.
- Quercus gracilipes Miq.
- Quercus graciliramis C.H. Mull.
- Quercus gracilis (Rehder & E.H. Wilson) Wuzhi
- Quercus graeca Kotschy
- Quercus grahamii A. DC.
- Quercus gramuntia L.
- Quercus grandifolia D. Don
- Quercus grandifrons King ex Hook. f.
- Quercus grandis Gand.
- Quercus granitica Gand.
- Quercus granulata Raf.
- Quercus gravesii Sudw.
- Quercus grecescui Gand.
- Quercus greeneana Hansen
- Quercus greggii (A. DC.) Trel.
- Quercus griffithii Hook. f. & Thomson ex Miq.
- Quercus grisea Liebm.
- Quercus grisebachii Kotschy, Mattei & Bald.
- Quercus grosseserrata Blume
- Quercus guadelupensis Sarg.
- Quercus guajavifolia H. Lév.
- Quercus guatemalensis A. DC.
- Quercus guatimalensis A. DC.
- Quercus guayabalana Trel.
- Quercus gulielmi-treleasei C.H. Mull.
- Quercus gulliveri F. Muell.
- Quercus gunnisonii (Torr. & A. Gray) Rydb.
- Quercus guppyi F. Muell.
- Quercus gussonei (Borzí) Brullo
- Quercus guyavaefolia H. Lév.
- Quercus haas Kotschy
- Quercus haematophlebia Trel.
- Quercus haerens Gand.
- Quercus hahnii Trel.
- Quercus hainanensis Merr.
- Quercus hainanica (Chun & P.C. Tam ex Y.C. Hsu & H.Wei Jen) C.C. Huang & Y.T. Chang ex Govaerts & Frodin
- Quercus haliphlaeos Lam.
- Quercus halleiri Seemen
- Quercus halophila Gand.
- Quercus hancei Benth.
- Quercus handeliana A. Camus
- Quercus harlandii Hance ex Walp.
- Quercus harmsiana Trel.
- Quercus hartmanii Trel.
- Quercus hartwegii Benth.
- Quercus hartwissiana Steven
- Quercus hasseltii Korth. ex Miq.
- Quercus hastata Liebm.
- Quercus havardii Rydb.
- Quercus havilandii Stapf
- Quercus hedjazii Djav.-Khoie
- Quercus hefleriana A. DC.
- Quercus helferiana A. DC.
- Quercus heliciformis Seemen
- Quercus helvetica Gand.
- Quercus hemipteroides C.H. Mull.
- Quercus hemisphaerica W. Bartram ex Willd.
- Quercus hendersoniana A. Camus
- Quercus henryi Seemen
- Quercus hentzei Petz. & G. Kirchn.
- Quercus herculis Borbás
- Quercus heteroloba Raf.
- Quercus heterophylla A. DC.
- Quercus hiemalis Steven
- Quercus hilldebrandii (Hook. f.) A. Camus
- Quercus hillii Trel.
- Quercus himalayana Bahadur
- Quercus hinckleyi C.H. Mull.
- Quercus hindsiana Benth. ex Dippel
- Quercus hindsii Benth.
- Quercus hintonii E.F. Warb.
- Quercus hintoniorum Nixon & C.H. Mull.
- Quercus hirsutula Blume
- Quercus hirtifolia M.L.Vazquez, S. Valencia & Nixon
- Quercus hispanica Willk.
- Quercus hodginsii Lodd. ex Steud.
- Quercus hohenackeri Gand.
- Quercus hollickii C.K. Schneid.
- Quercus holosericea Blume
- Quercus hondae Makino
- Quercus hondurensis Trel.
- Quercus horizontalis Dippel
- Quercus horsfieldii Miq.
- Quercus houstoniana C.H. Mull.
- Quercus hsiensuii Chun & W.C. Ko
- Quercus hudsoniana Dippel
- Quercus hudsonianan Dippel
- Quercus huguetiana (Franco & G. López) Rivas Mart.
- Quercus hui Chun
- Quercus huitamalcana Trel.
- Quercus humboldtii Bonpl.
- Quercus humilis A. DC.
- Quercus humosa Blume
- Quercus hunanensis Hand.-Mazz.
- Quercus hungarica Hubeny
- Quercus hybrida Brot.
- Quercus hyemalis Steven
- Quercus hypargyrea (Seemen) C.C. Huang & Y.T. Chang
- Quercus hypochrysa Steven
- Quercus hypoleuca Engelm.
- Quercus hypoleucoides A. Camus
- Quercus hypophaea Hayata
- Quercus hypophlaeos Petz. & Kirchn.
- Quercus hypophoenicea Seemen
- Quercus hypoxantha Trel.
- Quercus hystrix Korth.
- Quercus iberica Steven ex M. Bieb.
- Quercus ibicis Kotschy ex A. DC.
- Quercus ichangensis Nakai ex A. Camus
- Quercus ichnusae Mossa, Bacch. & Brullo
- Quercus idonea Goldman
- Quercus ignaciensis C.H. Mull.
- Quercus ijamahoso Siebold ex Miq.
- Quercus ilex Albert
- Quercus ilexoides Raf.
- Quercus ilicifolia Koord. & Valeton ex Seemen
- Quercus ilicifolius Griff.
- Quercus ilicoides David
- Quercus iltisii L.M. González
- Quercus imbricaria Michx.
- Quercus imbricariaefolia Trel.
- Quercus imbricata Buch.-Ham. ex D. Don
- Quercus imeretina Stev. ex Woronow
- Quercus immodica Gand.
- Quercus imperialis Seemen
- Quercus implicata Gand.
- Quercus imponens Gand.
- Quercus impressa Trel.
- Quercus impressivena Hayata
- Quercus inaequalis Watelet
- Quercus incana W. Bartram
- Quercus incarnata Trel.
- Quercus incisa Steud.
- Quercus incrassata Trel.
- Quercus indica (J. Roxb. ex Lindl.) Drake
- Quercus indifferens Gand.
- Quercus induta Blume
- Quercus inermis Ehrenb. ex Kotschy
- Quercus infectoria Olivier
- Quercus infralutea Trel.
- Quercus innuncupata Trel.
- Quercus inopina Ashe
- Quercus inops Gand.
- Quercus insignis M. Martens & Galeotti
- Quercus insularis Borzí
- Quercus integrifolia Steud.
- Quercus intermedia M. Martens & Galeotti
- Quercus interruptella Gand.
- Quercus intricata Trel.
- Quercus invaginata Trel.
- Quercus inversa Lindl. & Paxton
- Quercus ipes HU
- Quercus irazuensis Kuntze
- Quercus iregularis Djav.-Khoie
- Quercus irregularis Djav.-Khoie
- Quercus irwinii Hance
- Quercus isodes Gand.
- Quercus iteaphylla Hance
- Quercus ithaburensis Decne. ex Decne.
- Quercus jacobi R. Br. ter
- Quercus jactata Gand.
- Quercus jacunda Gand.
- Quercus jahnii Simonk.
- Quercus jaliscensis Trel.
- Quercus jamabuwa Siebold ex Miq.
- Quercus jaralensis Trel.
- Quercus javanica (Blume) Drake
- Quercus javensis (Blume) Miq.
- Quercus jenkinsiana Benth. ex Hook. f.
- Quercus jenkinsii Benth.
- Quercus jenseniana Hand.-Mazz.
- Quercus jinpinensis (Y.C. Hsu & H.Wei Jen) C.C. Huang
- Quercus john-tuckeri Nixon & C.H. Mull.
- Quercus jonesii Trel.
- Quercus jordanae Villanueva
- Quercus juergensenii Liebm.
- Quercus juncta Gand.
- Quercus junghuhnii Miq.
- Quercus jurgensii A. DC.
- Quercus juvenilis Gand.
- Quercus kajan Miq.
- Quercus kamroopii D. Don
- Quercus kanehirai Nakai
- Quercus karduchorum K. Koch ex Dippel
- Quercus karwinskii Trel.
- Quercus kasaimok H. Lév. ex Nakai
- Quercus kassanogluanensis Kotschy
- Quercus kawakamii Hayata
- Quercus keizo-kishimae Yanagita
- Quercus kelloggii Newb.
- Quercus kerangasensis Soepadmo
- Quercus kerrii Craib
- Quercus kinabaluensis Soepadmo
- Quercus kingiana Craib
- Quercus kirinensis Nakai
- Quercus kiukiangensis (Y.T. Chang) Y.T. Chang
- Quercus knoblochii C.H. Mull.
- Quercus kochiana O. Schwarz
- Quercus kodaihoensis Hayata
- Quercus kongshanensis Y.C. Hsu & H.Wei Jen
- Quercus konishii Hayata
- Quercus kontumensis A. Camus
- Quercus koordersii Seemen
- Quercus koreana Nakai
- Quercus korthalsii Blume
- Quercus kotschyana O. Schwarz
- Quercus kouangsiensis A. Camus
- Quercus kovatsiana Gand.
- Quercus kozloviana Liou
- Quercus kozlowskyi Woronow ex Grossh.
- Quercus kunstleri King ex Hook. f.
- Quercus kunzei Gand.
- Quercus kurdica Wenz.
- Quercus kurzii Hance
- Quercus kusaiensis H. Lév. ex Rehder
- Quercus lacera Blume
- Quercus laceyi Small
- Quercus laciniata Lodd.
- Quercus lacinifolia Vuk.
- Quercus laciniosa Boreau
- Quercus laeta Liebm.
- Quercus laevigata Blume
- Quercus laevis Walter
- Quercus lamellata Roxb.
- Quercus lamelloides C.C. Huang
- Quercus lamellosa Sm.
- Quercus lampadaria (Gamble) Burkill
- Quercus lamponga Miq.
- Quercus lamprophyllos K. Koch
- Quercus lanata Sm.
- Quercus lanceifolia Roxb.
- Quercus lanceolata Bonpl.
- Quercus lancifolia Benth.
- Quercus lanciloba Gand.
- Quercus langbianensis Hickel & A. Camus
- Quercus langlassei Trel.
- Quercus lanigera M. Martens & Galeotti
- Quercus lanuginosa  Beck
- Quercus laotica A. Camus
- Quercus lappacea (Roxb.) Rehder
- Quercus lasistan Kotschy ex A. DC.
- Quercus latifida Gand.
- Quercus latifolia Steud.
- Quercus laurei Coutange
- Quercus laurifolia Michx.
- Quercus laurina Bonpl.
- Quercus lauterbachii Seemen
- Quercus laxa Liebm.
- Quercus laxiflora Lindl. ex Wall.
- Quercus lecomteana Trel.
- Quercus leiodermis Ashe
- Quercus leiophylla A. DC.
- Quercus lenticellata Barnett
- Quercus lentula Gand.
- Quercus lephrella Gand.
- Quercus lepidocarpa Hayata
- Quercus leptobalana Guss.
- Quercus leptobalanus Guss.
- Quercus leptocarpa Jord.
- Quercus leptocarpos Kotschy ex Boiss.
- Quercus leptogyne Korth.
- Quercus leptophylla Rydb.
- Quercus lesueurii C.H. Mull.
- Quercus leucifolia Schltdl. & Cham.
- Quercus leucocarpa Hook. f. & Thomson ex Wenz.
- Quercus leucoclada Gand.
- Quercus leucophylla (Ashe) Ashe
- Quercus leucotrichophora A. Camus
- Quercus lezermaniana Bosc ex Poir.
- Quercus liaoi C.F. Shen
- Quercus liaotungensis Koidz.
- Quercus libani Olivier
- Quercus liboensis Z.K. Zhou
- Quercus lichuanensis W.C. Cheng
- Quercus liebmannii Oerst. ex Trel.
- Quercus ligustica Gand.
- Quercus limitanea Gand.
- Quercus lindenii A. DC.
- Quercus lindleyana Wall. ex A. DC.
- Quercus lineata Blume
- Quercus linguifolia Liebm.
- Quercus lipacon Elmer
- Quercus listeri King ex Hook. f.
- Quercus litiginosa Gand.
- Quercus litigiosa Gand.
- Quercus litoralis Blume
- Quercus litorea Gand.
- Quercus litseifolia Hance
- Quercus litseoides Dunn
- Quercus llanosii A. DC.
- Quercus lobata Née
- Quercus lobbii (Hook. f. & Thomson ex Wenz.) A. Camus
- Quercus lobulata Solander in Smith & Abbot
- Quercus lodicosa O.E. Warb. & E.F. Warb.
- Quercus loeseneri Trel.
- Quercus longaeva Salisb.
- Quercus longearistata Gand.
- Quercus longicaudata Hayata
- Quercus longifolia Raf.
- Quercus longiglanda Torr. & Frém.
- Quercus longiglandis Vuk.
- Quercus longiglans Debeaux
- Quercus longinux Hayata
- Quercus longipedunculata Cariot & St.-Lag.
- Quercus longipes Hu
- Quercus longipetiolata Schur
- Quercus longispica (Hand.-Mazz.) A. Camus
- Quercus longistyla Barnett
- Quercus look Kotschy
- Quercus lorentii Hochst.
- Quercus lotungensis Chun & W.C. Ko
- Quercus louettii Dippel
- Quercus lourerii Hance
- Quercus lowii King
- Quercus lowilliamsii C.H. Mull.
- Quercus lucida Roxb.
- Quercus lucorum Vuk.
- Quercus ludens Gand.
- Quercus lugdunensis Gand.
- Quercus lunglingensis Hu
- Quercus lungmaiensis (Hu) C.C. Huang & Y.T. Chang
- Quercus lusitanica Lam.
- Quercus lutea Née
- Quercus lutescens M. Martens & Galeotti
- Quercus luzoniensis Merr.
- Quercus lyauteyi Sennen
- Quercus lycoperdon Skan
- Quercus lyoniifolia W.C. Cheng
- Quercus lyrata Spreng.
- Quercus mabesae Merr.
- Quercus maccormickii Carruth.
- Quercus macdonaldii Greene & Kellogg
- Quercus macdougallii Martínez
- Quercus macedonica A. DC.
- Quercus mackiana Hook.
- Quercus macranthera Fisch. & C.A. Mey. ex Hohen.
- Quercus macrobalana Gand.
- Quercus macrocalyx Hickel & A. Camus
- Quercus macrocarpa Michx.
- Quercus macrolepis Kotschy
- Quercus macroloba Gand.
- Quercus macrophylla Née
- Quercus macrostipulata Guss. ex Parl.
- Quercus macvaughii Spellenb.
- Quercus madritensis Gand.
- Quercus magistri Gand.
- Quercus magnifica Brandis
- Quercus magnoliifolia Née
- Quercus magnosquamata Djav.-Khoie
- Quercus maingayi Benth.
- Quercus mairei (Schottky) H. Lév.
- Quercus major (A. DC.) Trel.
- Quercus malacophylla (Schur) Schur
- Quercus malacotricha A. Camus
- Quercus malifolia Trel.
- Quercus malinaltepecana Trel.
- Quercus mandanensis Rydb.
- Quercus manzanillana Trel.
- Quercus mappacea Korth.
- Quercus marcetii Pau
- Quercus margarettiae (Ashe) Small
- Quercus marginata Blume
- Quercus marilandica Münchh.
- Quercus maritima (Michx.) Willd.
- Quercus marlipoensis Hu & W.C. Cheng
- Quercus marmarophila Gand.
- Quercus maroccana (Braun-Blanq. & Maire) Villar
- Quercus marshii C.H. Mull.
- Quercus martensiana Trel.
- Quercus martinezii C.H. Mull.
- Quercus marylandica Du Roi
- Quercus mas Thore
- Quercus massana Ehrenb. ex Wenz.
- Quercus matagalpana Trel.
- Quercus matasii C. Siebold
- Quercus mavcrophylla Miq.
- Quercus maxima (Marshall) Ashe
- Quercus mayor Trel.
- Quercus mazaura Balsamaki
- Quercus mcvaughii Spellenb.
- Quercus media Wooton & Standl.
- Quercus mediocris Gand.
- Quercus mediterranea Gand.
- Quercus megalobos Gand.
- Quercus megalocarpa A. Camus
- Quercus megas Gand.
- Quercus meihuashanensis (Q.F. Zheng) C.C. Huang
- Quercus mellifera Ocampo-Paus
- Quercus memorabilis Gand.
- Quercus menadoensis Koord.
- Quercus menesiensis Kit.
- Quercus meridionalis Gand.
- Quercus merkusii Endl.
- Quercus merrillii Seemen
- Quercus merrittii Merr.
- Quercus mespilifolia Wall. ex A. DC.
- Quercus mespilifolioides A. Camus
- Quercus messanensis Gand.
- Quercus mestensis Bondev & Gančev
- Quercus mesto Boiss.
- Quercus mexicana Benth.
- Quercus michauxii Nutt.
- Quercus microbalanos Boreau
- Quercus microcalyx Korth.
- Quercus microcarpa Lapeyr.
- Quercus microcarya Small
- Quercus microchlamys Jord.
- Quercus microlepis Trel. & C.H. Mull.
- Quercus microphylla Née
- Quercus miguelitensis Trel.
- Quercus milroyi Purkayastha
- Quercus minaae Lojac.
- Quercus minahassae Koord.
- Quercus mindanaensis Elmer
- Quercus minima (Sarg.) Small
- Quercus minnahassae Koord.
- Quercus minor (Marshall) Sarg.
- Quercus miqueliana Scheff.
- Quercus miquelliana Scheff.
- Quercus miquihuanensis Nixon & C.H. Mull.
- Quercus mirbeckii Durieu
- Quercus mississippiensis Ashe
- Quercus missouriensis (Sarg.) Ashe
- Quercus mitis Banks ex Lowe
- Quercus mixta A. DC.
- Quercus mixtecana Trel.
- Quercus miyabei Kawak. ex Hayata
- Quercus miyagii Koidz.
- Quercus moderata Gand.
- Quercus mohriana Buckley ex Rydb.
- Quercus molinae C.H. Mull.
- Quercus mollis Raf.
- Quercus molucca Blanco
- Quercus mongolica Fisch. ex Ledeb.
- Quercus mongolika Fisch. ex Ledeb.
- Quercus monimotricha Hand.-Mazz.
- Quercus monnula Y.C. Hsu & H.Wei Jen
- Quercus monorensis Simonk.
- Quercus monserratensis C.H. Mull.
- Quercus montana Willd.
- Quercus monterreyensis Trel. & C.H. Mull.
- Quercus monticola King
- Quercus montivaga Gand.
- Quercus montserratensis (Svent. & Marcet) Svent. & Marcet
- Quercus moravica Gand.
- Quercus moreliana Trel.
- Quercus morii Hayata
- Quercus motuoensis C.C. Huang
- Quercus moulei Hance
- Quercus moultonensis Ashe
- Quercus mucronata Willd.
- Quercus muehlenbergii Engelm.
- Quercus muhlenbergii Engelm.
- Quercus muliensis Hu
- Quercus mulleri Martínez
- Quercus multinervis (W.C. Cheng & T. Hong) J.Q. Li
- Quercus muricata Paláu ex Willk. & Lange
- Quercus myricifolia Hu & W.C. Cheng
- Quercus myrsinifolia Blume
- Quercus myrtifolia Willd.
- Quercus naiadarum Hance
- Quercus nana Willd.
- Quercus nanchuanica C.C. Huang
- Quercus nantoensis Hayata
- Quercus nara A. DC.
- Quercus nariakii Hayata
- Quercus natalis Gand.
- Quercus neaei Liebm.
- Quercus nebulosa Gand.
- Quercus nectandrifolia Liebm.
- Quercus neglecta (Schottky) Koidz.
- Quercus nemoralis Chun
- Quercus neoashei Bush
- Quercus neoglandulifera Nakai
- Quercus neoglandulosa Nakai
- Quercus neoplatyphylla A. Camus
- Quercus neostuxbergii Koidz.
- Quercus neotuxbergii Koidz.
- Quercus nepaulensis Desf.
- Quercus neriifolia Seemen
- Quercus nescensis Gand.
- Quercus neurophylla Miq.
- Quercus nicotrae Lojac.
- Quercus niewenhuisii Seemen
- Quercus nigra L.
- Quercus nigrescens Raf.
- Quercus nigricans K. Koch
- Quercus nigrirhachis Trel.
- Quercus ningangensis (W.C. Cheng & Y.C. Hsu) C.C. Huang
- Quercus ningqiangensis S.Z. Qu'& W.H. Zhang
- Quercus nipponica Koidz.
- Quercus nitens M. Martens & Galeotti
- Quercus nitescens Rydb.
- Quercus nitida Raf.
- Quercus nitidissima Trel.
- Quercus nitidula Gand.
- Quercus nivea King
- Quercus nixoniana S. Valencia & Lozada-Pérez
- Quercus nobilis K. Koch
- Quercus nordafricana Villar
- Quercus noultonensis Ashe
- Quercus novi-orleani Petzold & Kirchner
- Quercus noviorleani Petz. & G. Kirchn.
- Quercus novomexicana (A. DC.) Rydb.
- Quercus nubium Hand.-Mazz.
- Quercus nudinervis Liebm.
- Quercus numantina Ceballos & Vicioso
- Quercus nuttallii E.J. Palmer
- Quercus oajacana Liebm.
- Quercus obconicus Y.C. Hsu ex Z.K. Zhou
- Quercus obliquinervia Merr.
- Quercus oblita Gand.
- Quercus oblonga K. Koch
- Quercus oblongata Gand.
- Quercus oblongifolia Torr.
- Quercus obovalifolia E. Fourn. ex Trel.
- Quercus obovata Bunge
- Quercus obovatifolia C.C. Huang
- Quercus obscura Seemen
- Quercus obscurirhachis Trel.
- Quercus obtecta Poir.
- Quercus obtenta Gand.
- Quercus obtusa (Willd.) Pursh
- Quercus obtusanthera Trel.
- Quercus obtusata Bonpl.
- Quercus obtusifolia D. Don
- Quercus obtusiloba Michx.
- Quercus obtusissima Gand.
- Quercus obtusiuscula Gand.
- Quercus occidentalis Gay
- Quercus ochracea (Schottky) Merr.
- Quercus ochroesthes E.F. Warb.
- Quercus ocoteaefolia Liebm.
- Quercus ocreata Jungh. ex Miq.
- Quercus oelandica Gand.
- Quercus oerstediana R. Br. ter
- Quercus oglethorpensis W.H. Duncan
- Quercus oidocarpa Korth.
- Quercus oleoides Schltdl. & Cham.
- Quercus oligodes Raf.
- Quercus oligodonta Saporta
- Quercus oligoneura Korth.
- Quercus olivaeformis F. Michx.
- Quercus olla Kurz
- Quercus omalokos Korth.
- Quercus omissa A. DC.
- Quercus oocarpa Liebm.
- Quercus oogyne Miq.
- Quercus oophora Kotschy
- Quercus opaca Trel.
- Quercus ophiosquamata Djav.-Khoie
- Quercus orbiculata Trel.
- Quercus orizabae Liebm.
- Quercus orocantabrica Rivas Mart. & al.
- Quercus ostryifolia Borbás
- Quercus ovalifolia Bosc ex Pers.
- Quercus ovalis Blanco
- Quercus ovandensis Matuda
- Quercus ovicarpa Djav.-Khoie
- Quercus ovigera Jord.
- Quercus oxyadenia Torr.
- Quercus oxybalanos Gand.
- Quercus oxycarpa Raddi
- Quercus oxyloba (Franch.) Liou
- Quercus oxyodon Miq.
- Quercus oxyphylla (E.H. Wilson) Hand.-Mazz.
- Quercus oxyrhyncha Miq.
- Quercus pablillensis C.H. Mull.
- Quercus pacayana C.H. Mull.
- Quercus pachucana Zav.-Chav.
- Quercus pachyloma Seemen
- Quercus pachyphylla Kurz
- Quercus pacifica Nixon & C.H. Mull.
- Quercus pagoda Raf.
- Quercus pagodifolia (Elliott) Ashe
- Quercus paillotii Gand.
- Quercus palaestina Kotschy
- Quercus paleacea Desf.
- Quercus pallescens Trel.
- Quercus pallida Blume
- Quercus pallidifolia C.H. Mull.
- Quercus palmata Vuk.
- Quercus palmeri Engelm.
- Quercus paludosa Petzh. & G. Kirchn.
- Quercus palustris Münchh.
- Quercus panamandinaea C.H. Mull.
- Quercus pandurata Bonpl.
- Quercus panduriformis Trel.
- Quercus pannonica Endl.
- Quercus pannosa Hand.-Mazz.
- Quercus pannosifolia C.H. Mull.
- Quercus paohanii Chun & Tsiang
- Quercus parmenteria Mutel
- Quercus partita Gand.
- Quercus parvifolia Benth. ex Ettingsh.
- Quercus parviglans Trel.
- Quercus parvula Greene
- Quercus patelliformis Chun
- Quercus patkoiensis A. Camus
- Quercus patula Hansen
- Quercus paucicrenata Gand.
- Quercus paucidentata Franch. ex Nakai
- Quercus paucilamellosa A. DC.
- Quercus pauciloba Rydb.
- Quercus pauciradiata Penas & al.
- Quercus paxtalensis C.H. Mull.
- Quercus peckiana Riddell
- Quercus pectinata K. Koch
- Quercus pedemontana Colla
- Quercus peduncularis Née
- Quercus pedunculata Hoffm.
- Quercus pedunculiflora K. Koch
- Quercus penangensis Miq.
- Quercus pendula (Neill) Lodd.
- Quercus pendulina Kit.
- Quercus peninsularis Trel.
- Quercus penndulina Kit.
- Quercus pennivenia Trel.
- Quercus pentacycla Y.T. Chang
- Quercus peradifolia E.F. Warb.
- Quercus peraffinis Gand.
- Quercus percoriacea Soepadmo
- Quercus perpallida Trel.
- Quercus perseifolia Liebm.
- Quercus persica Jaub. & Spach
- Quercus pertessellata Trel.
- Quercus petelotii A. Camus
- Quercus petiolaris Benth.
- Quercus petiolata (Trel.) A.E. Murray
- Quercus petraea (Matt.) Liebl.
- Quercus petropolitana Gand.
- Quercus pfaeffingeri Kotschy
- Quercus phanera Chun
- Quercus phellodrys Link ex Steud.
- Quercus phellos L.
- Quercus philippinensis A. DC.
- Quercus phillyraeoides A. Gray
- Quercus phthiotica Gand.
- Quercus phullata Buch.-Ham. ex D. Don
- Quercus pichleri Beck
- Quercus picta Hand.-Mazz.
- Quercus pilarius Trel.
- Quercus pileata Hu & W.C. Cheng
- Quercus pilgeriana Seemen
- Quercus pilicaulis Trel.
- Quercus pillyraeoides A. Gray
- Quercus pilosa (Schur) Simonk.
- Quercus pilosula Gand.
- Quercus pinalensis Trel.
- Quercus pinanga Blume
- Quercus pinatubensis Elmer
- Quercus pinbianense (Y.C. Hsu & H.Wei Jen) C.C. Huang & Y.T. Chang
- Quercus pinbianensis (Y.C. Hsu & H.Wei Jen) C.C. Huang & Y.T. Chang
- Quercus pinfaensis H. Lév.
- Quercus pinnatifida C.C. Gmel.
- Quercus pinnatiloba K. Koch
- Quercus pinnatipartita (Boiss.) O. Schwarz
- Quercus pinnativenulosa C.H. Mull.
- Quercus pisiformis Small
- Quercus placentaria Blume
- Quercus planipocula Trel.
- Quercus platanoides (Lam.) Sudw.
- Quercus platycalyx Hickel & A. Camus
- Quercus platycarpa Blume
- Quercus platychlamys Gand.
- Quercus platyphylla E.F. Warb.
- Quercus plebeia Gand.
- Quercus plumbea Blume
- Quercus pluriceps Gand.
- Quercus poculifer Trel.
- Quercus poculiformis Seemen
- Quercus poilanei Hickel & A. Camus
- Quercus pollardiana Axelrod
- Quercus polyantha Lindl. ex Wall.
- Quercus polycarpa Schur
- Quercus polycarpos Kotschy ex A. DC.
- Quercus polyloba Gand.
- Quercus polymorpha Schltdl. & Cham.
- Quercus polynervata Djav.-Khoie
- Quercus polyneura Miq.
- Quercus pontica C. Koch & K. Koch
- Quercus porphyrogenita Trel.
- Quercus porriginosa Trel.
- Quercus potosina Trel.
- Quercus praeco Trel.
- Quercus praineana Trel.
- Quercus prainiana H. Lév.
- Quercus prasina Pers.
- Quercus pricei Sudw.
- Quercus pringlei Seemen
- Quercus prinodes Voigt
- Quercus prinoides Willd.
- Quercus prinopsis Trel.
- Quercus productipes Trel.
- Quercus provincialis Gand.
- Quercus proximella Gand.
- Quercus pruinosa Blume
- Quercus pseudoaegilopsis Petz. & G. Kirchn.
- Quercus pseudoannulata Blume
- Quercus pseudocerris Boiss.
- Quercus pseudococcifera Desf.
- Quercus pseudocornea A. Chev.
- Quercus pseudocrispata A. Camus
- Quercus pseudodentata Uyeki
- Quercus pseudoglauca H. Lév. ex Nakai
- Quercus pseudoilex Chatin
- Quercus pseudomolucca Blume
- Quercus pseudomyrsinifolia Hayata
- Quercus pseudopedunculata Vuk.
- Quercus pseudorigida Kotschy ex A. Camus
- Quercus pseudoschorochensis Boiss.
- Quercus pseudosemecarpifolia A. Camus
- Quercus pseudoserrata Liou
- Quercus pseudosessilis Schur
- Quercus pseudotscharakensis Kotschy ex A. DC.
- Quercus pseudoverticillata Soepadmo
- Quercus pubens Kotschy ex Wenz.
- Quercus puberula O. Schwarz
- Quercus pubescens Willd.
- Quercus pubinervis M. Martens & Galeotti
- Quercus pulchella Bonpl.
- Quercus pulchra King
- Quercus pulverulenta K. Koch
- Quercus pumila Walter
- Quercus pungens Liebm.
- Quercus purpurea Lodd. ex Loudon
- Quercus purpusii Trel.
- Quercus purulhana Trel.
- Quercus pusilla Vuk.
- Quercus pygmaea (Sarg.) Ashe
- Quercus pyrami Kotschy
- Quercus pyramidalis C.C. Gmel.
- Quercus pyrenaica Steven
- Quercus pyrifolia Blume
- Quercus pyriformis Seemen
- Quercus quadrans Gand.
- Quercus quaerens Gand.
- Quercus quaesita Gand.
- Quercus quangtriensis Hickel & A. Camus
- Quercus quelpaertensis H. Lév. ex Nakai
- Quercus quexigo Cook ex Willk. & Lange
- Quercus quinqueloba (A. DC.) Engelm.
- Quercus racemosa Jack
- Quercus radiata Trel.
- Quercus radlkoferiana Trel.
- Quercus ragnal Lodd. ex Loudon
- Quercus raineri Berenger ex Pritz.
- Quercus rajah Hance
- Quercus ramosa Dippel
- Quercus ramsbottomii Camus
- Quercus randaiensis Hayata
- Quercus ransomii Kellogg
- Quercus rapurahuensis Pittier ex Seemen
- Quercus rassa Miq.
- Quercus ravenscroftiana A. Murray
- Quercus raynal K. Koch
- Quercus recondita Gand.
- Quercus recurvans Kotschy ex A. DC.
- Quercus recurvisquamosa St.-Lag.
- Quercus redux Gand.
- Quercus reevesii Trel.
- Quercus reflexa King ex Hook. f.
- Quercus regalis Burnett & Endl.
- Quercus regia Lindl.
- Quercus rehderi Trel.
- Quercus rehderiana Hand.-Mazz.
- Quercus reinwardtii Drake
- Quercus rekonis Trel.
- Quercus remotiuscula Gand.
- Quercus repanda Benth.
- Quercus repandifolia J.C. Liao
- Quercus resinifera A. Chev.
- Quercus resinosa Liebm.
- Quercus reticulata Bonpl.
- Quercus retusa Liebm.
- Quercus reversa Benth.
- Quercus revoluta Trel.
- Quercus rex Hemsl.
- Quercus rhamnifolia Miq.
- Quercus rhioensis Hance
- Quercus rhodopaea Velen.
- Quercus rhodophlebia Trel.
- Quercus rhombica Sarg.
- Quercus rhombifolia Riddell
- Quercus rhombocarpa Hayata
- Quercus rhysophylla Weath.
- Quercus richardii Bosc
- Quercus rigida K. Koch ex A. DC.
- Quercus rineharticena Hansen
- Quercus rizalensis Merr.
- Quercus robinsonii Merr.
- Quercus robur L.
- Quercus robusta C.H. Mull.
- Quercus rolfsii Small
- Quercus romanica Gand.
- Quercus rosacea Bechst.
- Quercus rosei Trel.
- Quercus roseovenulosa Trel.
- Quercus rossica Gand.
- Quercus rossii Trel.
- Quercus rostanii Gand.
- Quercus rostrata Vuk.
- Quercus rotundata Blume
- Quercus rotundifolia Lam.
- Quercus roxburghii Endl.
- Quercus rubens Petz. & G. Kirchn.
- Quercus rubescens Trel.
- Quercus rubicunda Dippel
- Quercus rubra L.
- Quercus rubramenta Trel.
- Quercus rufa Seemen
- Quercus rufescens Hook. f. & Thomson ex Hook. f.
- Quercus rugosa Née
- Quercus rugulosa M. Martens & Galeotti
- Quercus rumelica Griseb. & Schrenk
- Quercus runcinatifolia Trel. & C.H. Mull.
- Quercus rupestris Hickel & A. Camus
- Quercus rydbergiana Cockerell
- Quercus rysophylla Weath.
- Quercus sacame Trel.
- Quercus sada Mast.
- Quercus sadleriana R. Br. ter
- Quercus sagata E.F. Warb.
- Quercus sagraeana Nutt.
- Quercus saii Djav.-Khoie
- Quercus salicifolia Née
- Quercus salicina Benth.
- Quercus saltillensis Trel.
- Quercus salvadorensis Trel.
- Quercus salzmanniana (Webb) Cout.
- Quercus sanchez-colinii Martínez
- Quercus sancta Gand.
- Quercus sansabeana Buckley
- Quercus santaclarensis C.H. Mull.
- Quercus sapotifolia Liebm.
- Quercus saravanensis A. Camus
- Quercus sarcolepis Gand.
- Quercus sardoa Gand.
- Quercus sartorii Botteri, M. ex A. DC.
- Quercus sasakii Kaneh.
- Quercus sauteri Gand.
- Quercus scandica Gand.
- Quercus schenckiana Trel.
- Quercus scherzeri Trel.
- Quercus schippii Standl.
- Quercus schlosseriana Gand.
- Quercus schneckii Britton
- Quercus schochiana Dieck. Ex E. J. Palmer
- Quercus schottkyana Rehder & E.H. Wilson
- Quercus schultzei Trel.
- Quercus schulzei (Vuk.) Vuk.
- Quercus scleradentata Djav.-Khoie
- Quercus sclerophylla Lindl.
- Quercus scolopendrifolia K. Koch
- Quercus scortechinii King ex Hook. f.
- Quercus scotica Gand.
- Quercus scyphigera Hance
- Quercus scythica Gand.
- Quercus scytophylla Liebm.
- Quercus sebifera Trel.
- Quercus secondatii Steud.
- Quercus sectifolia Vukić.
- Quercus sedrosensis C.H. Mull.
- Quercus seemannii Liebm.
- Quercus segoviensis Liebm.
- Quercus seibertii C.H. Mull.
- Quercus seleri Trel.
- Quercus semecarpifolia Sm.
- Quercus semilanguinosa Borbás
- Quercus semipinnata Gand.
- Quercus semiserrata Roxburgh
- Quercus semiserratoides (Y.C. Hsu & H.Wei Jen) C.C. Huang & Y.T. Chang
- Quercus sempervirens Mill.
- Quercus senescens Hand.-Mazz.
- Quercus sennenii O. Schwarz
- Quercus sentenelensis C.H. Mull.
- Quercus serbica Gand.
- Quercus sericea Scheff.
- Quercus serra Unger
- Quercus serrata Murray
- Quercus serratifolia Benth. ex Petzh. & Kirchn.
- Quercus serrulata Trel.
- Quercus sessiliflora Salisb.
- Quercus sessilifolia Blume
- Quercus sessilis Ehrh.
- Quercus setifera T. Moore
- Quercus setulosa Hickel & A. Camus
- Quercus severnensis E.W. Berry
- Quercus shangxiensis Z.K. Zhou
- Quercus shanxiensis (S.Z. Qu'& W.H. Zhang) Z.K.Zhou
- Quercus shennongii C.C. Huang & S.H. Fu
- Quercus shingjenensis Y.T. Chang
- Quercus shirlingi
- Quercus shrevei C.H. Mull.
- Quercus shumardii Buckley
- Quercus sibthorpii Kotschy ex Boiss.
- Quercus sichourensis (Hu) C.C. Huang & Y.T. Chang
- Quercus sicula Borzí
- Quercus sideroxyla Bonpl.
- Quercus sieboldiana Blume
- Quercus sieboldii Dippel
- Quercus sierramadrensis C.H. Mull.
- Quercus siguatepequeana Trel.
- Quercus sillae Trel.
- Quercus siltepecana Matuda
- Quercus silvicolarum Hance
- Quercus similata Gand.
- Quercus similis Ashe
- Quercus simillima Trel.
- Quercus singtavanensis A. Camus
- Quercus singuliflora A. Camus
- Quercus sinii Chun
- Quercus sintenisiana O. Schwarz
- Quercus sinuata Martin-Donos & Timb.-Lagr.
- Quercus sipuraca Trel.
- Quercus sirokasi Siebold
- Quercus skaniana Dunn
- Quercus skinneri Benth.
- Quercus skutchii Trel.
- Quercus slavica Gand.
- Quercus slavonica Kit. ex Borbás
- Quercus slavorum Gand.
- Quercus smilax L.
- Quercus soleriana Vidal
- Quercus sonchifolia Booth ex Petz. & Kirchn.
- Quercus sonomensis A. DC.
- Quercus sootepensis Craib
- Quercus sorocarpa Woronow ex Maleev
- Quercus sororia Liebm.
- Quercus spathulata Seemen
- Quercus spathulifolia Vuk.
- Quercus spathulistipula Trel.
- Quercus speciensis Dippel
- Quercus spectabilis Kit. ex Simonk.
- Quercus sphacelata Blume
- Quercus sphaerocarpa Vuk.
- Quercus spicata Bonpl.
- Quercus spinosa David ex Franch.
- Quercus spinulosa M. Martens & Galeotti
- Quercus splendens Née
- Quercus squamata Roxb.
- Quercus squamulosa Djav.-Khoie
- Quercus squarrosa Kotschy ex A. DC.
- Quercus standleyi Trel.
- Quercus steenisii Soepadmo
- Quercus stellapila (Sarg.) H.B. Parks ex Cory
- Quercus stellata Wangenh.
- Quercus stenobalana Guss.
- Quercus stenobalanos Gand.
- Quercus stenocarpa Gand.
- Quercus stenodes Gand.
- Quercus stenolepis Vuk.
- Quercus stenophylla (Blume) Makino
- Quercus stenophylloides Hayata
- Quercus stewardiana A. Camus
- Quercus stewardii Rehder
- Quercus stilobphylla Gand.
- Quercus stiltepecana Matuda
- Quercus stipitata Hayata ex Koidz.
- Quercus stipularis Bonpl.
- Quercus stolonifera Lapeyr.
- Quercus strangulata Gand.
- Quercus stranjensis Turrill
- Quercus striata Siebold ex André
- Quercus striatula Trel.
- Quercus strigosa Wierzb. ex Rochel
- Quercus strombocarpa Liebm.
- Quercus subalpina Kotschy ex A. DC.
- Quercus subavenia Trel.
- Quercus subconvexa Tucker
- Quercus subcordata Djav.-Khoie
- Quercus subcrispata Trel.
- Quercus suber L.
- Quercus subera St.-Lag.
- Quercus suberoides Raf.
- Quercus suberosa Salisb.
- Quercus subgrisea Gand.
- Quercus subhinoidea Chun & W.C. Ko
- Quercus sublobata Kit.
- Quercus submollis Rydb.
- Quercus submonticola Elmer
- Quercus subobtusifolia A. Camus
- Quercus suboccolta Jord.
- Quercus subpyrenaica Villar
- Quercus subreticulata Hayata
- Quercus subsericea A. Camus
- Quercus subspathulata Trel.
- Quercus substenocarpa Trel.
- Quercus subtriloba Trel.
- Quercus subturbinella Trel.
- Quercus subumbilicata A. Camus
- Quercus subvelutina Schur
- Quercus succulenta Small
- Quercus suchiensis Warb.
- Quercus suecica Gand.
- Quercus sugaro Mattioli
- Quercus sulcata Vuk.
- Quercus sumatrana Soepadmo
- Quercus sundaica Blume
- Quercus supranitida C.H. Mull.
- Quercus susedana Gand.
- Quercus sutchuenensis Franch.
- Quercus svecica Borbás
- Quercus synbalanos Hance
- Quercus synthetica Trel.
- Quercus syriaca Kotschy
- Quercus syspirensis K. Koch
- Quercus szowitzii Wenz.
- Quercus tahuasalana Trel.
- Quercus taichuensis Hayata
- Quercus taitoensis Hayata
- Quercus taiyunensis Y. Ling
- Quercus takatorensis Makino
- Quercus talenceana Gand.
- Quercus taliensis A. Camus
- Quercus tamiapensis C.H. Mull.
- Quercus tanaicensis Gand.
- Quercus tarahumara Spellenb., J.D. Bacon & Breedlove
- Quercus tardiflora Czern. ex Steven
- Quercus tardifolia C.H. Mull.
- Quercus tarokoensis Hayata
- Quercus tatakaensis Tomiya
- Quercus tauricola Kotschy
- Quercus taurinensis Gand.
- Quercus tauscheri Gand.
- Quercus tauza Desf.
- Quercus tauzin Pers.
- Quercus tauzinii Bubani
- Quercus tchihatchewii Kotschy ex A. DC.
- Quercus tema Buch.-Ham. ex Wall.
- Quercus tennesi Wesm.
- Quercus tenorei (A. DC.) Borzí
- Quercus tenuiaristata Trel.
- Quercus tenuicola Boiss.
- Quercus tenuicupula (Y.C. Hsu & H.Wei Jen) C.C. Huang
- Quercus tenuiloba C.H. Mull.
- Quercus tenuis Gand.
- Quercus tephrocarpa Drake
- Quercus tephrochlamys Gand.
- Quercus tephrosia Chun & W.C. Ko
- Quercus tepicana Trel.
- Quercus tepoxuchilensis Trel.
- Quercus tergestina Wenz.
- Quercus terminaloides Gand.
- Quercus ternaticupula Hayata
- Quercus tetracarpa Vuk.
- Quercus texana Buckley
- Quercus texcocana Trel.
- Quercus texquitzinae Trel.
- Quercus teysmannii Blume
- Quercus thalassica Hance
- Quercus thelecarpa Miq.
- Quercus thirkeana K. Koch
- Quercus tholeyroniana Gand.
- Quercus thomasii Ten.
- Quercus thomsoniana A. DC.
- Quercus thomsonii Miq. ex Hook. f.
- Quercus thorelii Hickel & A. Camus
- Quercus thracica Stef. & Nedjalkov
- Quercus tiaoloshanica Chun & W.C. Ko
- Quercus tinctoria Michx.
- Quercus tinfanensis A. Camus
- Quercus tinkhamii C.H. Mull.
- Quercus tlapuxahuensis A. DC.
- Quercus tlemcenensis (A. DC.) Trab.
- Quercus todaroi Gand.
- Quercus tolimensis Bonpl.
- Quercus tomentella Engelm.
- Quercus tomentocaulis C.H. Mull.
- Quercus tomentosa Ehrh. ex A. DC.
- Quercus tomentosicupula Hayata
- Quercus tomentosinervis (Y.C. Hsu & H.Wei Jen) C.C. Huang
- Quercus tommasinii Kotschy ex Vis.
- Quercus tomoclada Gand.
- Quercus tonaguiae Trel.
- Quercus tonduzii Seemen
- Quercus torulosa (Vuk.) Raddi
- Quercus totutlensis A. DC.
- Quercus toumeyi Sarg.
- Quercus tournefortii Willd.
- Quercus toxicodendrifolia Trel.
- Quercus toza Bastard
- Quercus tozzae Dippel
- Quercus trabuttii Hy
- Quercus tranninhensis Hickel & A. Camus
- Quercus transiens Gand.
- Quercus transmontana Trel.
- Quercus tregubovii Djav.-Khoie
- Quercus treleaseana A. Camus
- Quercus tremens Gand.
- Quercus treubiana Seemen
- Quercus tribuloides Sm.
- Quercus trichodonta Trel.
- Quercus tricolor Petz. & Kirchn.
- Quercus tridens Bonpl.
- Quercus triloba Michx.
- Quercus trinacria Gand.
- Quercus trinervis H. Lév.
- Quercus trinidadensis C.H. Mull.
- Quercus trinitatis Trel.
- Quercus tristis Liebm.
- Quercus trojana Webb
- Quercus truncata King ex Hook. f.
- Quercus truncatula Jord.
- Quercus tsinglingensis Liou ex S.Z. Qu'& W.H. Zhang
- Quercus tsoi Chun ex Menitsky
- Quercus tuberculata Liebm.
- Quercus tuitensis L.M. González
- Quercus tukhtensis Czeczott
- Quercus tungmaiensis Y.T. Chang
- Quercus tunkinensis Drake
- Quercus turbinata Blume
- Quercus turbinella Greene
- Quercus tyrolensis Gand.
- Quercus uberta Gand.
- Quercus uchiyamana Nakai
- Quercus ucriae Borzí
- Quercus uhdeana Trel.
- Quercus uliginosa Wangenh.
- Quercus umbonata Hance
- Quercus umbrosa Endl.
- Quercus undata Trel.
- Quercus undulata Torr.
- Quercus undulatidens Gand.
- Quercus undulatifolia H. Lév. ex Nakai
- Quercus ungeri Kotschy
- Quercus uraiana Hayata
- Quercus urbanii Trel.
- Quercus urbica Gand.
- Quercus urceolaris Jack
- Quercus urticifolia Blume
- Quercus uruapanensis Trel.
- Quercus urvabensis Trel.
- Quercus utahensis (A. DC.) Rydb.
- Quercus utilis Hu & W.C. Cheng
- Quercus uvariifolia Hance
- Quercus uxoris McVaugh
- Quercus vaccinifolia Kellogg
- Quercus valdinervosa Soepadmo
- Quercus valentina Cav.
- Quercus valida Gand.
- Quercus vallicola Gand.
- Quercus vallisclausae Gand.
- Quercus vallonea A. DC.
- Quercus vaniotii H. Lév.
- Quercus variabilis Blume
- Quercus varians M. Martens & Galeotti
- Quercus variegata Lodd. ex Steud.
- Quercus variifolia Sweet
- Quercus varingifolia Miq.
- Quercus variolosa Franch.
- Quercus vaseyana Buckley
- Quercus vellifera Trel.
- Quercus velutina Lam.
- Quercus veneris A. Kern.
- Quercus ventricosa Koehne
- Quercus venustula Greene
- Quercus verde C.H. Mull.
- Quercus verecunda Gand.
- Quercus vergens Gand.
- Quercus vernixia Gand.
- Quercus verrucosa Raf.
- Quercus verrucosiramea Trel.
- Quercus versatilis Gand.
- Quercus versicolor Raf.
- Quercus vertesiensis Kit.
- Quercus vesca Kotschy
- Quercus vestita Griff.
- Quercus vexans Trel.
- Quercus vialis Gand.
- Quercus vibrayeana Franch. & Sav.
- Quercus vicentensis Trel.
- Quercus vidalii Fern.-Vill.
- Quercus villosa Walter
- Quercus viminalis Bosc
- Quercus viminea Trel.
- Quercus vinealis Gand.
- Quercus virens Aiton
- Quercus virgata Martrin-Donos
- Quercus virgiliana (Ten.) Ten.
- Quercus virginiana Mill.
- Quercus viridis Hansen
- Quercus volhynica Gand.
- Quercus vreelandii Rydb.
- Quercus vukotinavicii Gand.
- Quercus vukotinovicii Borbás
- Quercus vulanica Boiss. & Heldr. ex Kotschy
- Quercus vulcanica Boiss. & Heldr. ex Kotschy
- Quercus vulgaris Bubani
- Quercus wahusiensis Gand.
- Quercus wallichiana Lindl. ex Hance
- Quercus wangii Hu & W.C. Cheng
- Quercus wangsaiensis Barnett
- Quercus warscewiczii Liebm.
- Quercus warszewiczii Liebm.
- Quercus webbei Amo
- Quercus welandii Simonk.
- Quercus welshii R.A. Denham
- Quercus wenzelii Merr.
- Quercus wenzigiana King ex Hook. f.
- Quercus wesmaelii Trel.
- Quercus wilcoxii Rydb.
- Quercus wilhelminae Seemen
- Quercus wilsonii Seemen
- Quercus winkleriana (Schottky) Merr.
- Quercus winklerianus Merr.
- Quercus wislizeni A. DC.
- Quercus wolgensis Gand.
- Quercus woodii Hance
- Quercus woronowii Maleev
- Quercus wrayi King
- Quercus wrightii Nakai
- Quercus wutaishanica Mayr
- Quercus xalapensis Bonpl.
- Quercus xanthoclada Drake
- Quercus xanthotricha A. Camus
- Quercus xizangensis (Y.C. Hsu & H.Wei Jen) C.C. Huang & Y.T. Chang
- Quercus xylina Scheidw.
- Quercus xylocarpa Kurz
- Quercus yayamensis Koidz.
- Quercus yingjiangensis (Y.C. Hsu & Q.Z. Dong) Govaerts
- Quercus yiwuensis C.C. Huang ex Y.C. Hsu & H.Wei Jen
- Quercus yonganensis L.G. Lin & C.C. Huang
- Quercus yongchuniana Z.K. Zhou
- Quercus yoroensis Trel.
- Quercus yousei Trel.
- Quercus yui Liou
- Quercus yuii Liou
- Quercus yunckeri Trel.
- Quercus yunnanensis Franch.
- Quercus zagrabiensis Gand.
- Quercus zang Dippel
- Quercus zempoaltepecana Trel.
- Quercus zschokkei Elmer

## Arbres remarquables
Les chênes centenaires sont des mégapoles de biodiversité en zone agricole.  Aucun chêne vivant aujourd’hui n’a pu être daté avec certitude à plus de 500 ans ; il n'est pas rare qu'ils atteignent 300 ans ; il est plus exceptionnel qu'ils arrivent jusqu'à 400 ans. Mais certains vieux chênes sont creux, comme le chêne d'Allouville (selon la légende, planté en 911 pour la naissance de la Normandie ), et il ne sera dès lors probablement jamais possible de les dater définitivement par dendrochronologie. Dans la marine en bois les chênes de plus de 100 ans avaient la préférence; les arbres approchant 200 ans étaient considérés sur le retour, c'est-à-dire que les bois était susceptible d'être en partie pourri. Atteignant un âge avancé, la couronne massive des arbres comme le chêne ou le châtaignier commence à dépérir, parce que leur système racinaire et vasculaire n'est plus en mesure d'entretenir une grande couronne. Ce qui permet à la lumière d'atteindre la couronne intérieure plus basse, et par là stimuler le développement de bourgeons dormants, créant éventuellement une nouvelle couronne inférieure plus petite. Les vieilles branches qui formaient la haute couronne d'origine meurent, mais sur des espèces comme le chêne, qui ont le bois très résistant, ces branches mortes restent pendant des décennies, voire des siècles, en anglais on dit qu'ils sont Stag headed, c'est-à-dire qu'ils prennent l'apparence de la ramure d'un cerf.

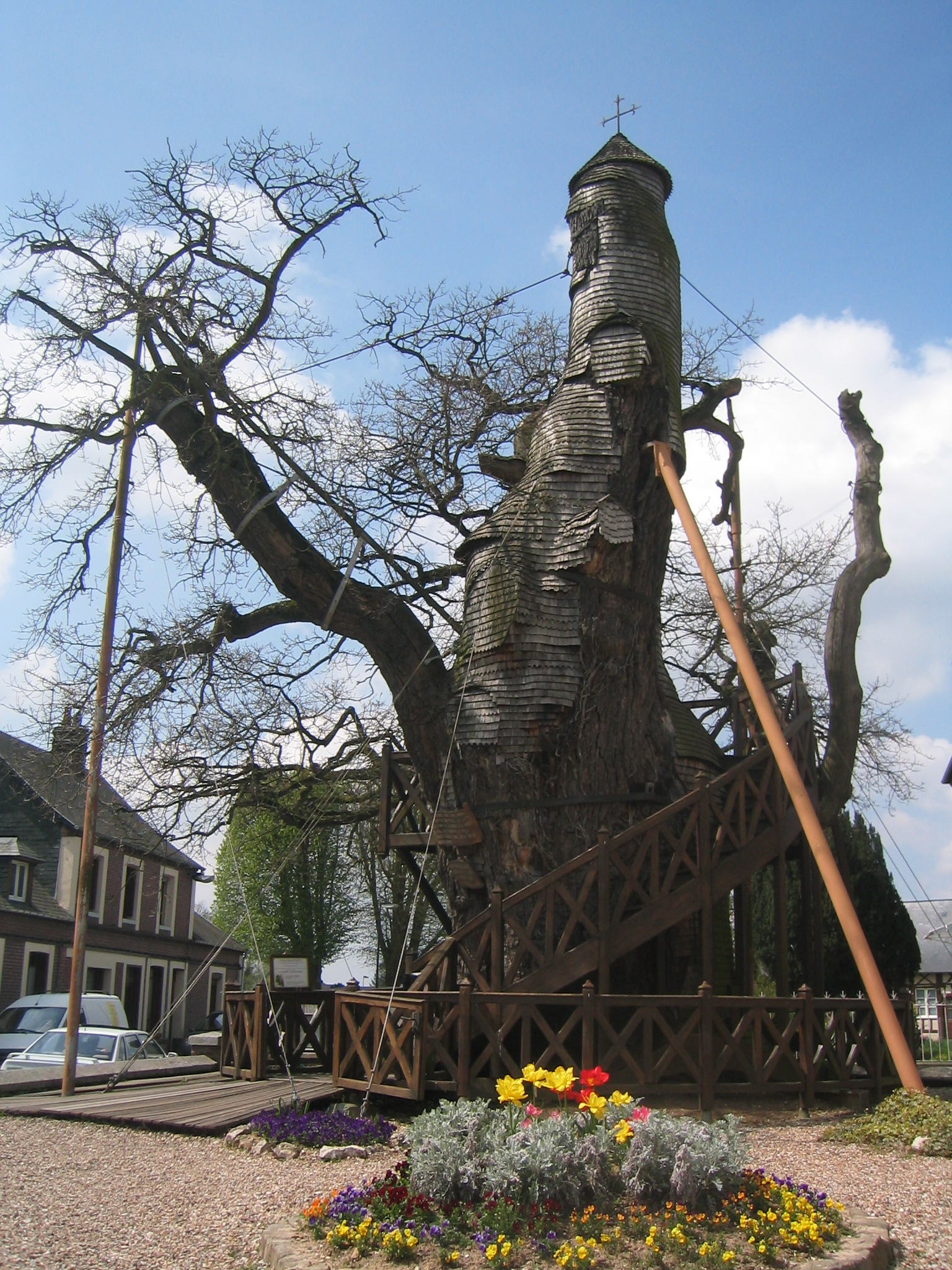
Le chêne d'Allouville-Bellefosse est le plus vieux de France. Il daterait du IXe siècle.

Le plus vieux chêne de France daterait donc de l'époque de Charlemagne, situé à Allouville-Bellefosse (Seine-Maritime). En Belgique, le plus vieux chêne se situerait à Liernu. Le plus vieux chêne d'Europe se trouverait en Suisse : à Chatillon, dans le Jura.
Certains chênes pédonculés ont un port fastigié, s'ouvrant progressivement avec l'âge (chênes pyramidaux).
- À Cheillé, près d'Azay-le-Rideau, (Indre-et-Loire), un chêne plusieurs fois centenaire, pousse dans le mur de l'église Saint-Didier. Le tronc et les racines de ce beau chêne pédonculé s'enfoncent à l'intérieur du mur.
- À Saint-Pardoux (Deux-Sèvres), au lieu-dit La Cigogne, un chêne multiséculaire aurait servi d'abri à  Robert le Chouan  pour échapper à la maréchaussée.
- Dans la forêt de Gralas en Vendée, le chêne Chevreux, au refuge de Grasla, était environné de mystère et de légendes.
- À Saint-Martin-de-Connée en Mayenne, la chapelle du Chêne abrite le tronc aujourd'hui desséché du chêne, qui abrite une statuette réputée miraculeuse de Notre-Dame des Douleurs, depuis le XVe siècle.
- À La Chapelle-Montlinard il existe un chêne multi-centenaire dont la circonférence du tronc mesure près de 10 m.
- Le chêne des Crapauds (Dervenn an tousegi), dans une propriété privée à Fouesnant en Bretagne. L'arbre a une circonférence de 9,60 m.Chêne (Quercus robur) et Hêtre (Fagus sylvatica) "siamois" dans le parc de la Salle de sport de La Vraie-Croix (Morbihan). Dessin Axel Aucouturier, 2024

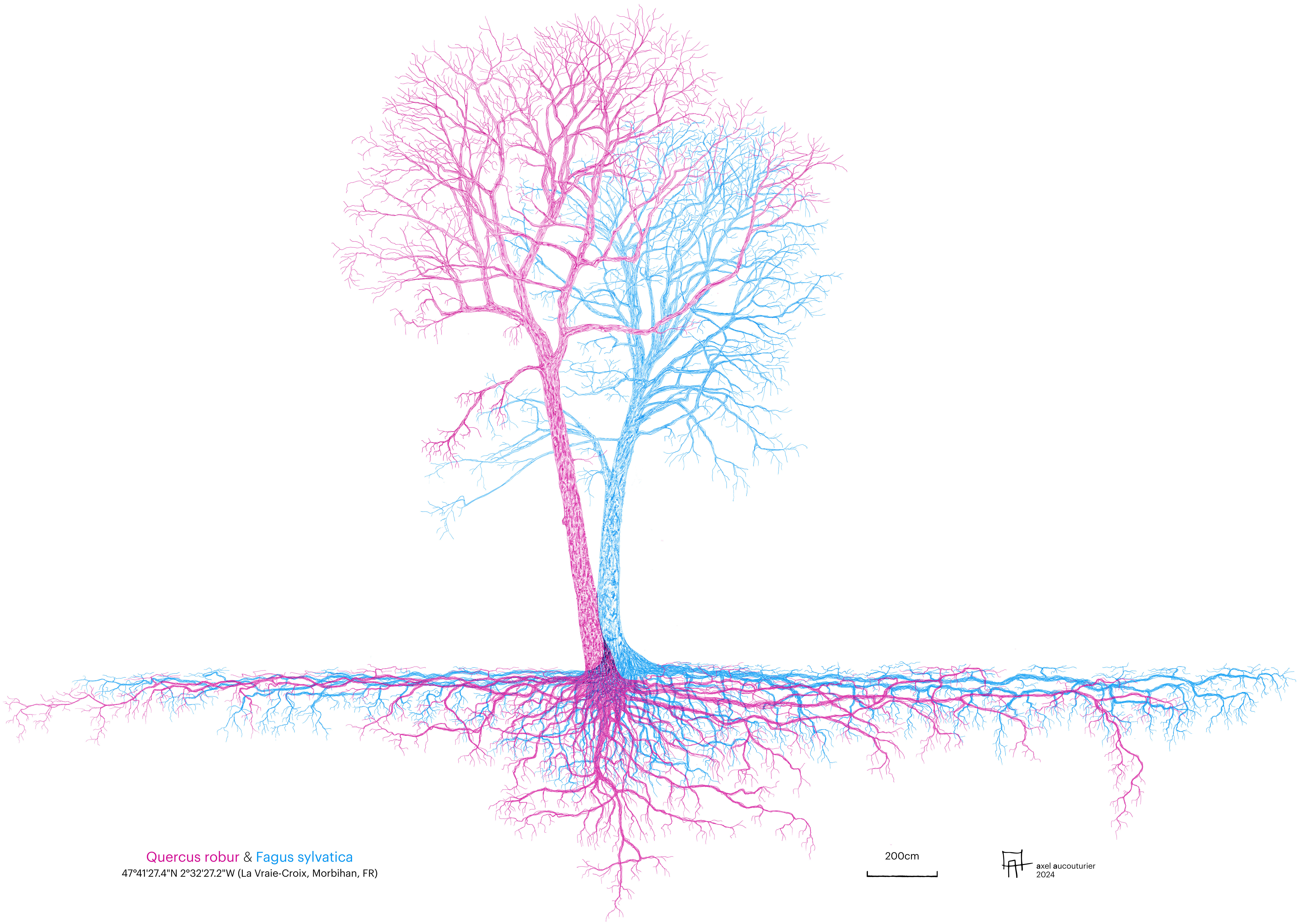
Chêne (Quercus robur) et Hêtre (Fagus sylvatica) "siamois" dans le parc de la Salle de sport de La Vraie-Croix (Morbihan). Dessin Axel Aucouturier, 2024

- Le chêne à Guillotin est un chêne âgé d'environ 1000 ans[réf. souhaitée] et d'une circonférence de 9,60 m situé à Concoret en Bretagne[87]. Il est nommé d'après l'abbé Guillotin, qui s'est caché dans son tronc creux après la révolution française.
- En forêt de Brotonne (Haute-Normandie), on trouve le Chêne-Cuve, arbre dont la base du tronc est rempli d'eau, puis qui se sépare en quatre troncs distincts.
- À Tombebœuf, en Lot-et-Garonne, se trouve un chêne multicentenaire de 36 mètres d'envergure.
- À Châtillon, dans le Jura Suisse, le chêne des bosses mesure 8,40 mètres de circonférence. Il est d’ailleurs inscrit dans le livre des records comme le plus vieux chêne d’Europe : son feuillage couvre une surface de près de 500 mètres carrés.
- À Lardiers (Alpes-de-Haute-Provence), un chêne dont trois adultes bras tendu ne parviennent pas à le ceinturer a poussé à côté d'une ancienne bergerie, que l'on nomme localement : lou jas d'où Roule (« La bergerie du chêne » en français).
- À Liernu (Eghezée, Province de Namur, Belgique), le Gros-Chêne millénaire[réf. souhaitée] mesure 12,24 m de circonférence au sol et 9 m, à 1,50 m. de hauteur. Le chêne est jumelé avec les chênes d'Allouville-Bellefosse depuis 1981 et de Châtillon depuis 1991. Le 30 mai 2015, à Liernu, les trois chênes ont créé la ChaÎne des (vieux et gros) Chênes d'Europe qui espère accueillir de nombreux ancêtres.

## Symbolique
Lien vers le symbolisme des arbres

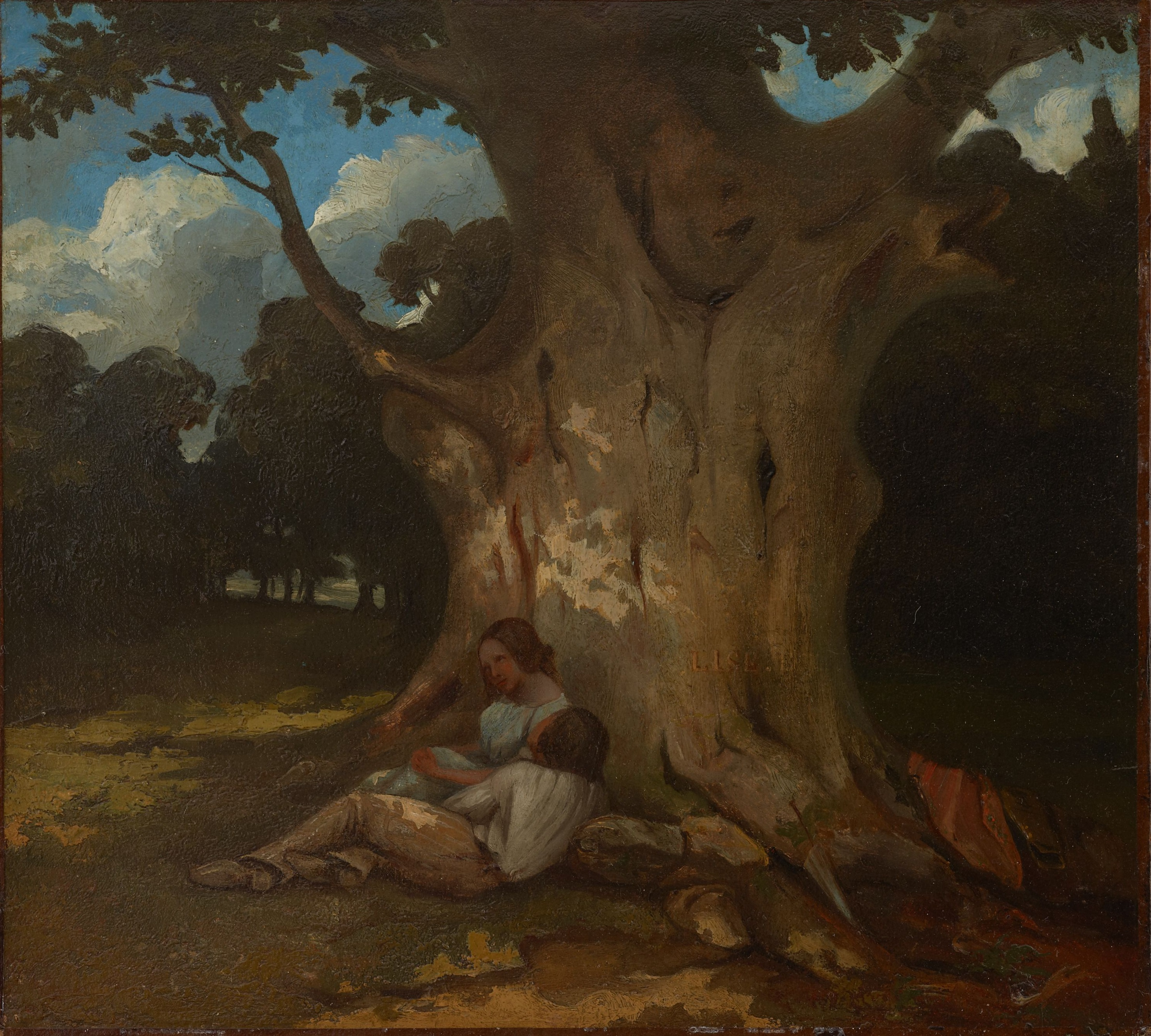
Le Gros Chêne, peinture de Gustave Courbet (1843).

- De nombreux arbres de cette espèce sont chargés dans la tradition populaire (vu la réputation de dureté du bois) d'une grande valeur symbolique en Europe, souvent liée à un contexte de justice :
  - en France, le roi Saint Louis rendait justice sous un chêne majestueux.
  - en Grande-Bretagne, Robin des Bois avait son quartier général dans un chêne de la forêt de Sherwood.
  - en Grande-Bretagne également, le futur roi Charles II se cachait dans un chêne durant la bataille de Worcester (le Chêne Royal).
  - Au Lignon, dans le canton de Genève, le chêne de Lénine est célèbre pour avoir abrité des réunions organisées par le révolutionnaire entre 1914 et 1917[88].
- Le chêne symbolise dans plusieurs cultures européennes la pérennité. Les noces de chêne se célèbrent après 80 ans de mariage dans le folklore français.
- Arbre sacré chez les Romains, les Celtes, les Germains et les Slaves orientaux, le chêne symbolise la virilité, la force, l'endurance et la longévité. Dans un poème d'Étienne Eggis, la destruction d'une forêt de chênes entraîne une vengeance[89].
- Plusieurs pays se servent de la branche de chêne comme symbole de la stabilité de leur régime politique :
  - en Allemagne : les pfennigs et désormais les centimes d'euros de ce pays sont illustrés par un rameau de chêne.
  - en France : les monnaies en franc portaient souvent une couronne d'olivier et de chêne.
- La feuille de chêne orne également en France le képi des officiers généraux et certaines décorations telles que la Légion d'honneur et la médaille de l'Ordre national du Mérite.
- Charles de Gaulle fut représenté, le lendemain de sa mort, sous la forme d'un chêne abattu, dans un dessin de Jacques Faizant à la une du Figaro. C'est pourquoi, Michèle Alliot-Marie nomma son parti « Le Chêne », car celui-ci incarne aux yeux de tous le symbole du gaullisme. L'UMP, principal parti de la droite française, dont l'idéologie est teintée de gaullisme, a aussi pour emblème le chêne aux couleurs de la France.
- Symbole de la germanité, la feuille de chêne est souvent utilisée dans les insignes nazis[90].

### Calendrier républicain
- Dans le calendrier républicain, le Chêne était le nom attribué au 2e jour du mois de floréal[91].

## Vertus médicales
L'écorce, les glands et les feuilles, riches en tanins, possèdent un pouvoir astringent très puissant.